# Віра Яноушкова
Віра Яноушкова, до шлюбу Гавлова (25 червня 1922, Убіславіце — 10 серпня 2010, Прага) — чеська скульпторка, художниця, колажистка, графічна дизайнерка. У 1960-х її скульптури з емалі були одними з найяскравіших моментів чеського сучасного мистецтва. Заслужено внесена до списку Nouveau dictionnaire de la sculpture moderne / Новий словник сучасної скульптури Хазана (Париж, 1970). 
Після окупації Чехословаччини радянськими військами в серпні 1968 року втратила можливість виставлятися й працювала з чоловіком, скульптором Володимиром Яноушеком, усамітнено. Після падіння комунізму в Чехословаччині Віра Яноушкова мала ретроспективну виставку в Національній галереї в Празі. У 2004 році заснувала Фонд Віри та Володимира Яноушеків і заповіла весь маєток подружжя Фонду «Музей Кампа – Яна і Меда Младек».
Вера Яноушкова залишила один із найоригінальніших слідів у чеській скульптурі другої половини ХХ століття, її роботи є унікальними не тільки в чеському контексті. Значне місце Яноушкової в історії сучасної скульптури сприймають і за кордоном.

## Життя
Віра Гавлова народилася в родині сільської вчительки молодшою з трьох сестер. За рекомендацією вчителя, який виявив її талант до малювання, склала іспити в Школі прикладного мистецтва в Празі (UPŠ) на вивчення живопису. Хоча з першого разу не змогла вступити, сама атмосфера школи вплинула на її рішення присвятити себе мистецтву. Після річної практики в Професійній школі скульптури з каменю в сусідніх Горжицях, де вона відвідувала курси з теорії мистецтва і мала можливість малювати та моделювати з глини (професор Пліхта), прийнята в 1942 році в Школу прикладного мистецтва (UPŠ) до скульптурної майстерні професора Карела Дворжака. 
Після війни у 1945 році переїхала до студії професора Йозефа Ваґнера, де її однокласниками були Єва Кментова, Аліна Шапочнікова, Олбрам Зубек, Мілослав Хлупач, Зденек Палкр, Володимир Яноушек, Євгенія Юнгова, Антонін Брейнік та Витезслав Юнгбауер. Під час нацистської окупації Школа прикладного мистецтва замінила закриту Академію образотворчого мистецтва, тому в 1945 Вера Гавлова отримала статус другого художнього коледжу (Академія прикладного мистецтва в Празі). Серед професорів, які там викладали, були Вацлав Небеський, Еміль Філла, Франтішек Тихі, Йозеф Капліцький, Ян Баух і Ян Лауда. У школі та на повоєнних празьких виставках учні мали змогу познайомитися з сучасним європейським мистецтвом. Яноушкова увібрала в себе різні впливи від структурної абстракції до поп-арту, але найбільш близькими її чуттєвості були скульптурні роботи Гутфройнда, Пікассо, Мура та роботи Дюбюффе.
Після війни вела переговори про можливість навчання у École nationale supérieure des beaux-arts / Національна вища школа мистецтв з найкращим на той час французьким скульптором-портретистом Марселем Гімоном (учнем Родена та Майоля), але комуністичний переворот 1948 року зіпсував цю можливість. 
У 1948 році Віра Гавлова одружилася з Володимиром Яноушеком і разом з ним поїхала на річну стипендію в Академію образотворчих мистецтв у Софії . У 1950-х подружжя працювала в сараї в Дольній Калні в будинку батьків чоловіка. Свою першу празьку студію вони придбали в майстерні з прилеглим двором у колишній в’язниці Сміхов на вулиці Малатова. Студія стала місцем зустрічей та обміну думками їхніх товаришів по поколінню, бували там і молодші митці. Віра Яноушкова дружила з Адрієною Шимотовою. У 1951–1959 роках Яноушкова брала участь у 1–4 виставці чехословацького образотворчого мистецтва, а 1958 року — у виставці молодого мистецтва в Брно. На рубежі 1950-1960-х суспільна атмосфера дещо розслабилася. У 1962 році подружжя Яноушеків разом із Зубеком і Кментовою відвідало Костянтина Бранкуші в Тиргу-Жіу. Окрім Румунії, вона також відвідала Париж (1959–1960), Італію (1967, 1969) та Єгипет (1969).
У 1960 році Віра Яноушкова стала однією із засновниць творчої групи UB 12, ще вона виставила свої скульптури на першій персональній виставці в Галереї на Карловій площі. Перша виставка UB 12 1962 року у галереї найбільшого на той час видавництва Československý spisovatel закривалася тричі поспіль на прохання Центрального міського комітету в Празі, виставка була розкритикована в тогочасній партійній пресі, де було опубліковано вигадане радіоінтерв’ю з «обуреним» відвідувачем. Зрештою це призвело до надзвичайно високої відвідуваності та пробудило інтерес теоретиків – Їндржиха Халупецького та Мирослава Ламача. Скульптури Віри Яноушкової, створені зі знайдених матеріалів, партійною пресою наводилися як особливо страшний приклад. У 1965 році відбулася її друга персональна виставка в Галереї Вацлава Шпали, якою керував Їндржіх Халупецький. У 1960-х вона була представлена на важливих виставках чеського мистецтва за кордоном (Будапешт, 1960, Генуя, 1965, Льєж, Західний Берлін, 1966, Турин, Міддельхайм-Антверпен, Експо 67 Монреаль, 1967, Париж, 1968, Леньяно, 1969, Західний Берлін, 1970). 
У другій половині 1960-х подружжя Яноушеків придбало земельну ділянку в Празі-Коширже, де побудувало власну скульптурну майстерню за проєктом Володимира. Проєкт функціоналістичної будівлі був створений бюро Grubý, Cubr, Pokorný (автори відзначені нагородами Чехословацького павільйону на виставці Expo 58 у Брюсселі), згодом його змінила архитекторка Алена Шрамкова. Після дуже плідного періоду 1960-х, коли подружжя Яноушків представляло свої роботи як вдома, так і за кордоном, радянська окупація в серпні 1968 року, за якою послідували два десятиліття суворої «нормалізації», стала катастрофою для обох. Можливості для виставок були рідкісними і проводилися лише в неофіційних місцях або далеко за межами Праги, громадські замовлення не існували, іноземні контакти були розірвані. Жодній офіційній галереї у великому місті не дозволили провести виставку до 60-річчя Віри Яноушкової, і врешті виставка відбулася в скромному приміщенні театру в Чеському Тешині.
Ні Віра, ні Володимир Яноушек не думали про еміграцію через дідуся та бабусю. Зрештою, сильна прив’язаність до країни та дружнє середовище всередині спільноти митців, так само загнаних у мимовільну ізоляцію, взяли гору. Подружжя поперемінно працювало в майстернях у Празі - Коширже та у Відоницях біля Пецки. У 1986 році чоловік помер, і мисткиня пережила ще одну тривалу особисту кризу. У той час вона переважно створювала колажі та спорадично скульптури з сильним екзистенційним акцентом. У 1980-х роках Віра Яноушкова брала участь у створенні неофіційної антології «Grey Brick» (опублікована Jazz Section, ред. Karel Srp Jr.) і стала членкинею New Group of artists (1987). 
Після падіння комунізму в 1989 році робота подружжя Яноушкових знову була представлена широкій громадськості. Віра Яноушкова зайняла міцне місце в контексті сучасної чеської скульптури, ретроспективні виставки її скульптур і колажів відбувалися в Національній галереї в Празі, Галереї мистецтва в Карлових Варах, Північночеській галереї в Літомержіце, Східночеській галереї в Пардубіце, Регіональній галереї Гори в Їглаві, Галереї сучасного мистецтва в Градеці. Кралове, GuBJ у Клатові, Стодола в Чеському Крумлові, Празька міська галерея, виставковий зал Манеса, Музей Кампа. Вона виставляється за кордоном (Європа, США, Азія), отримує почесне громадянство міста Нова Пака, стає членкинею відновленої Umělecká beseda (1990). У 2004 році вона заснувала Фундацію Віри та Володимира Яноушків і внесла в неї значну колекцію мистецьких робіт, своїх та чоловіка. Маєток художників наразі знаходиться в управлінні Музею Кампа - Фундації Яна і Меди Младеків.
Віра Яноушкова померла 10 серпня 2010 року в Празі у віці 88 років.

## Робота
Одним із перших творінь Віри Яноушкової, важливих у контексті її подальшої творчості, був фігуративний гобелен «Улісс» (1948), пошитий із клаптиків тканини на старій ковдрі. Джерелом натхнення було античне мистецтво та масштабні тканинні колажі Роже Біссьєра, представлені на виставці французького сучасного мистецтва в Празі (1947). «Улісс» і наступні «Автопортрет зі скульптурою» і «П’єро і Коломбіна (1952–1954)» передвіщають пізніші кольорові паперові колажі та скульптури-колажі, зібрані з кольорових емалей.
На її скульптурну чутливість найбільше вплинули Гутфройнд, «нова речевість» та наївне мистецтво, а також пізніший класичний реалізм. Так само сильним і стимулюючим було ознайомлення з творчістю Пікассо, Джакометті та Дюбюффе, фламандських експресіоністів (Констан Пермеке, Гюстав де Смет), М. Маріні та Фріца Вотруби. Майже все, що визначає її самобутність, проявляється в її ранніх скульптурах – сильне відчуття об’єму, кольору та матеріалу. Яноушкова була типом спонтанного та інтуїтивного творця, незрозумілого для непрофесіоналів і некласифікованого теоретиками мистецтва. Вона проігнорувала сучасні тенденції чеського інформізму та нової фігурації, і, маючи, по суті, конструктивну спрямованість своєї мистецької діяльності, повернула до життя сміття, знайдене на звалищі, з якого створила нові сутності. У цьому відношенні її компонування матеріалів як творчий скульптурний принцип найближче до Збинека Секала, Карела Непраша чи Алеша Весельного.
Попри відмову від профанації класичних шляхетних матеріалів і свідоме прагнення заперечити «красу», її роботи досягають беззаперечної естетичної якості. Яноушкова заперечує усталені критерії корисності та марності, вона знаходить цінність у тому, що інші вже позбавили будь-якої значимості, і бачить красу там, де всі знаходять лише занепад, псування та руйнування. Її особиста турбота, що має характер «одержимості матеріалом», знаходить натхнення безпосередньо у знайденому об'єкті. Він стає тематичним моментом і відправною точкою для імпровізації.  Яноушкова заздалегідь усунула випадковість і невизначеність комбінації знайдених предметів і, об’єднавши їх, встановила для них міцний зв’язок і впевненість нової реальності. Хоча Яноушкова належить до митців, чия робота заснована на спонтанності, вона керується інтелектуальним контролем, який формує роботи та представляє їх прозорими.  

Особисті травми Другої світової війни та вторгнення радянських військ Варшавського договору до Чехословаччини в серпні 1968 року,  а також подальша окупація та нормалізація, що тривала понад 20 років, створюють екзистенційну тему в її роботах, що зовні проявляється як спроба придушити почуття незахищеності та фрагментації і створити систему, яка охоплює пережитий досвід і пропонує можливість повернення світу до його первісної цілісності. 

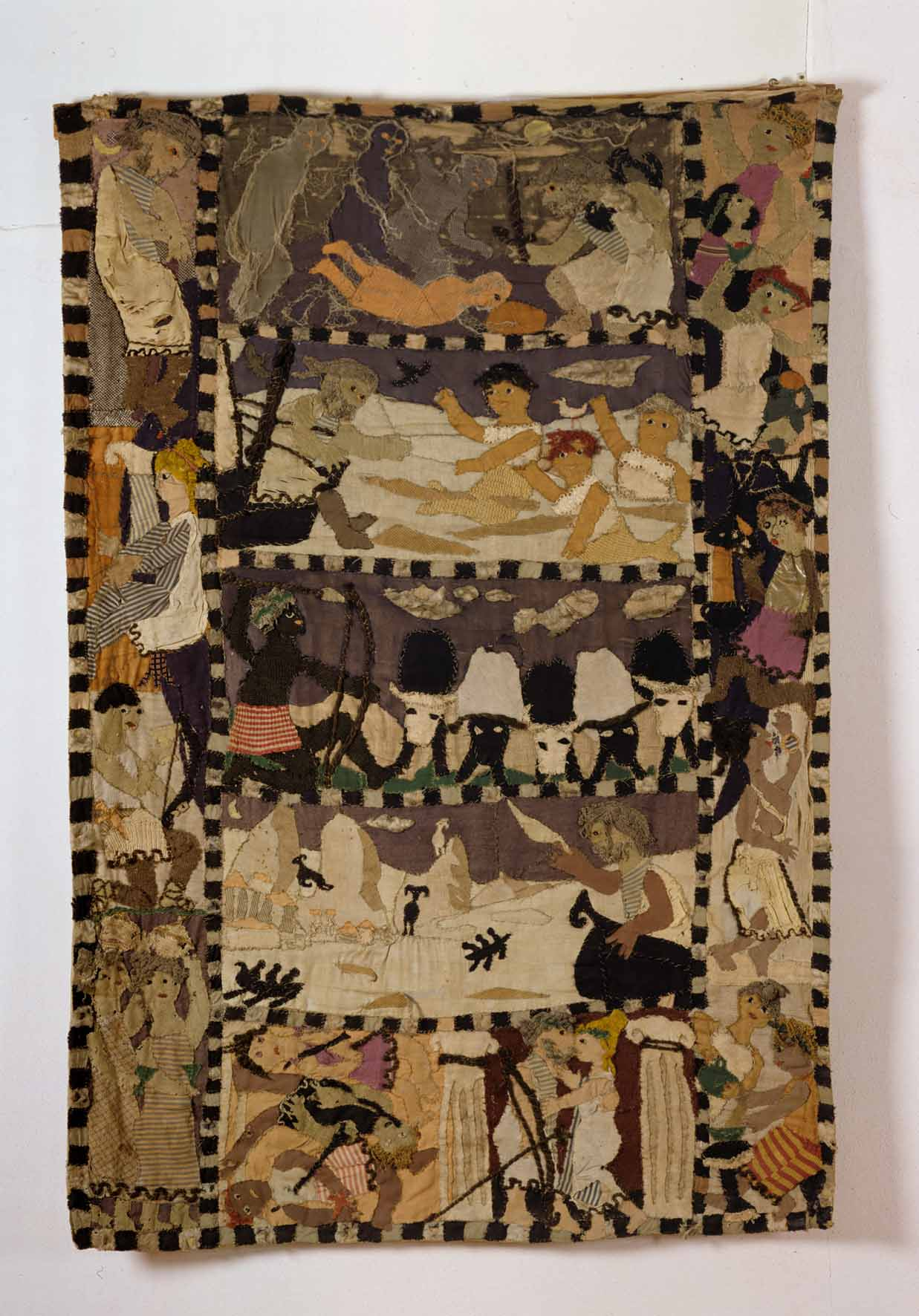
Улісс (1948-1949), шитий колаж, 173 х 120 см
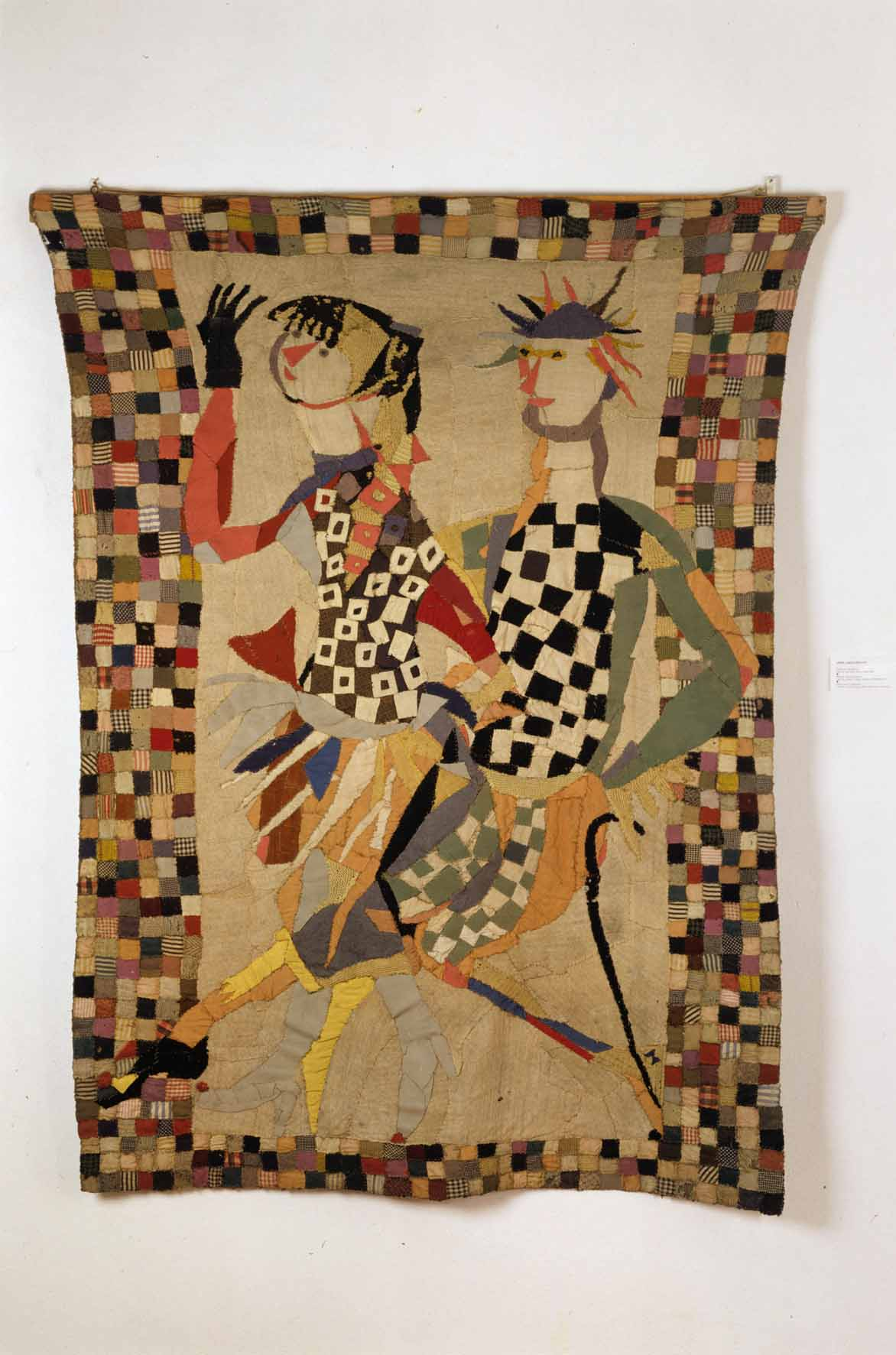
П'єро і Коломбіна (1952-1954), шитий колаж, 160 х 120 см
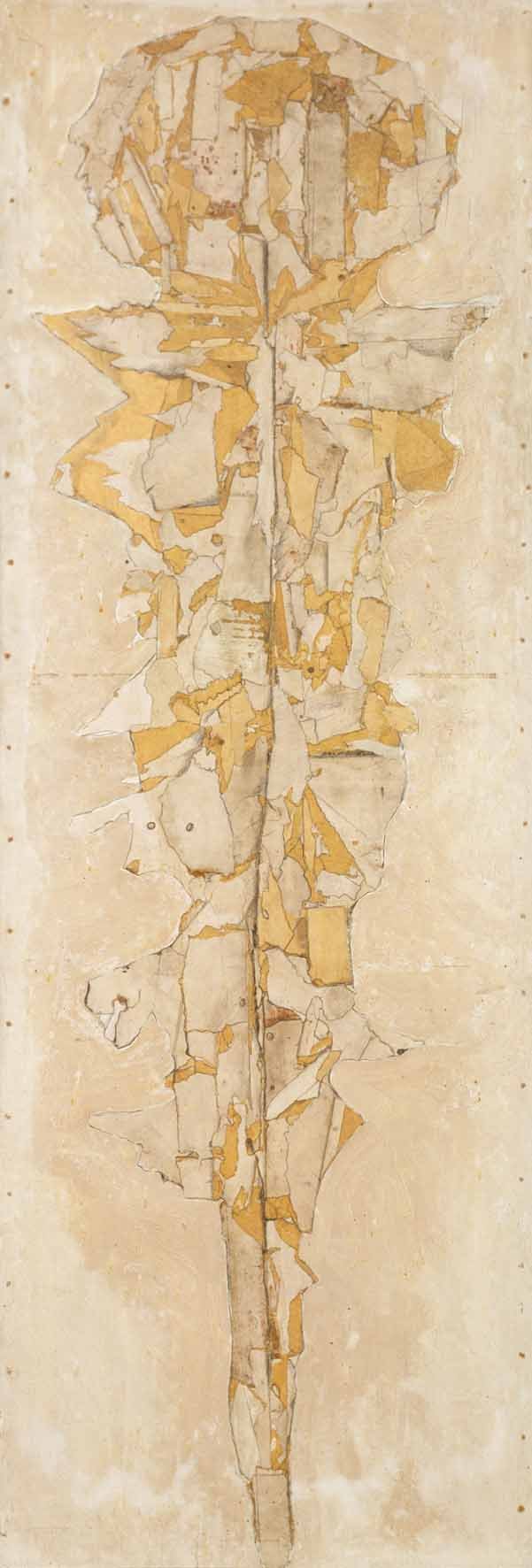
Фігура (1950-ті), колаж, шовк, папір, малюнок, в. близько 200 см
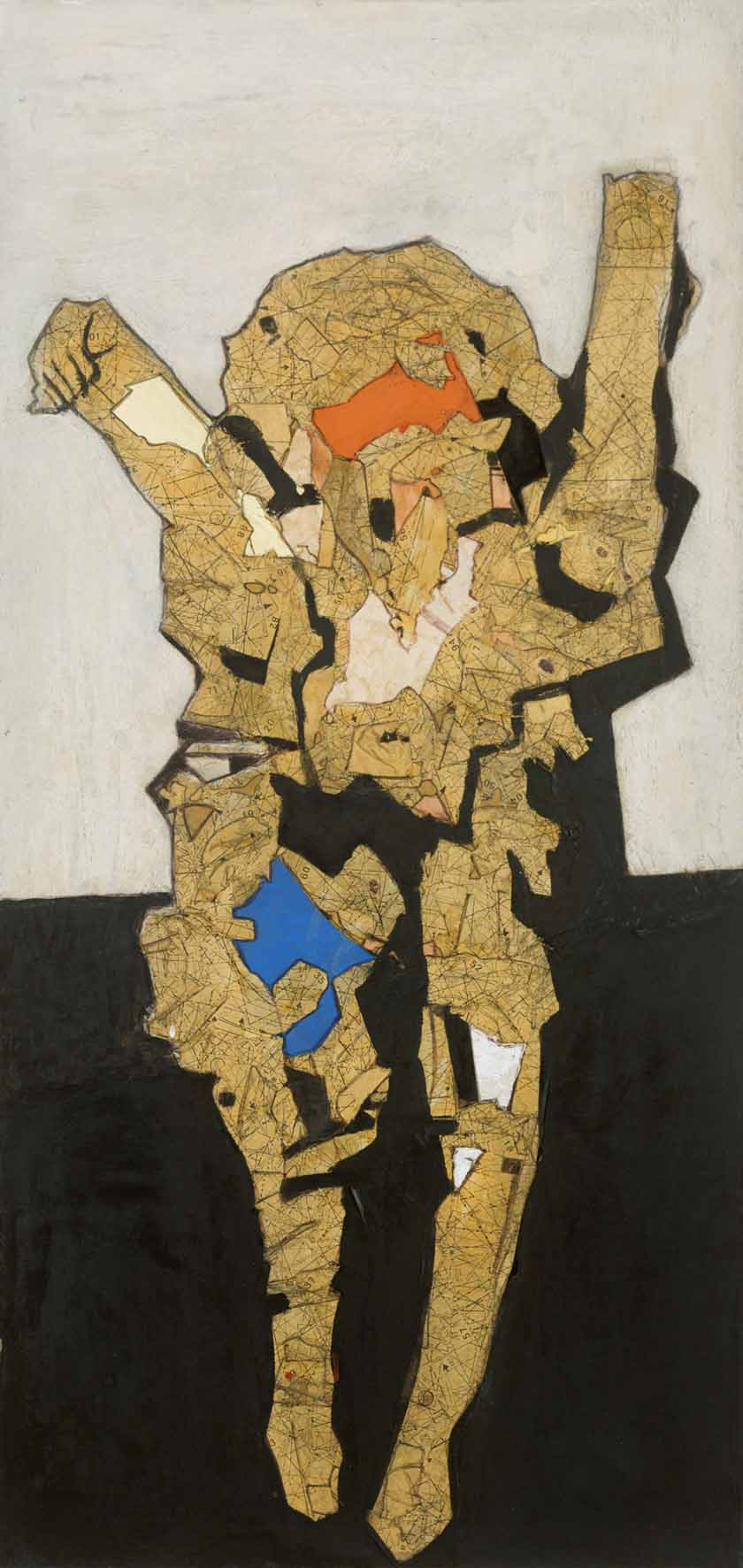
Силует (1959), змішана техніка, 105 х 50 см

### Скульптура
Скульптура Яноушкової «Сидить» (1949) своїм поетичним тоном все ще посилається на її навчання у професора Вагнера, але наприкінці 1950-х вона вже створювала фігуративні скульптури, що характеризуються експресивним моделюванням (Чорна Мадонна, 1959). Радикальний відхід від традиційного розуміння фігури та моделювання став очевидним на самому початку 1960-х («Чорний тотем», 1961, «Кришталевий тотем», 1962). Скульптури Віри Яноушкової характеризуються надзвичайно розтягнутою формою, матеріалом, який визнається та підкреслюється ручним трактатом, і певною брутальною життєвістю. Пізніше її скульптури створювалися методом асамбляжу зі знайдених предметів, ліпилися гіпсом або азбестоцементом.  На рубежі 1950-х і 1960-х Яноушкову також цікавила фактура і колір шлаку, який вона використовувала для серії малих фігурних скульптур (Шлакові скульптури, 1962).  Вони нагадують кікладські ідоли або Венеру з Дольніх Вестоніц і були створені шляхом моделювання справжніх шматків шлаку за допомогою гіпсу. 

Рання скульптурна творчість Віри Яноушкової першої половини 1960-х вирізняється пошуком форми та експресії, експериментуванням з різними матеріалами та їх поєднанням між собою, підкреслюючи то об’єм, то вертикальність. Поверхня сильно текстурована або є сукупністю знайдених предметів, і колір часто відіграє значну роль (Кольорова фігура, 1962, Сидяча фігура, 1962). Яноушкова поступово відмовляється від моделювання і скоріше компонує скульптури з окремих елементів (Воїни, 1963). 

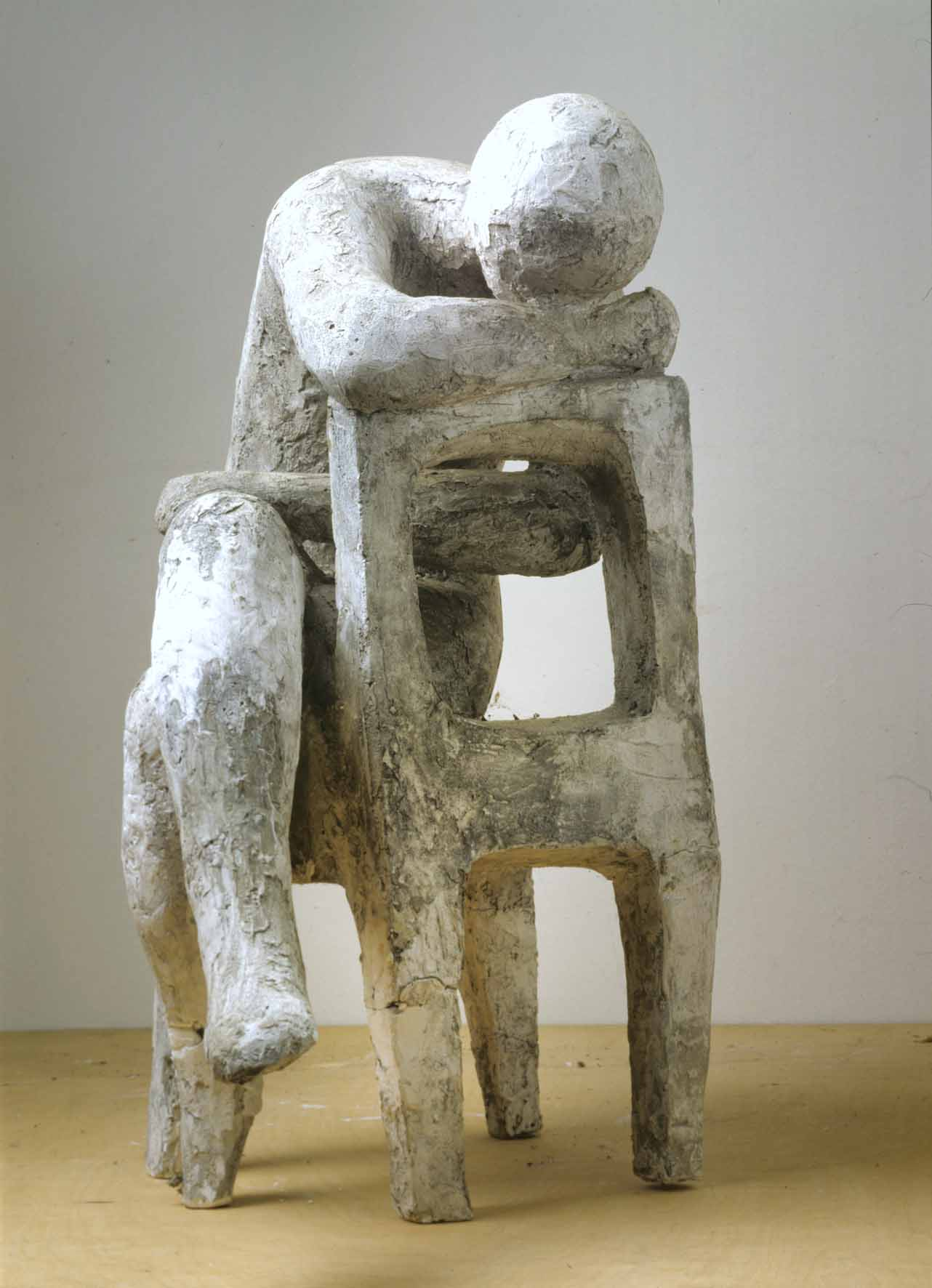
Сидить (1949), х. 52 см
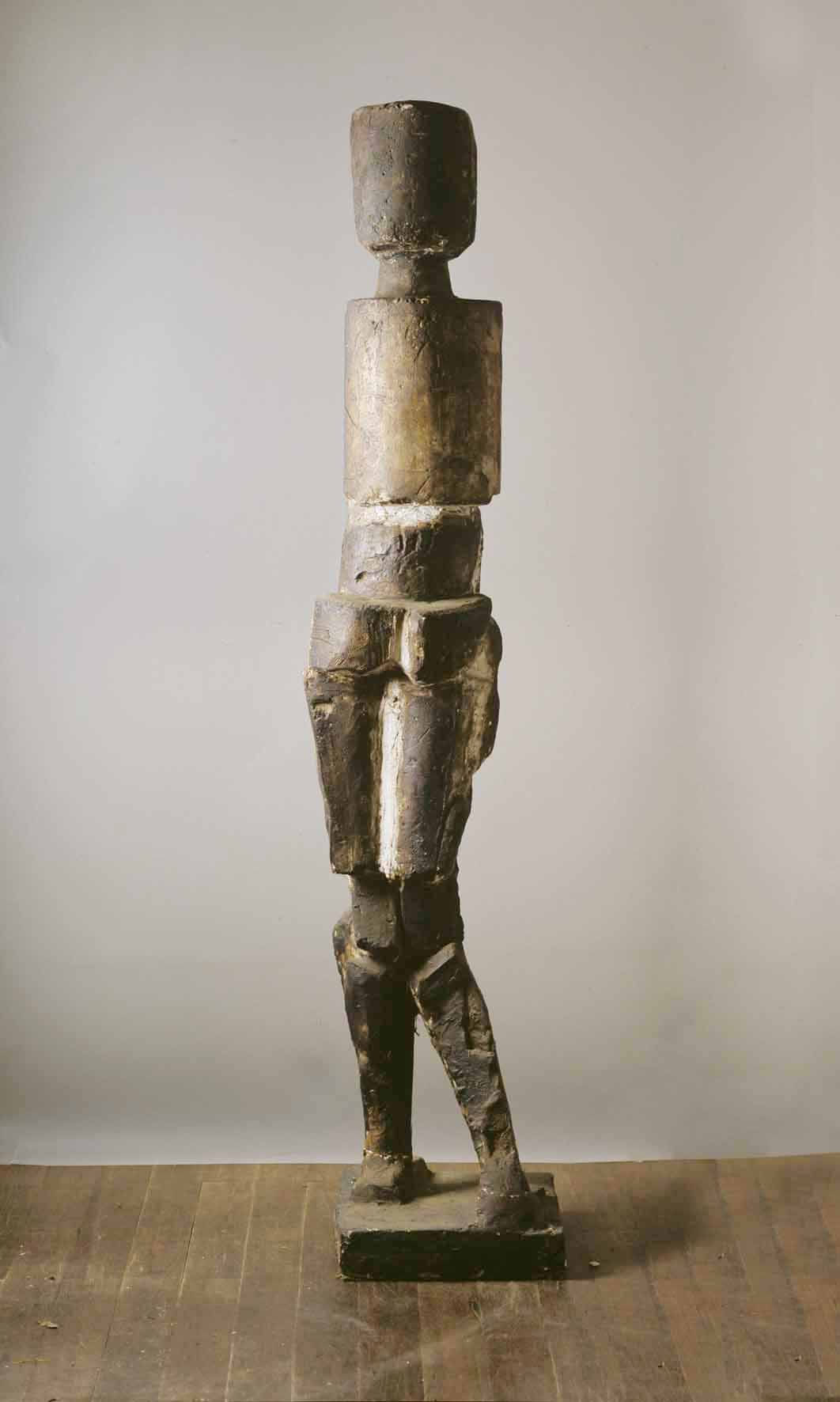
Фігура, складена з керамічних форм (1961), поліхромний гіпс, h.142 см
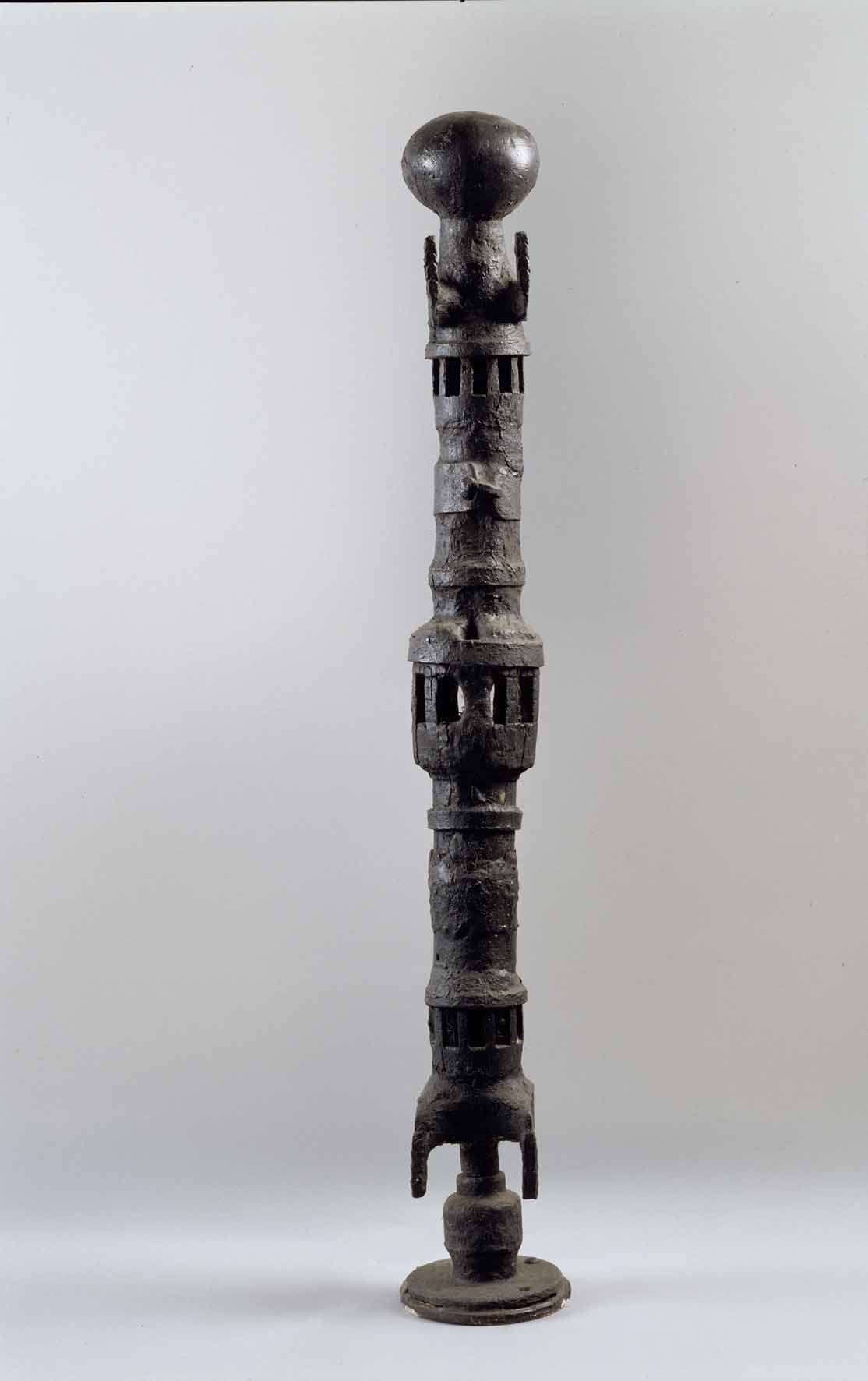
Чорний тотем (1961), змішана техніка, год. 106 см
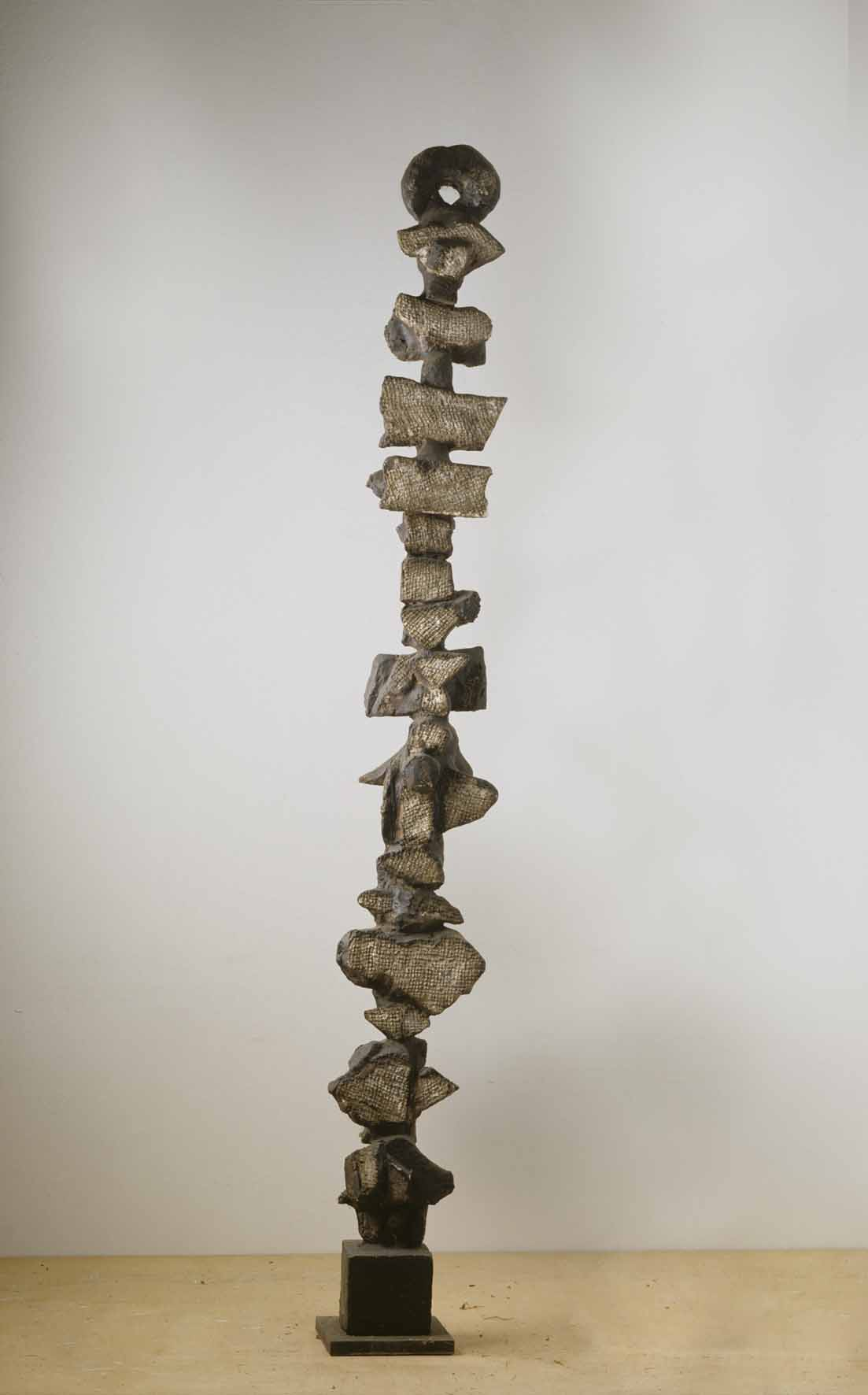
Кришталевий тотем (1962), поліхромний гіпс, в. 134 см
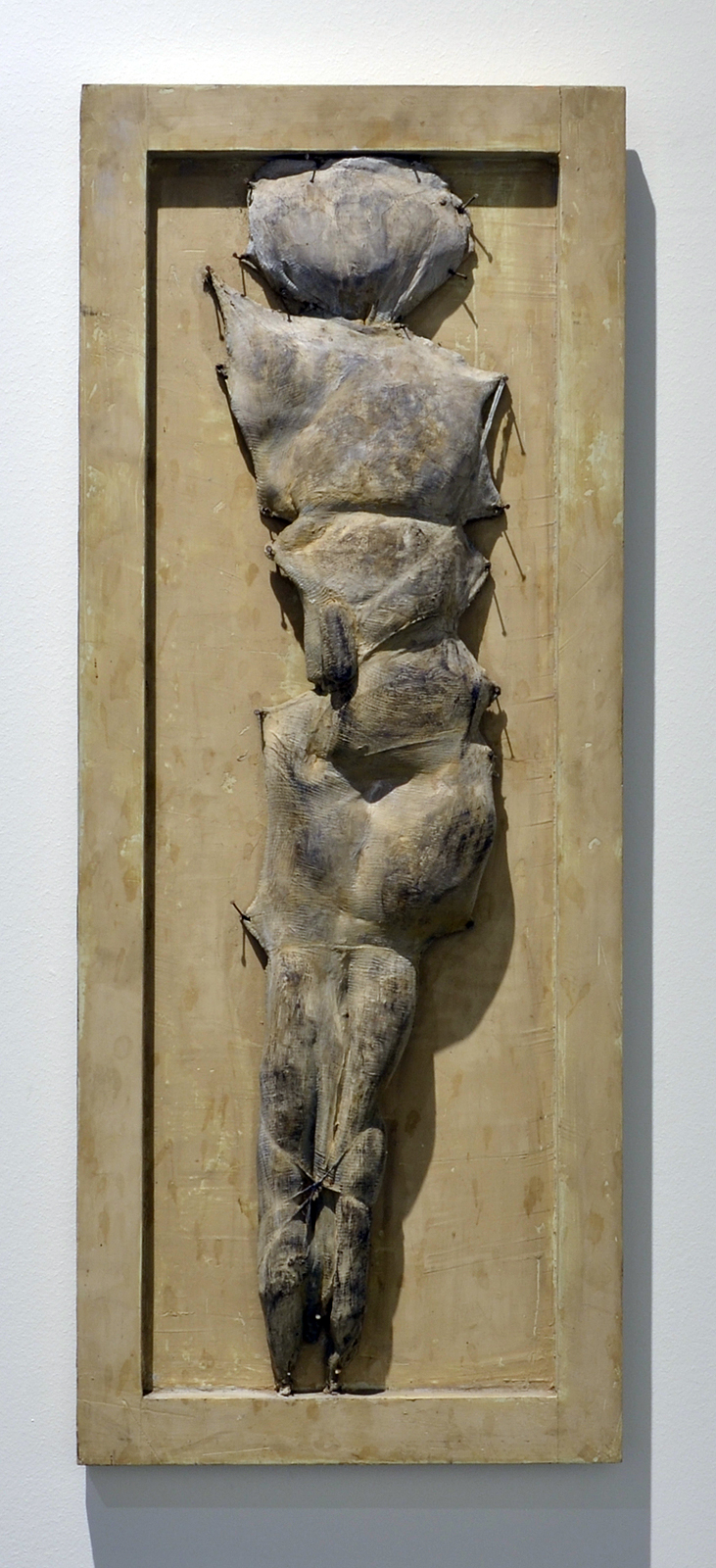
Розтягнута фігура (1961), галерея «Золота Гуска».
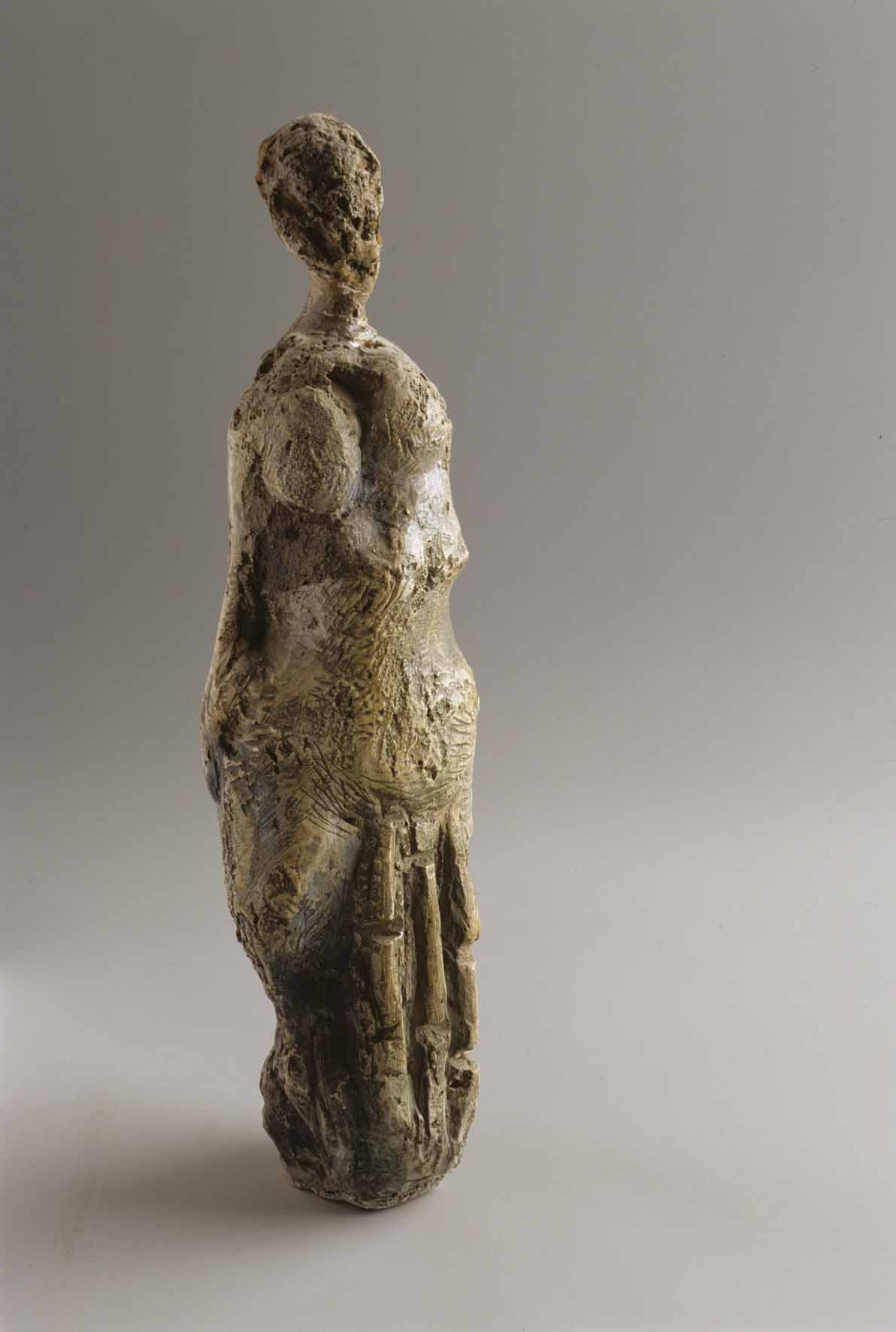
Шлакова скульптура, шлак, гіпс (1962), х. 23 см
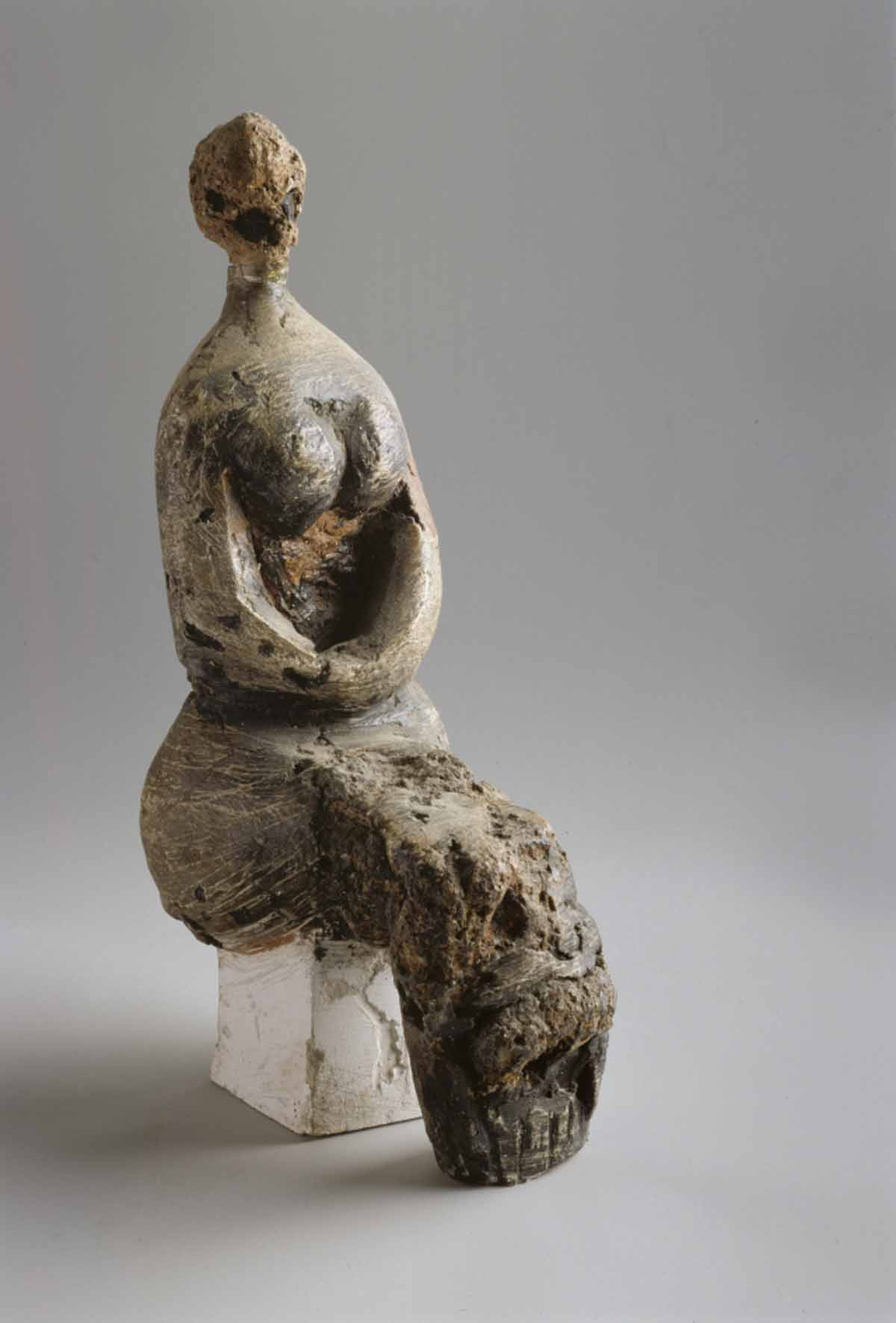
Шлакова скульптура III (1962), h. 20 см
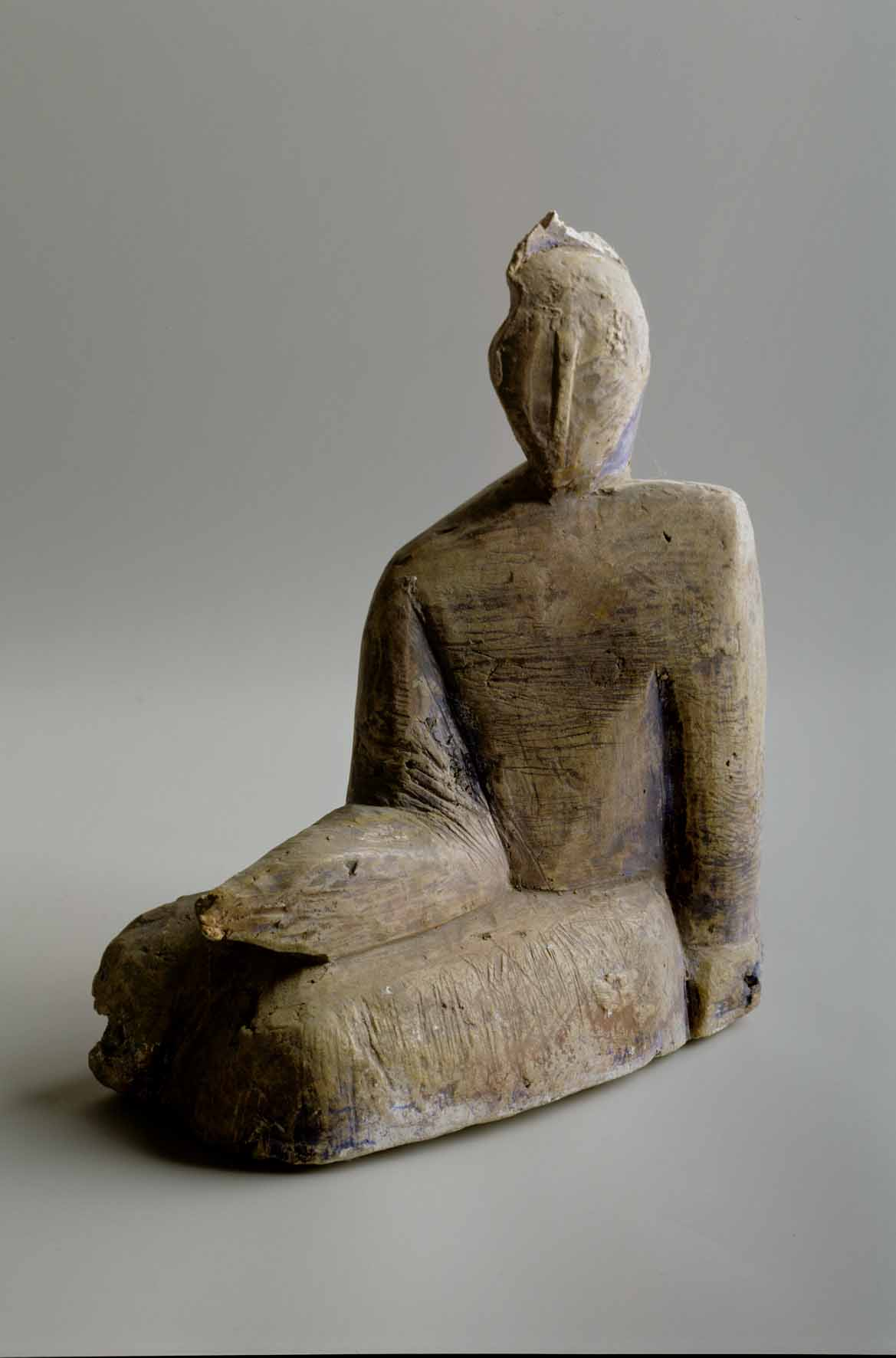
Шлакова скульптура, шлак, гіпс (1962), х. 20 см

Вже в 1950-х Яноушкову приваблювала майстерність і ручна робота із залізними предметами, які вона знайшла під час свого перебування в сільській місцевості в Дольній Калні і згодом використала для конструювання стилізованих фігур (Голова, 1964). Одним із напрямів її творчості 1958–1965 років є фігурні плоскі гіпсові скульптури, часто комбіновані із залізом та іншими матеріалами, з простим контуром і складною структурною поверхнею, що зближує її з Жаном Дюбюффе та «структуралістами» — творцями інформелю (Голова, 1961, Чотирилапий, 1963).  Вони характеризуються фронтальністю, тактильно та візуально привабливою поверхнею та особливим ієратизмом і зв’язком із фігурним архетипом («Сидять», 1962, «Тотем для о. Єзерського», 1963, «Пара», 1964, «Маленький ідіот», 1965). Творчий задум підкріплюється формальною дисципліною та чіткою концептуальною ідеєю. Фігури можна розуміти як сучасних ідолів, наділених певною гротескністю. У той же час було створено кілька тендітних вертикальних фігур, складених з дрібних елементів, що викликають відчуття хиткості та загрози (Кришталевий тотем, 1962, Фігура, складена з керамічних форм, 1961). Залізні скульптури 1964–1965 рр. є своєрідним внеском у залізну скульптуру того часу в дотепному образному скороченні (комплект залізних фігур, 1964–1965). Залізні фігури, іноді поєднані з гіпсом, також представляють іншу позицію, яка своїм сільським характером і брутальністю нагадує тотеми (Рисунок II, 1962, Фігура з рифленого заліза). 

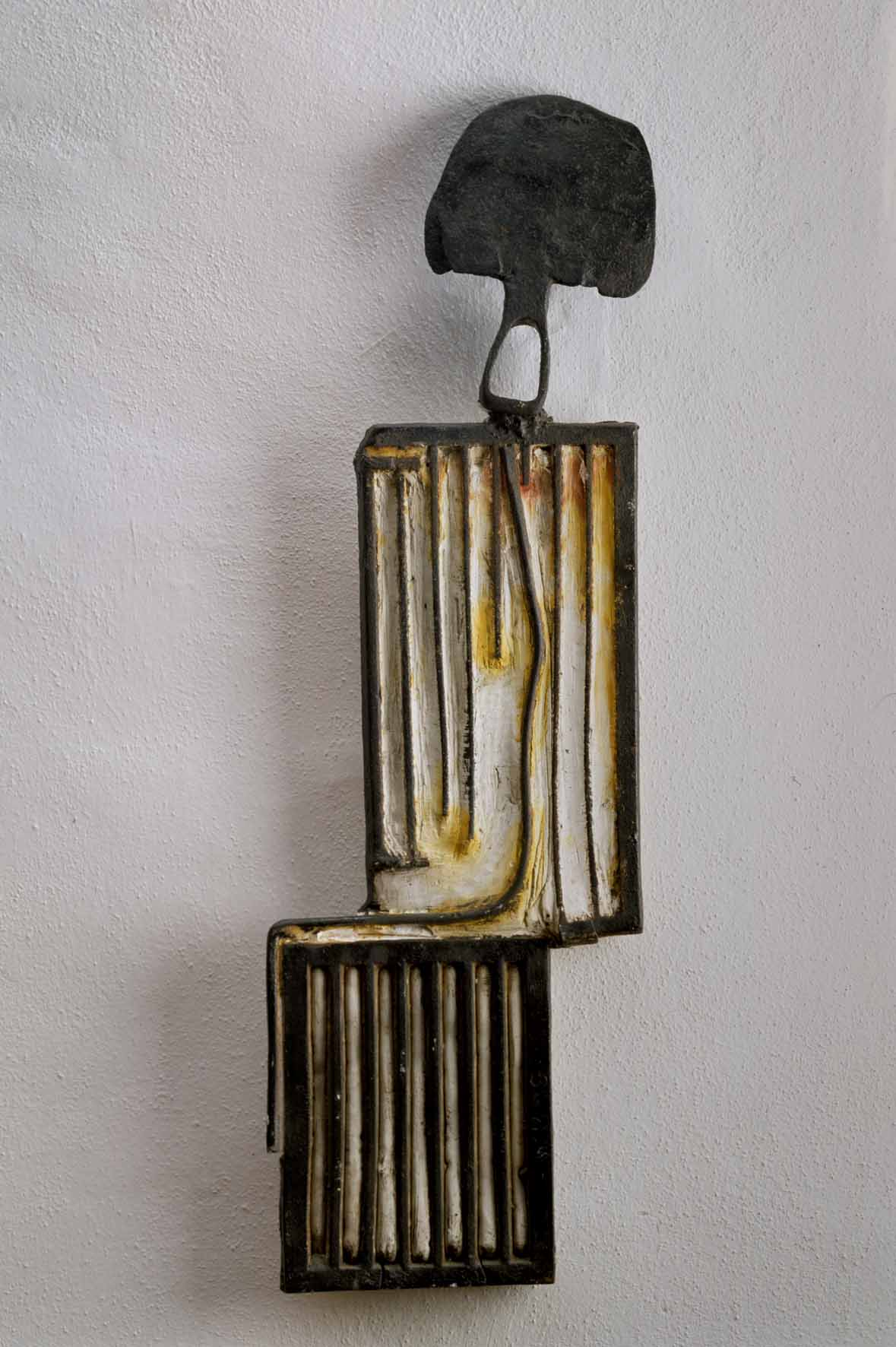
Сидяча (1962), залізо, гіпс, в. 71 см
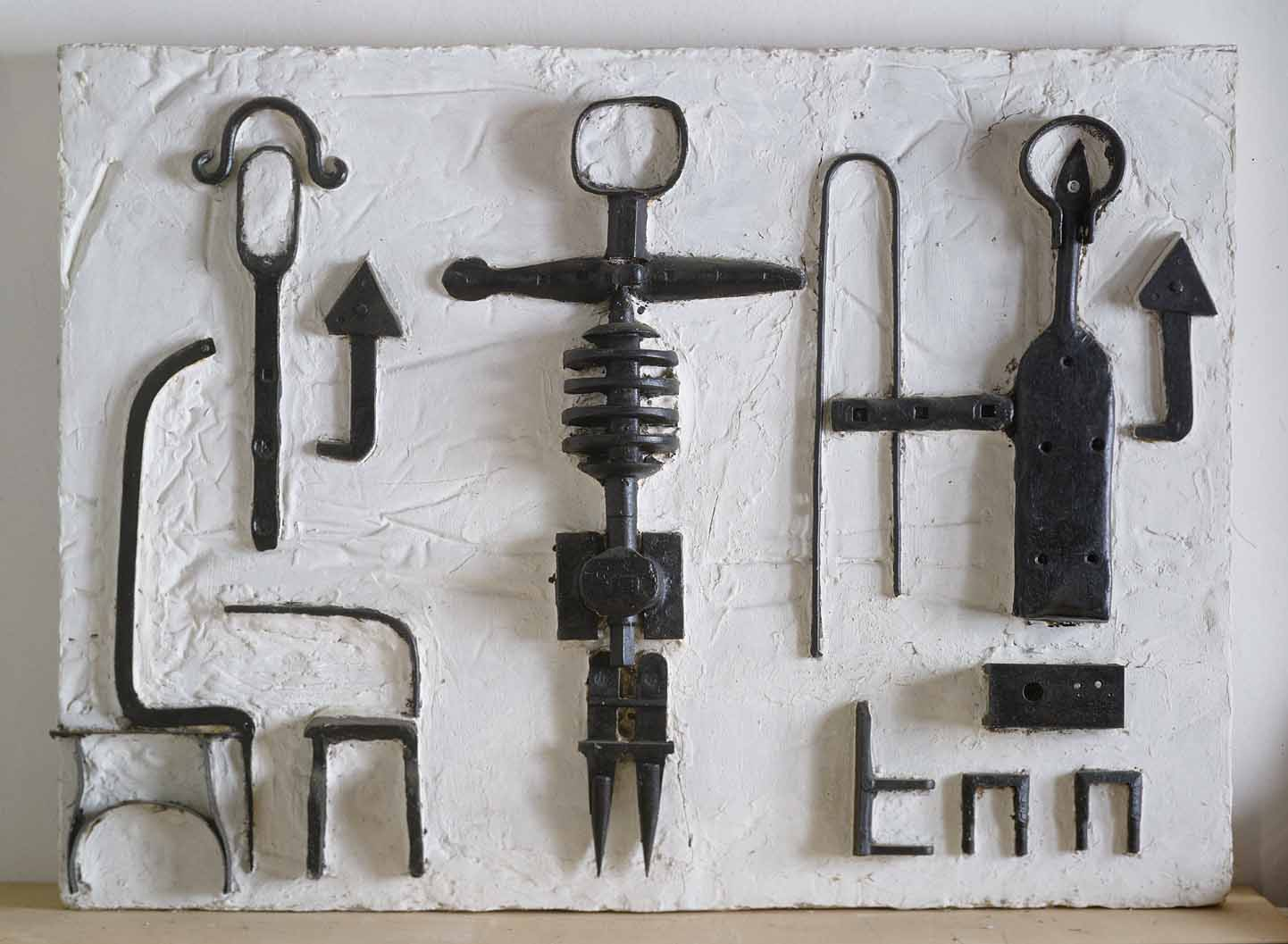
Воїнів (1963), залізо, гіпс, в. 70 см
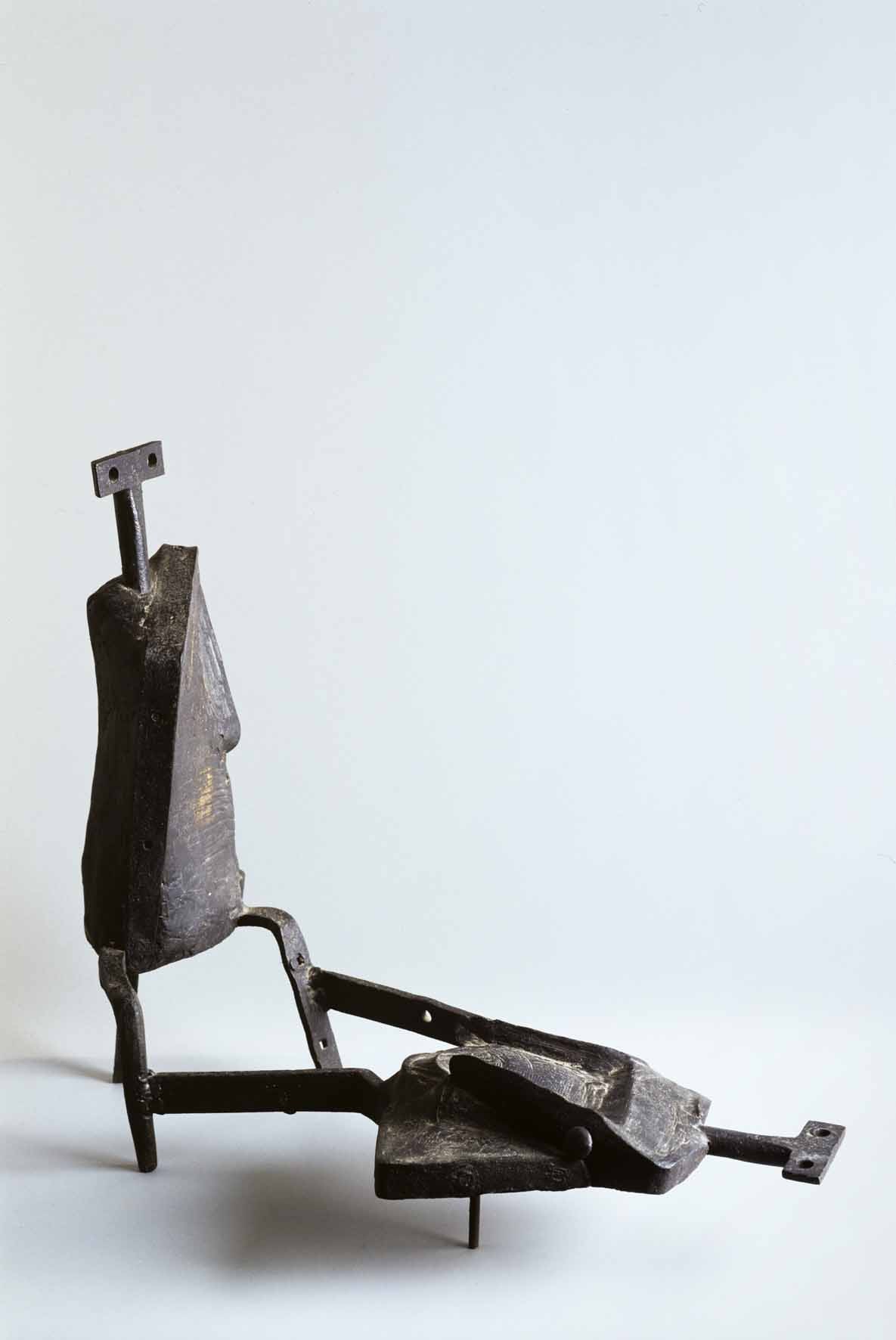
Подружжя (1964), залізо, гіпс, в. 44 см
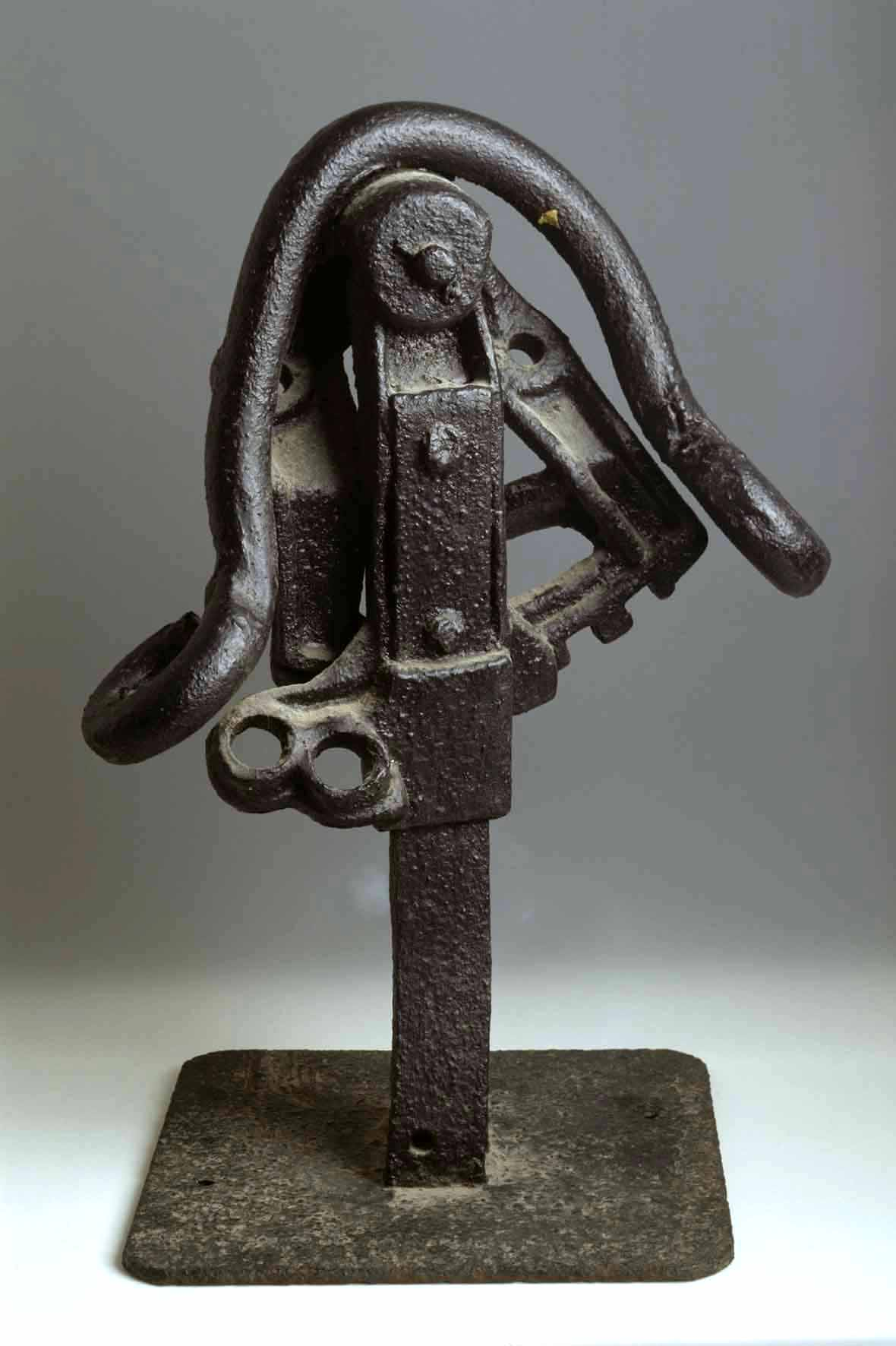
Голова 3 (1964), залізо, в. 35 см
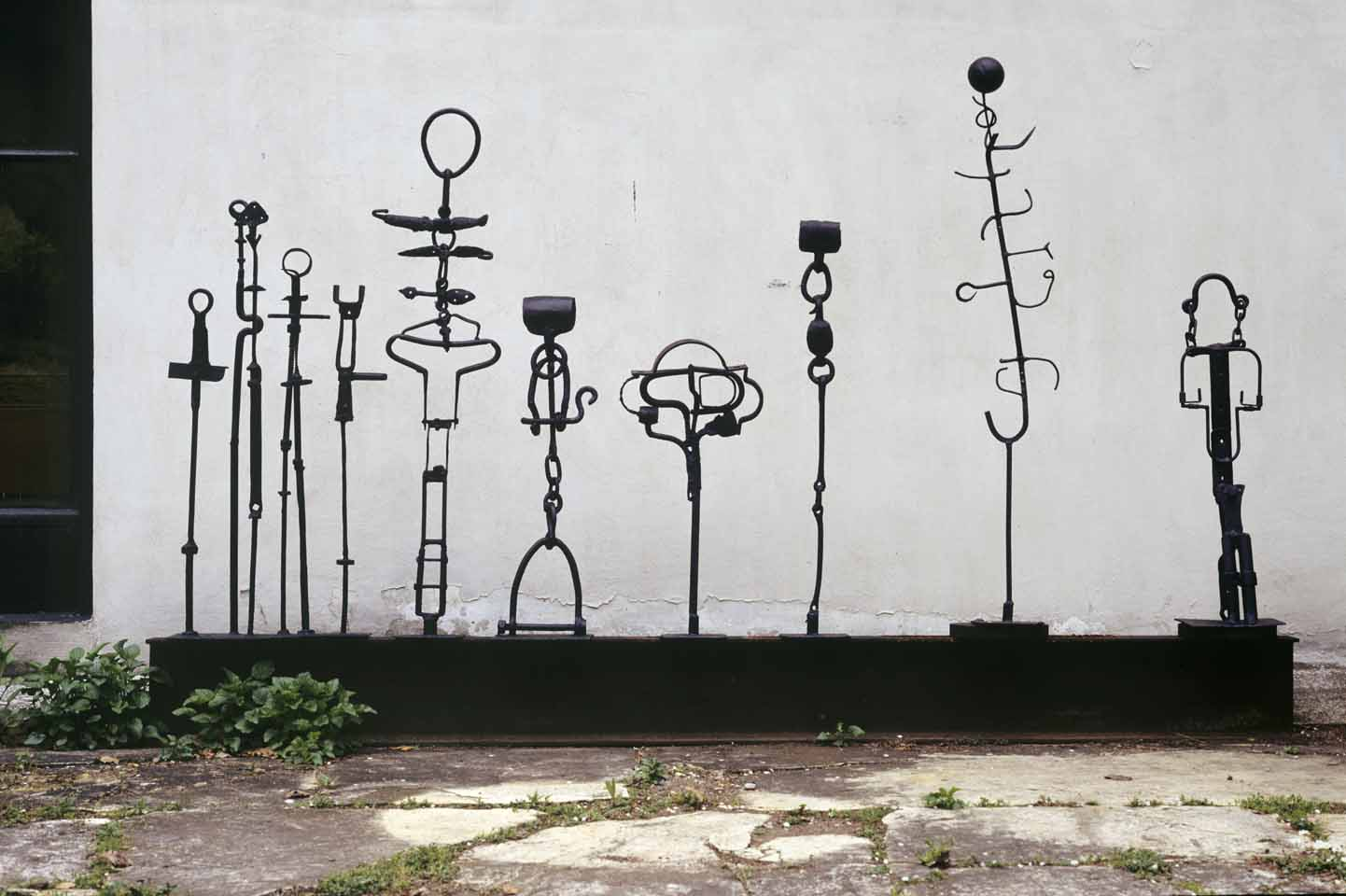
Набір залізних фігур (1964-1965)
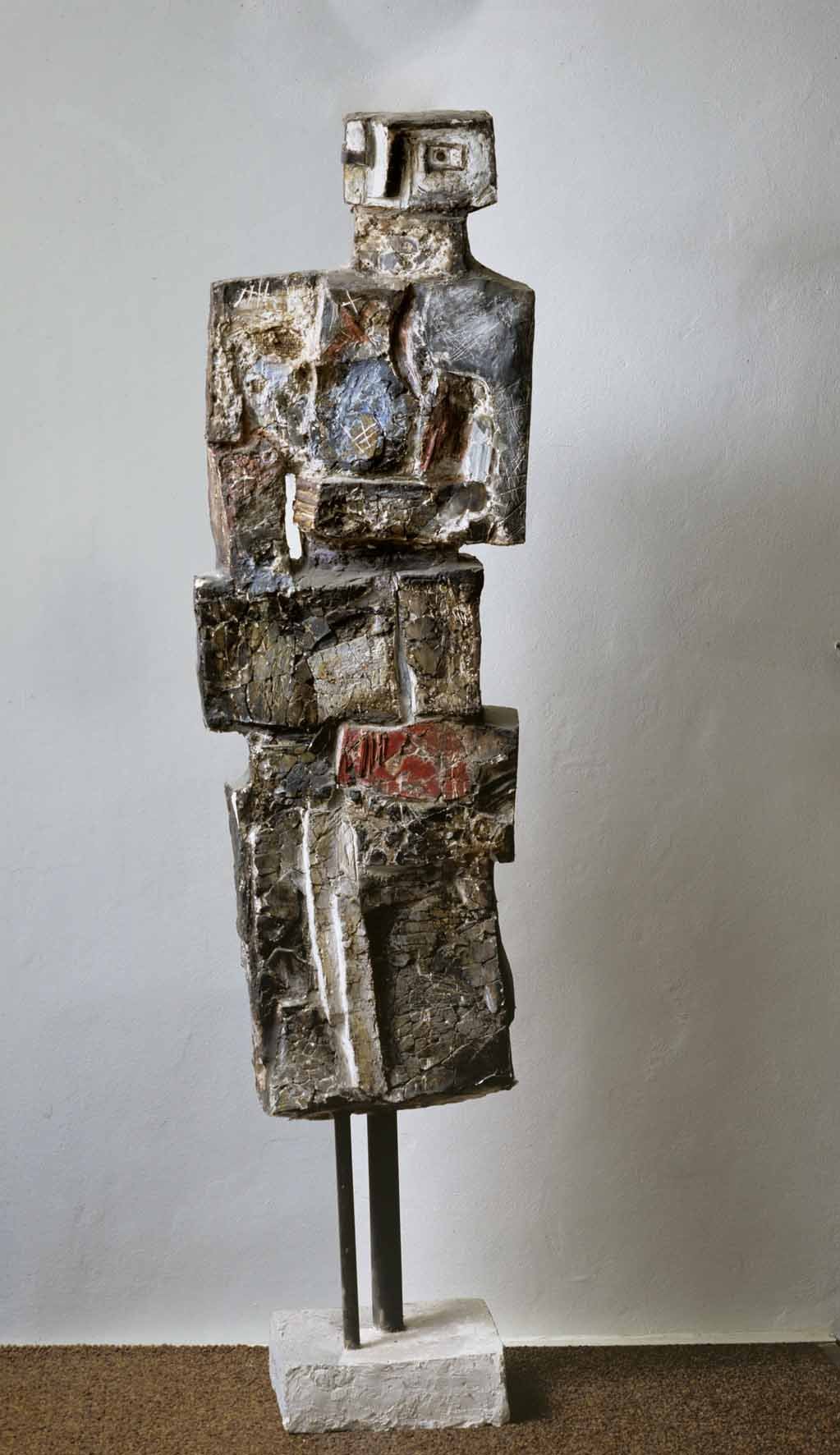
Кольорова фігура (1962), висота 187 см
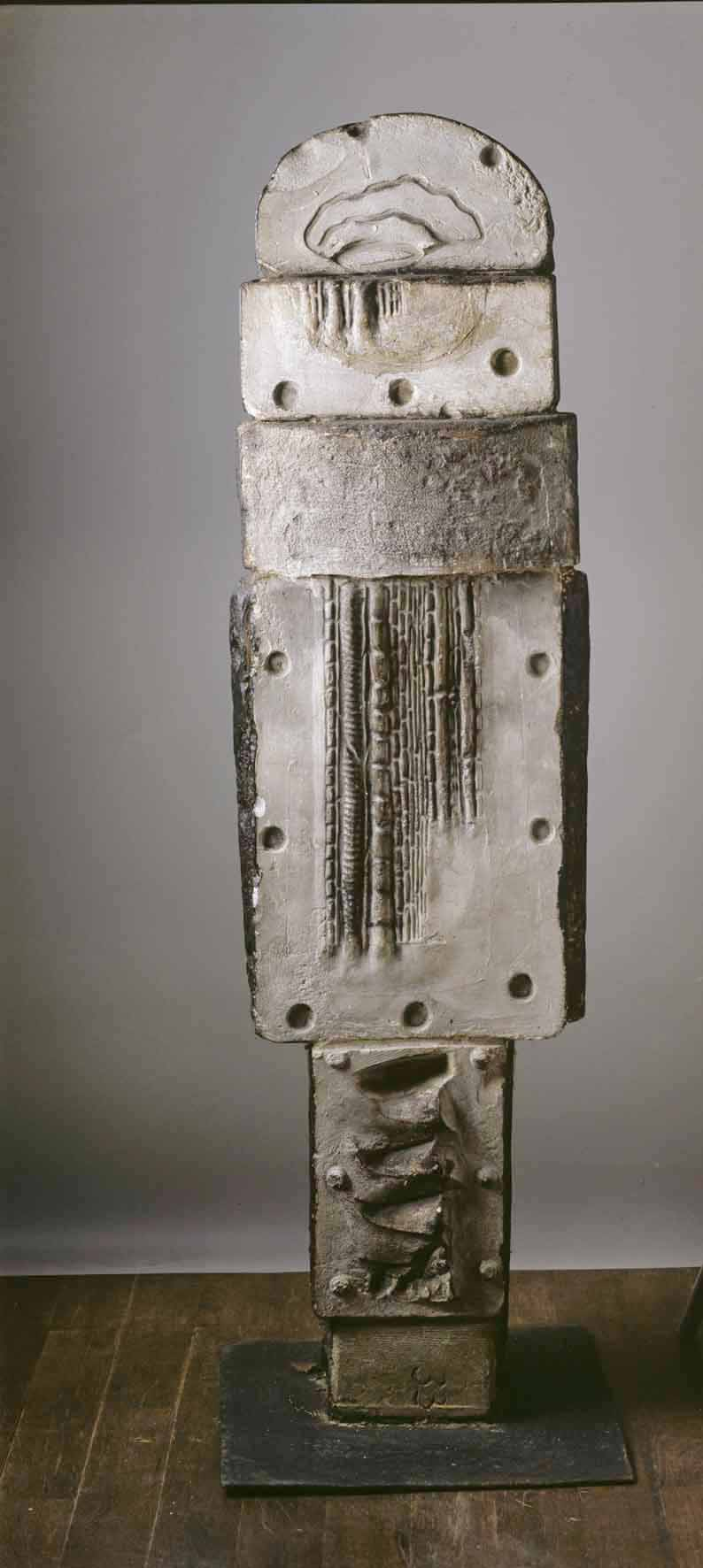
Тотем для о. Єзерського (1963), залізо, гіпс, в. 117 см
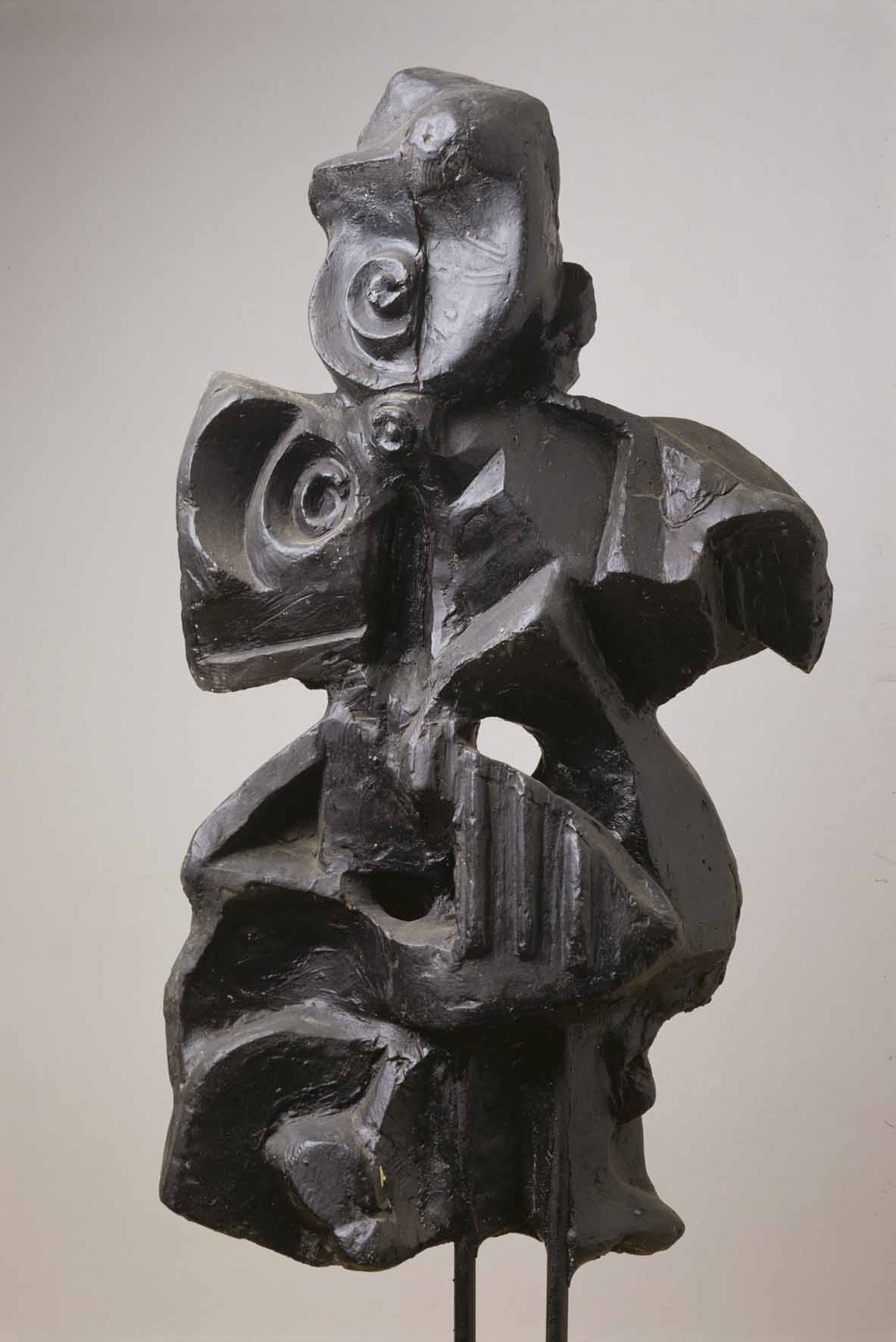
Дівчина з равликами (1964), поліхромний азбестоцемент, в. 90 см}
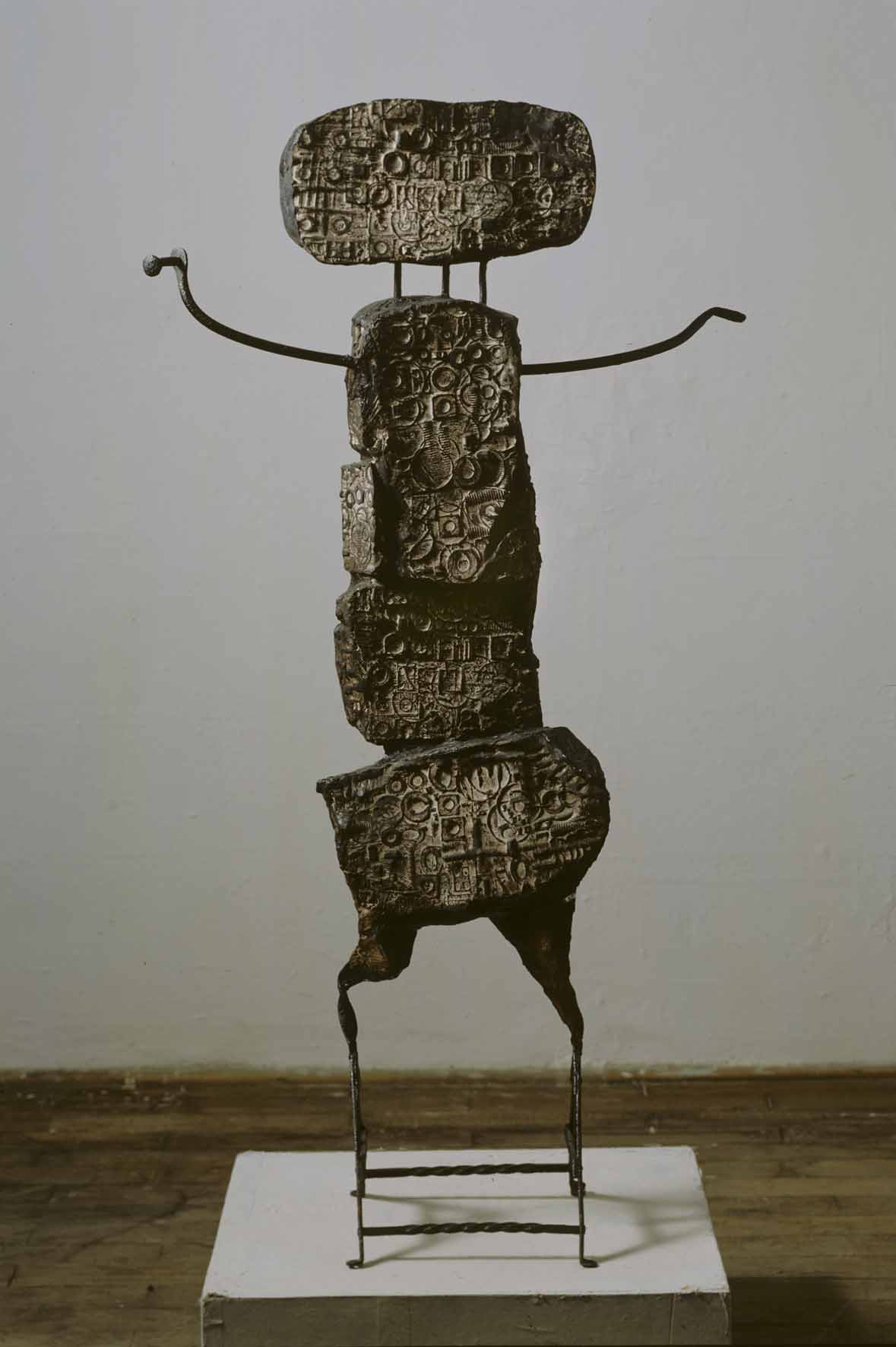
Фігура з відбитками (1963)
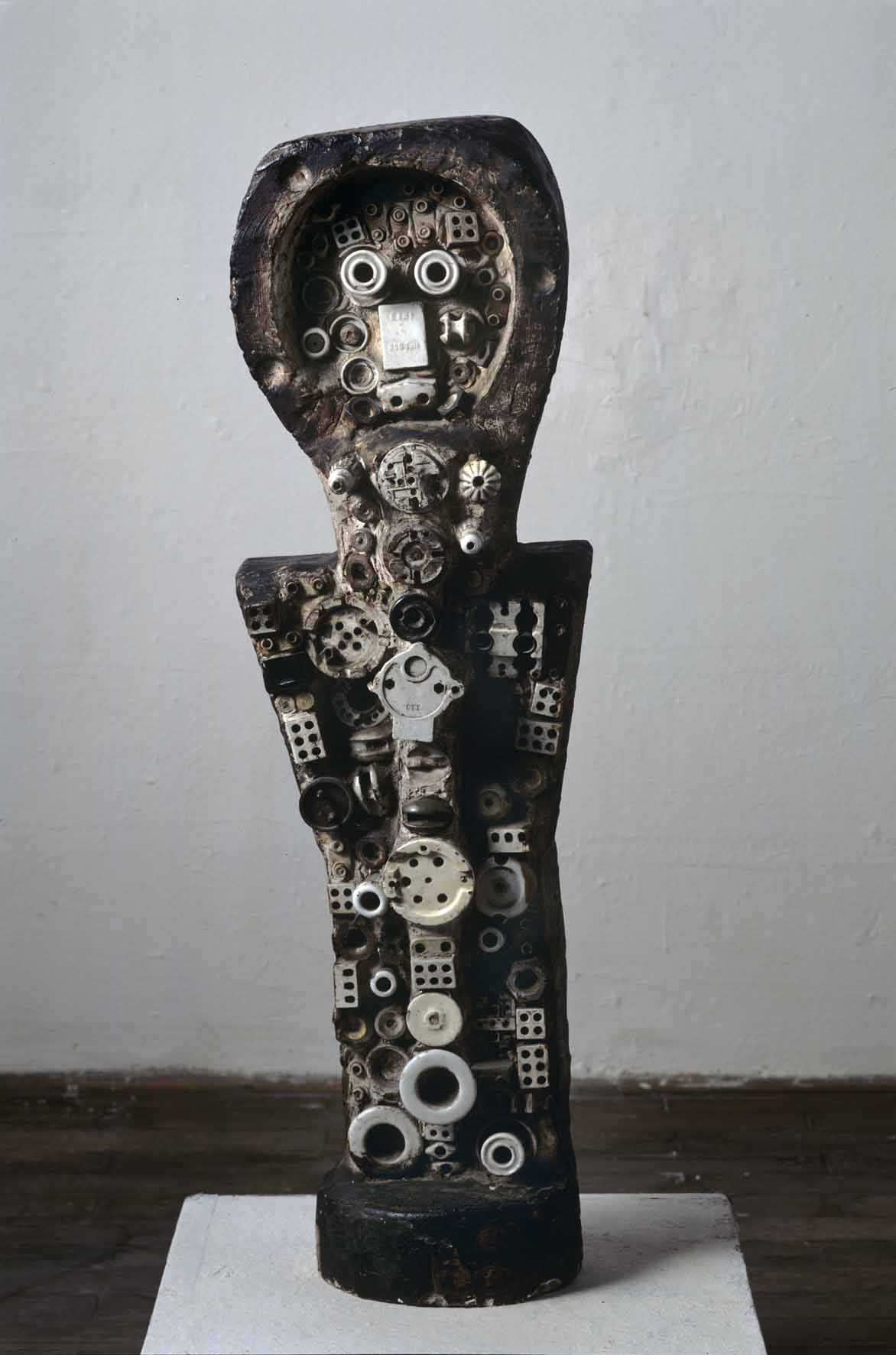
Маленький ідіот (1965)

З середини 1960-х вона створює чисті та майже білі нефігуративні скульптури з азбестоцементу, деякі призначені як скульптури для громадського простору. Матеріал сподобався Яноушковій своїми оптичними властивостями: його шорстка і матова поверхня поглинає світло, а потім знову випромінює його, ніби сама світиться. Банальність непотрібних речей (Постільна білизна, 1964–1965, Пухова ковдра, 1966, Подушка) у її скульптурах 1964–1970 років зближує її з попартом, який у тогочасній Чехословаччині навряд чи міг бути протестом проти надтехнізованого суспільства. Найближчими до попарту є три скульптури кінця 1960-х, які своєю формальною відстороненістю та сильним колоритом відриваються від існуючої лінії роботи (Садок, Синє на червоному) і передбачають деякі постмодерні тенденції чеської скульптури 1980-х. На відміну від Кментової та Шапочнікова, Яноушкова не працювала з зліпками тіла, але в її абстрактних скульптурах голів і бюстів другої половини 1960-х, сповнених чуттєвості та барокової динаміки, присутня тілесність (Синя голова, 1966, Голова з ямками, 1969). 

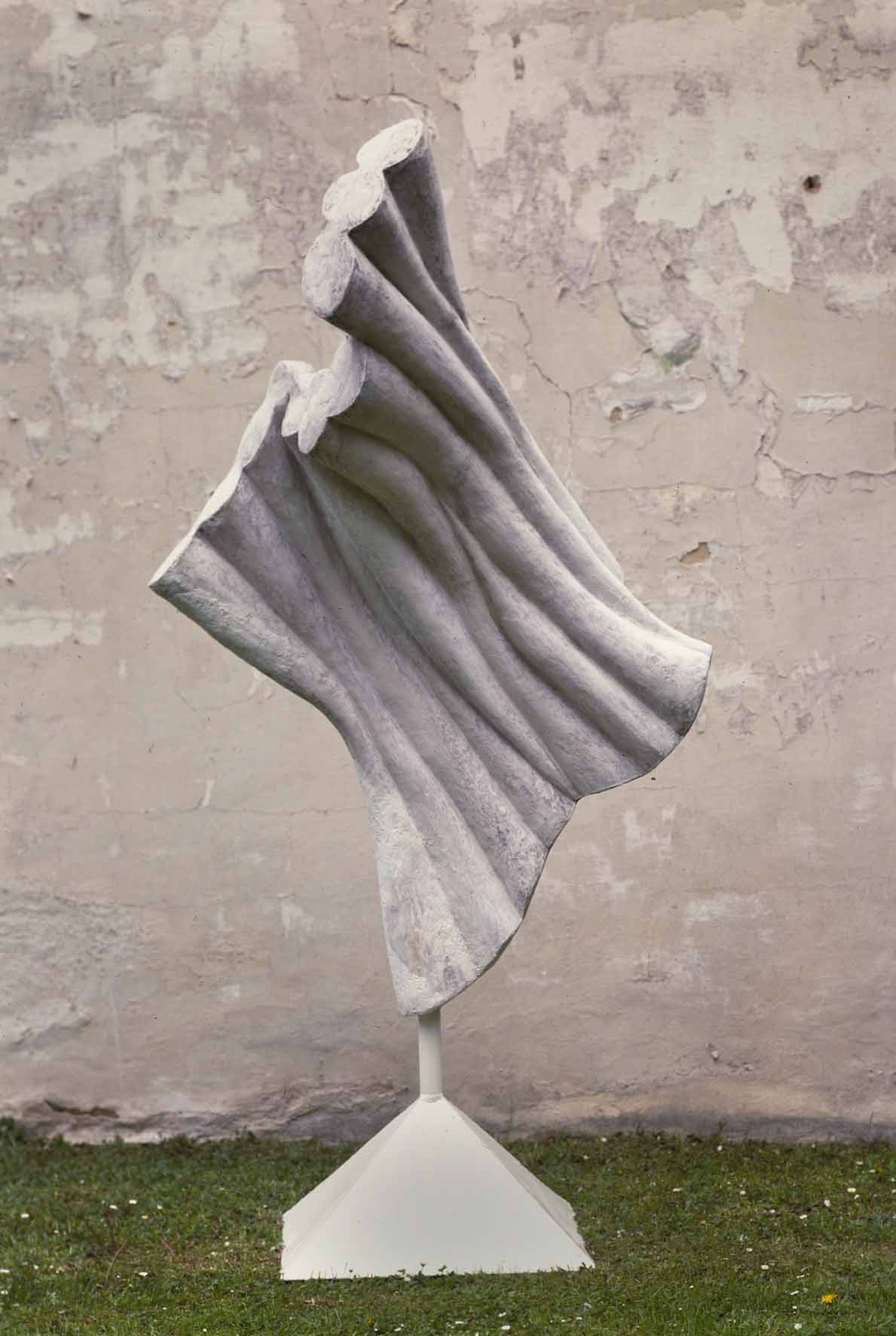
Постільна білизна (1964-1965)
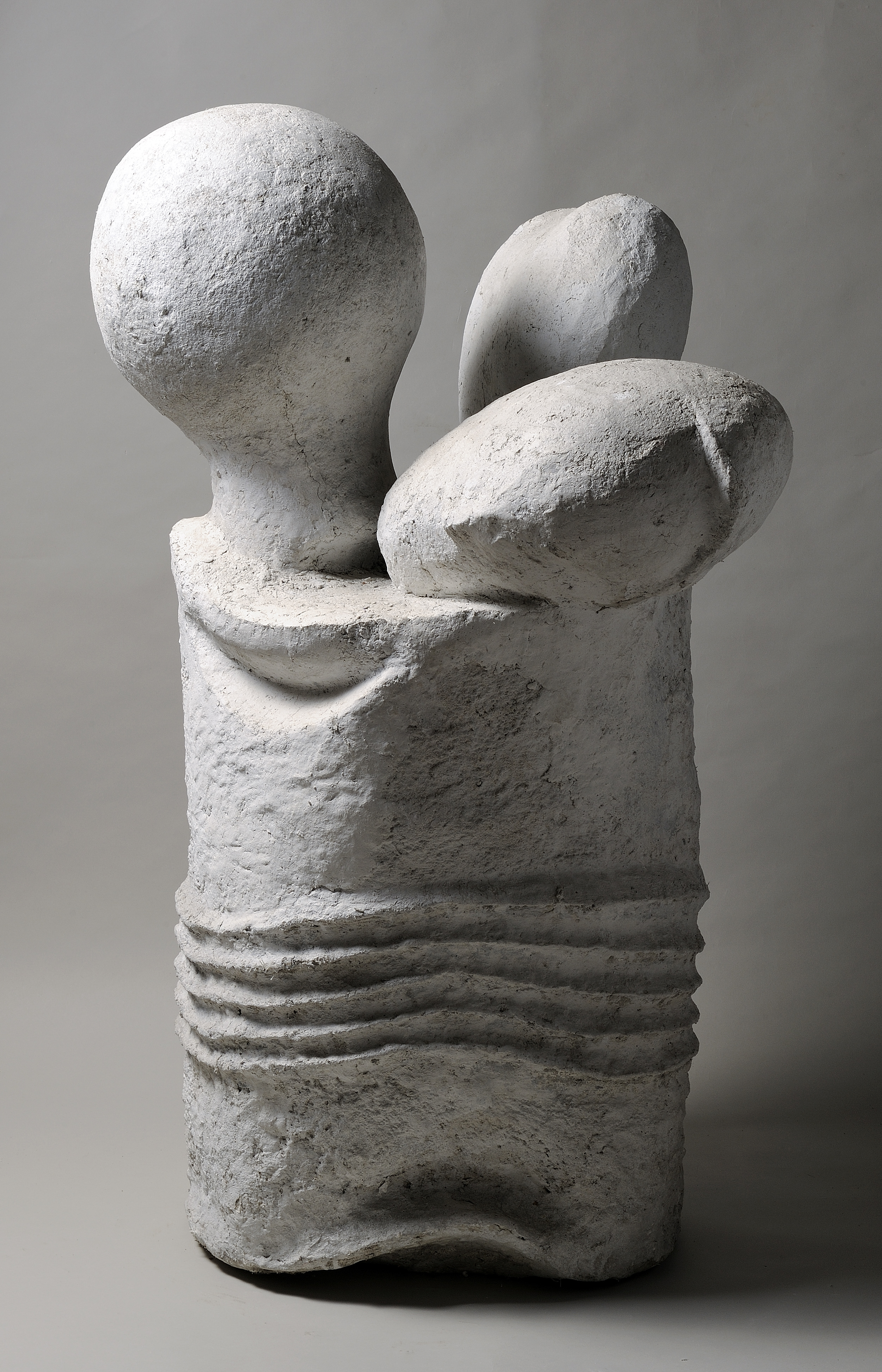
Три втомлені голови на бочці, метал і азбестоцемент (1966), год. 106 см
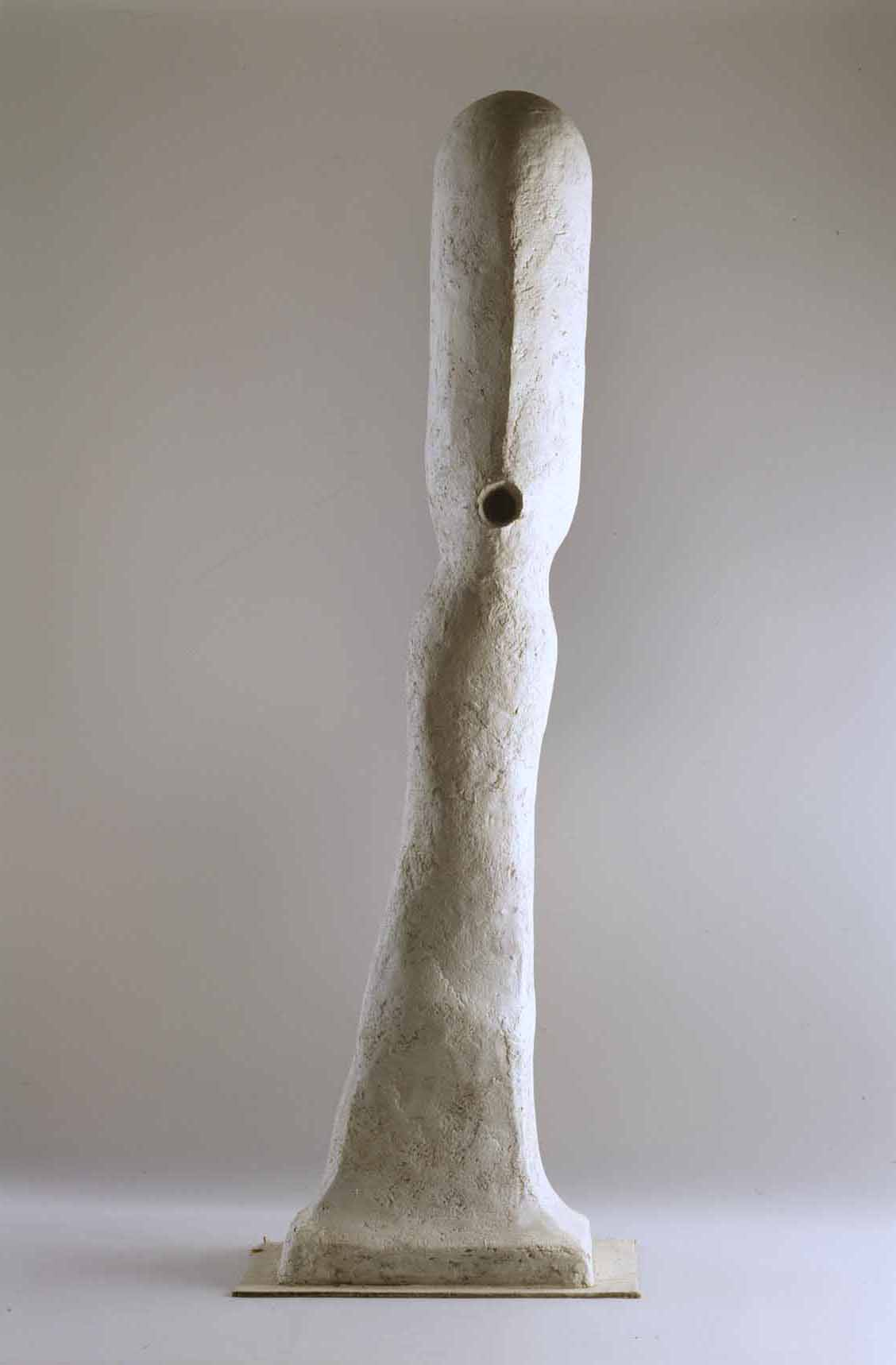
Колона (1972), азбестоцемент, х. 118 см
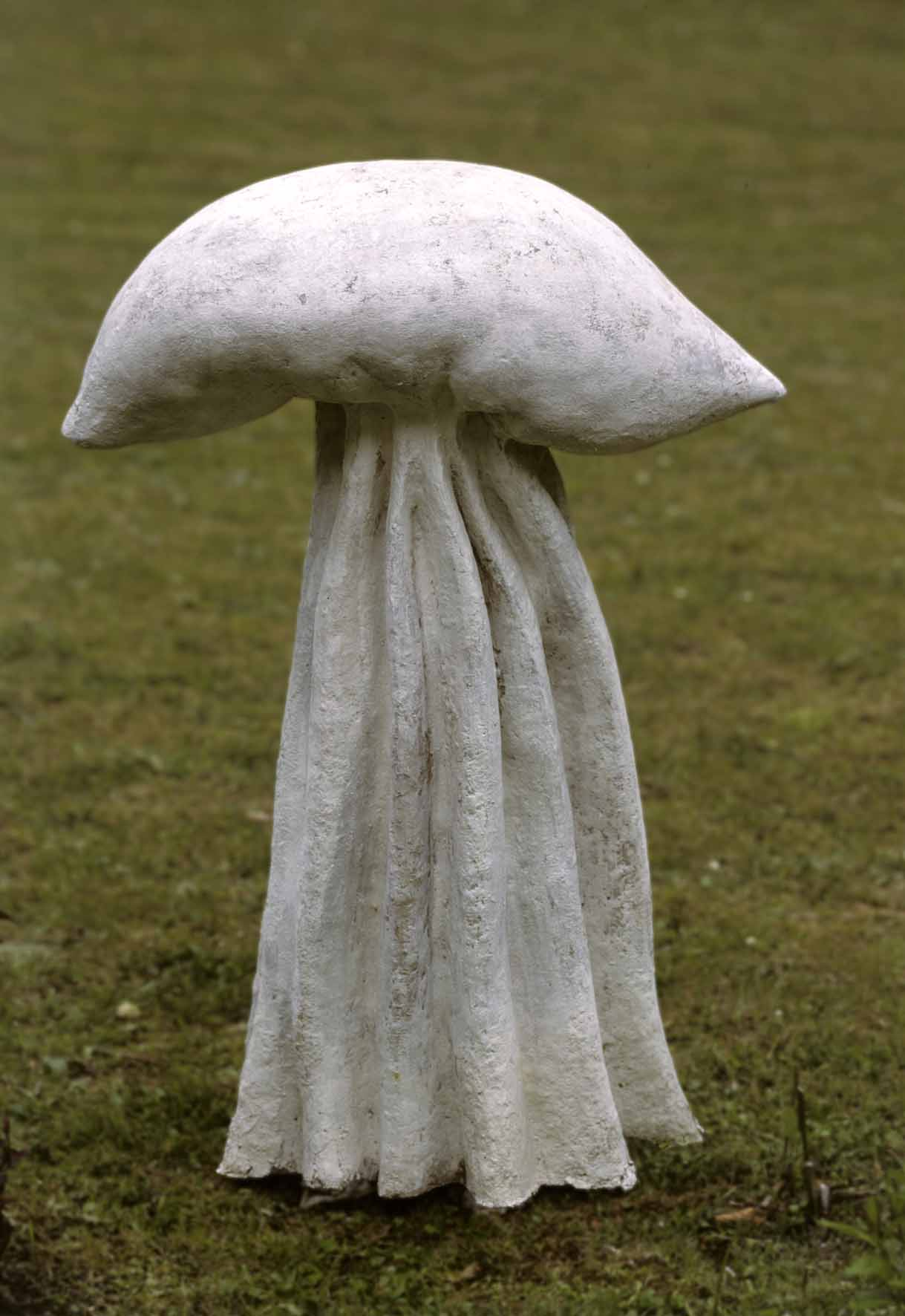
Пухова ковдра (1982-1984), профнастил, ковдра, азбестоцемент, 115 см
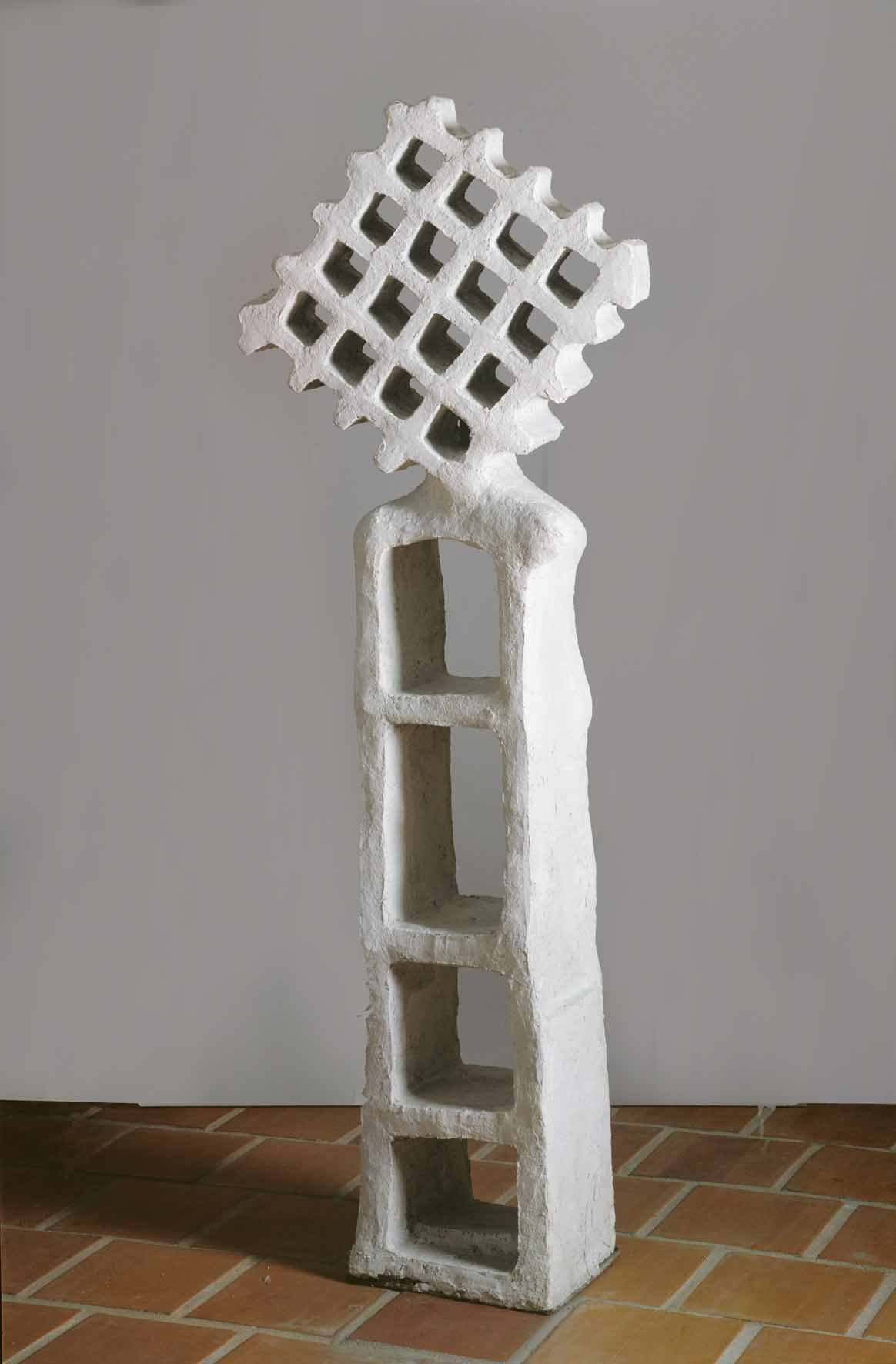
Шухляди (1989-1990), азбестоцемент, в. 175 см

Яноушкова використовує різноманітні металеві предмети як опору для фігурних і абстрактних скульптур з азбестоцементу – частини сільськогосподарської техніки та знарядь праці, бочки чи бензинові баки мотоциклів, будівельні блоки тощо. У результаті нова форма іноді має помпезну монументальність, іноді вона нагадує каплицю (Страсті Божі) або є іронічним каламбуром, але зберігає скромність. Азбестоцемент об’єднує поверхню («Три втомлені голови на бочці», 1966), пригнічуючи несуттєві деталі та оригінальну функцію об’єкта, надаючи йому поетичного змісту. Її вільні та фронтально задумані Голови своєю формою нагадують доісторичних ідолів і зображують обличчя, що плачуть або дивляться в порожнечу. Вони представляють прагнення до синтезу та потребу пробудити в собі та інших почуття ототожнення з первісним зображенням людини та повернути життя до його людського виміру та змісту. Вони ілюструють болісне відчуття життя в безвихідній ситуації тоталітарного режиму Чехословаччини, захопленої окупаційними військами, а згодом також відображають втрату чоловіка. Однією з найпохмуріших скульптур є чорна Лежача фігура з безпорадно розкинутими руками, яка нагадує мотив Розп'яття.

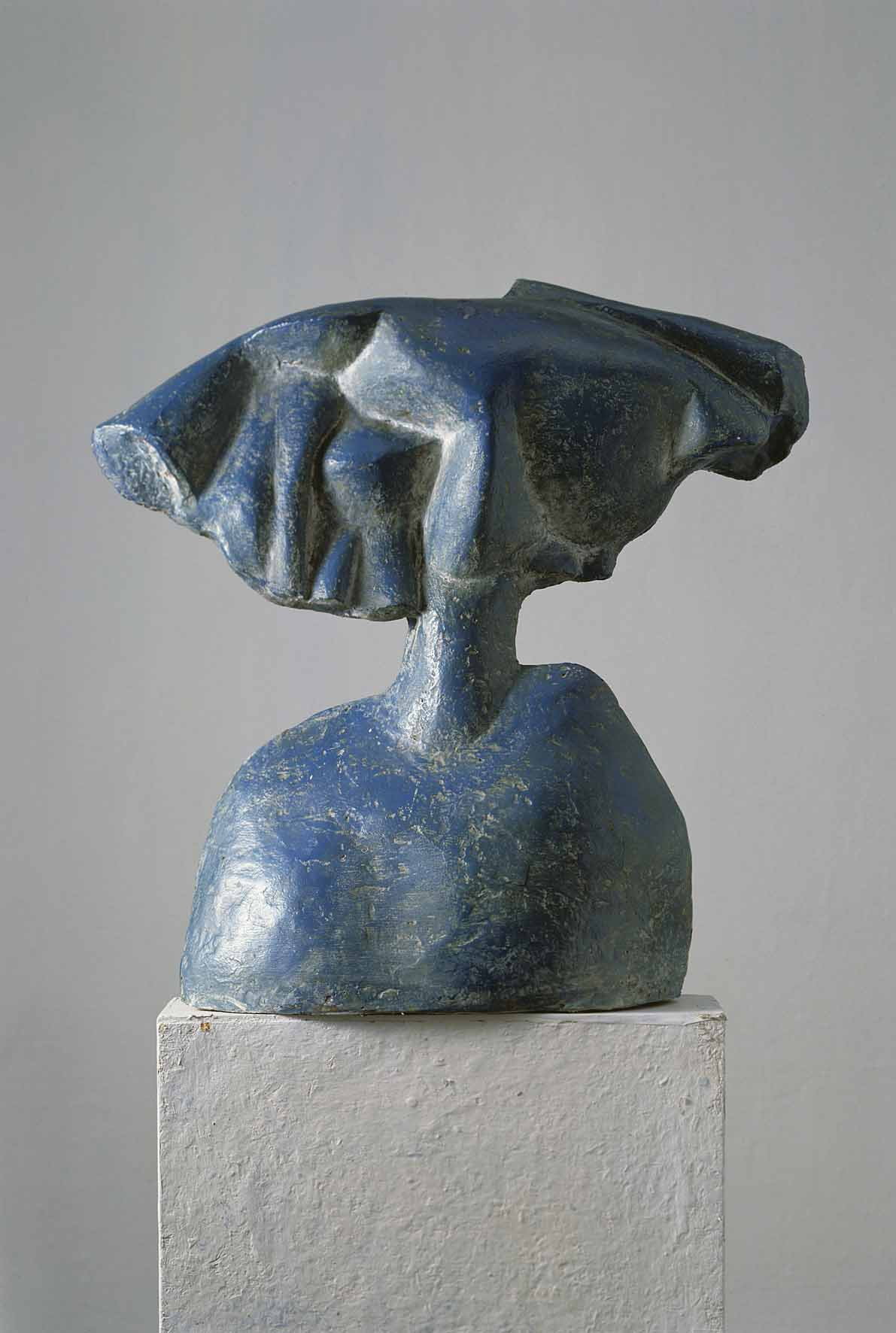
Синя голова. (1966), азбестоцемент синього кольору
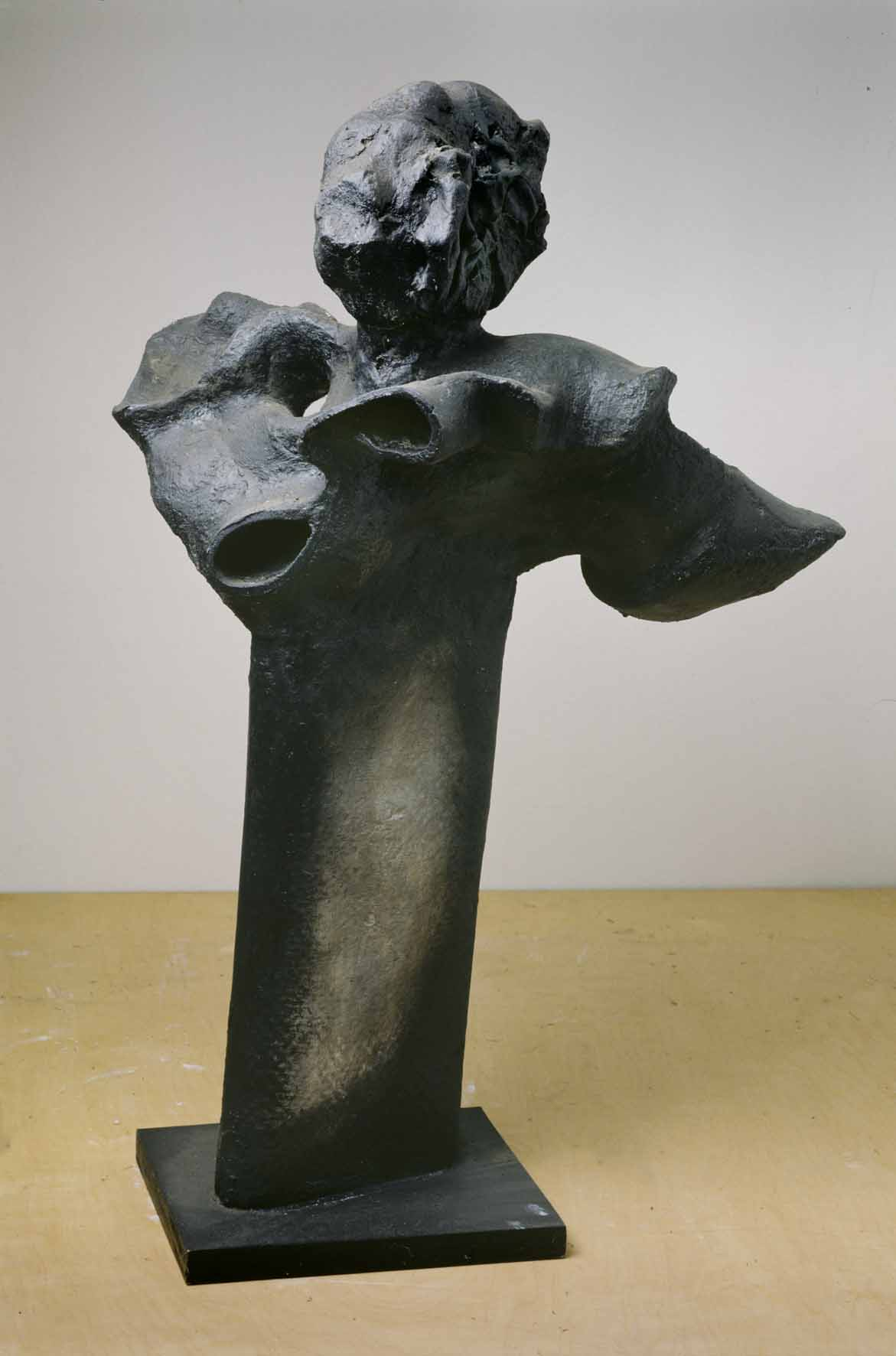
Чорний ангел (1969), азбестоцемент, в. 68 см
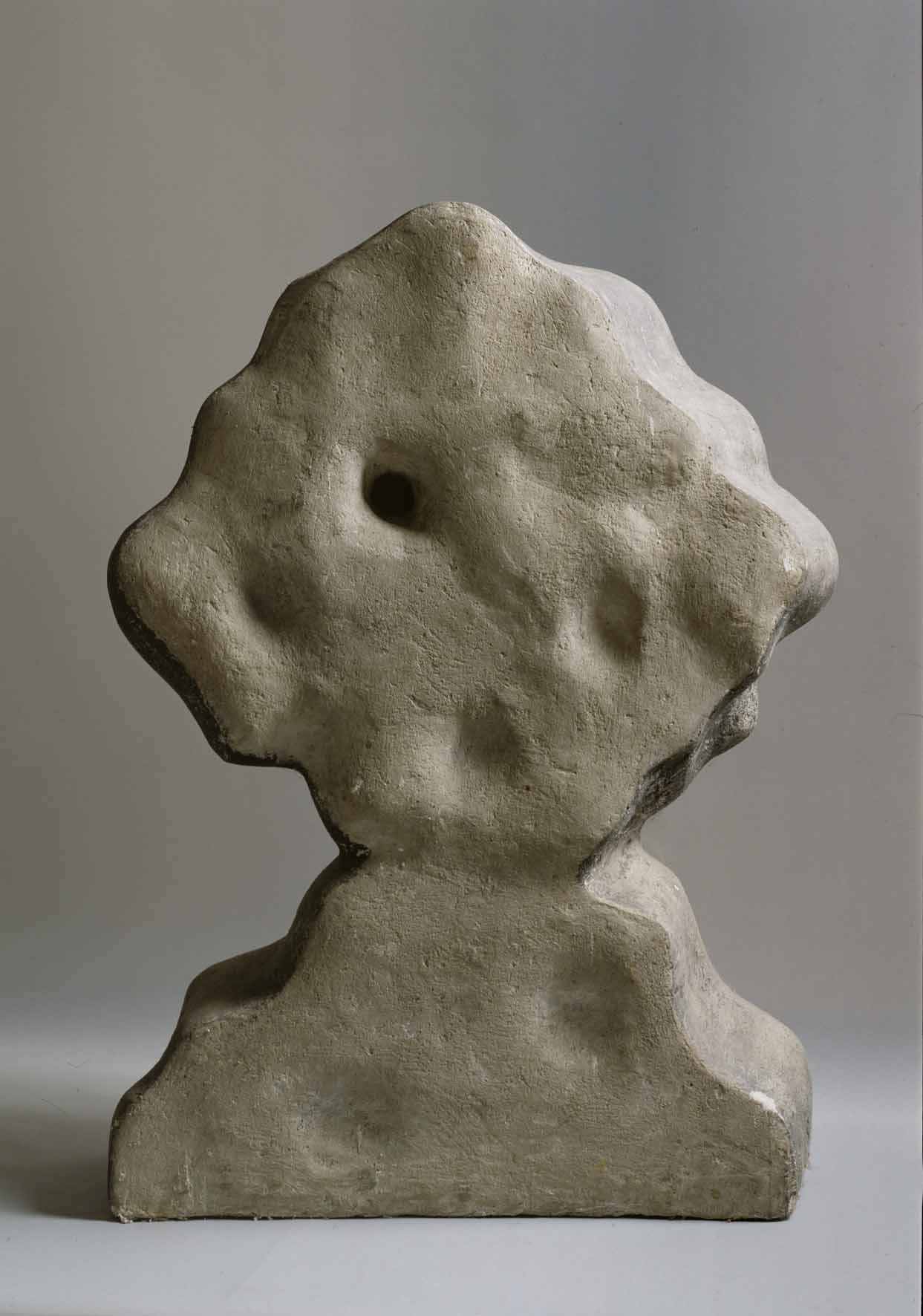
Голова з ямочками (1969), азбестоцемент, в. 77 см
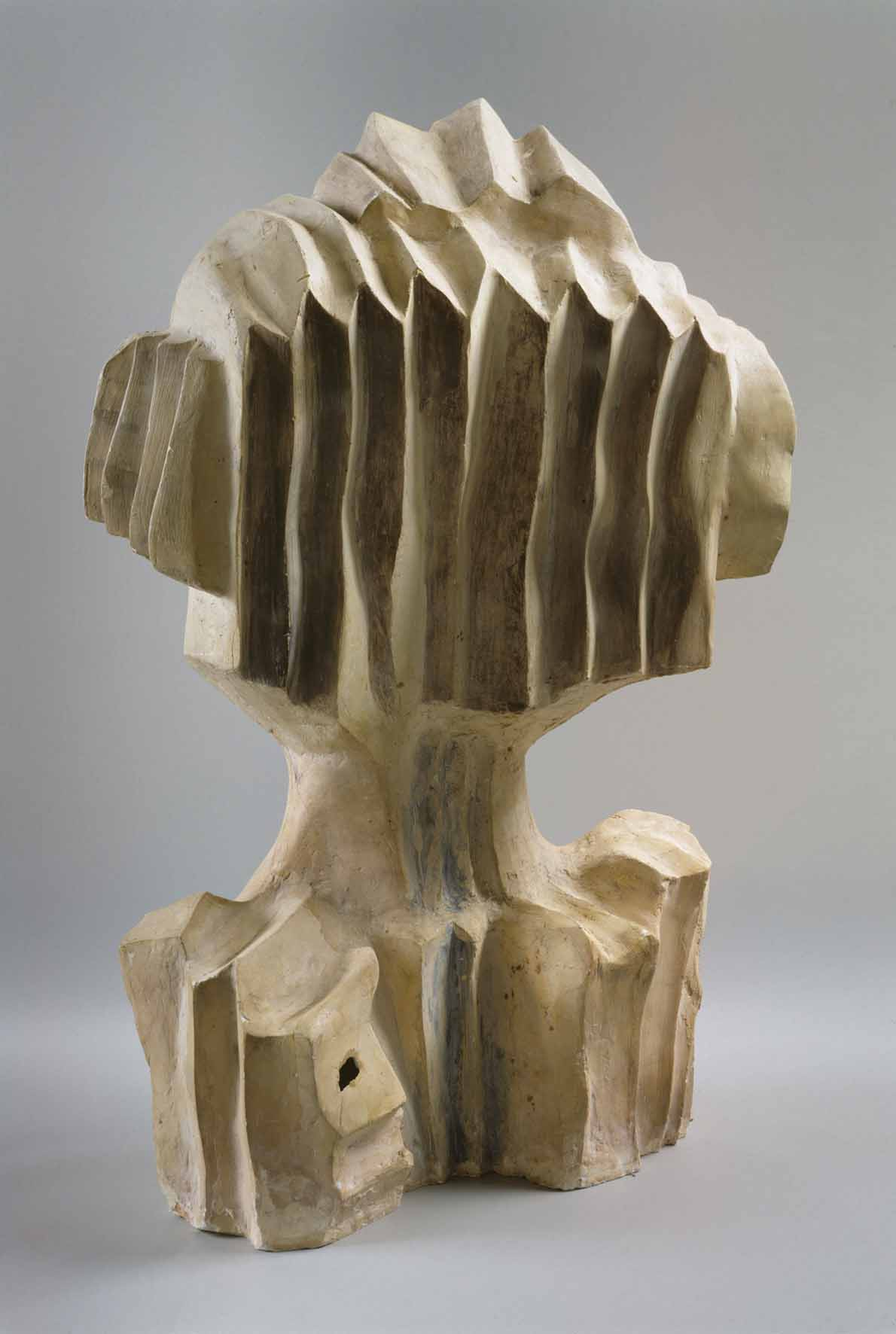
Зморшкувата голова (1969), поліхромний гіпс, вис. 72 см
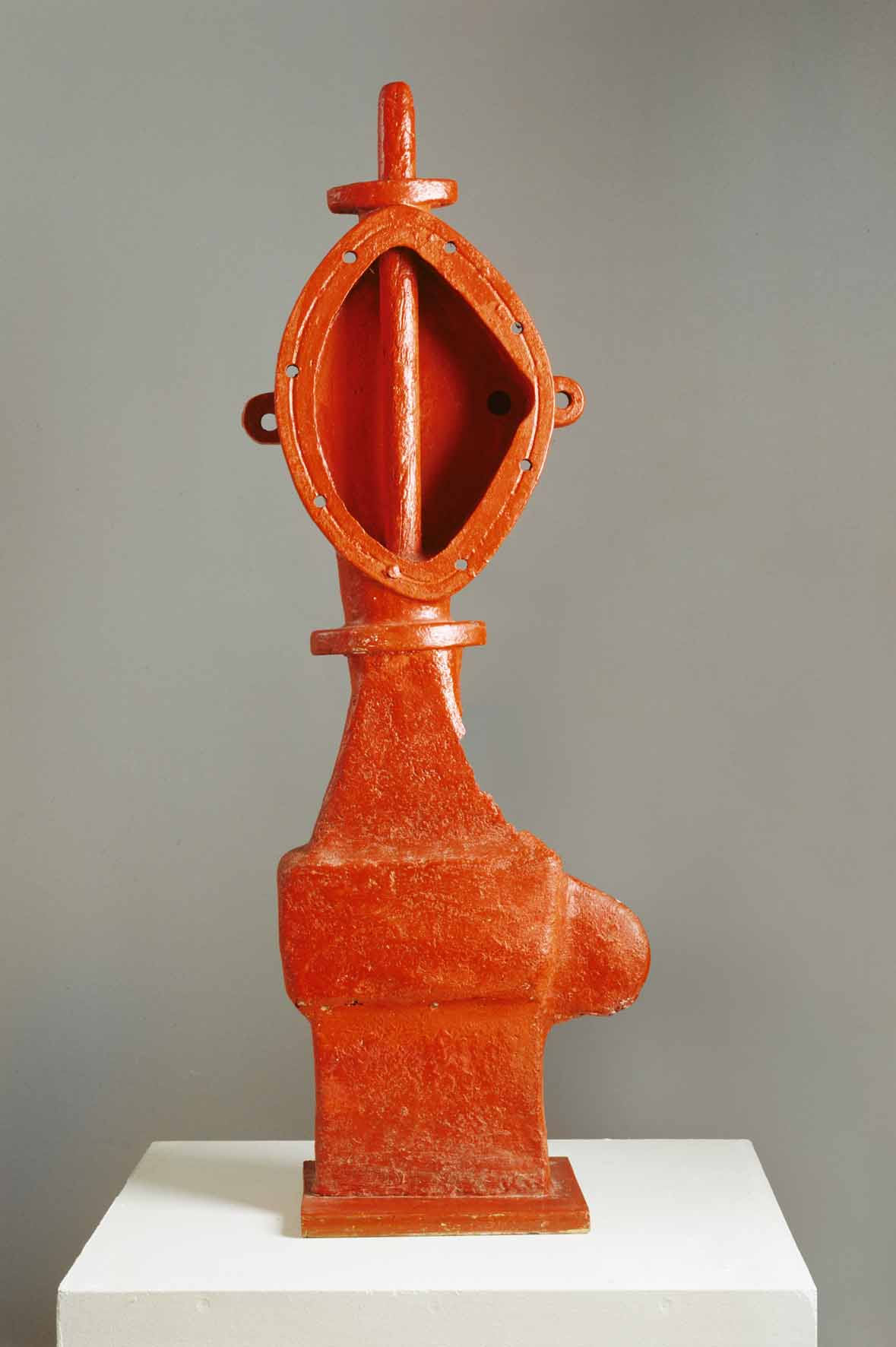
Червона Голова (1970), залізо, гіпс, в. 84 см
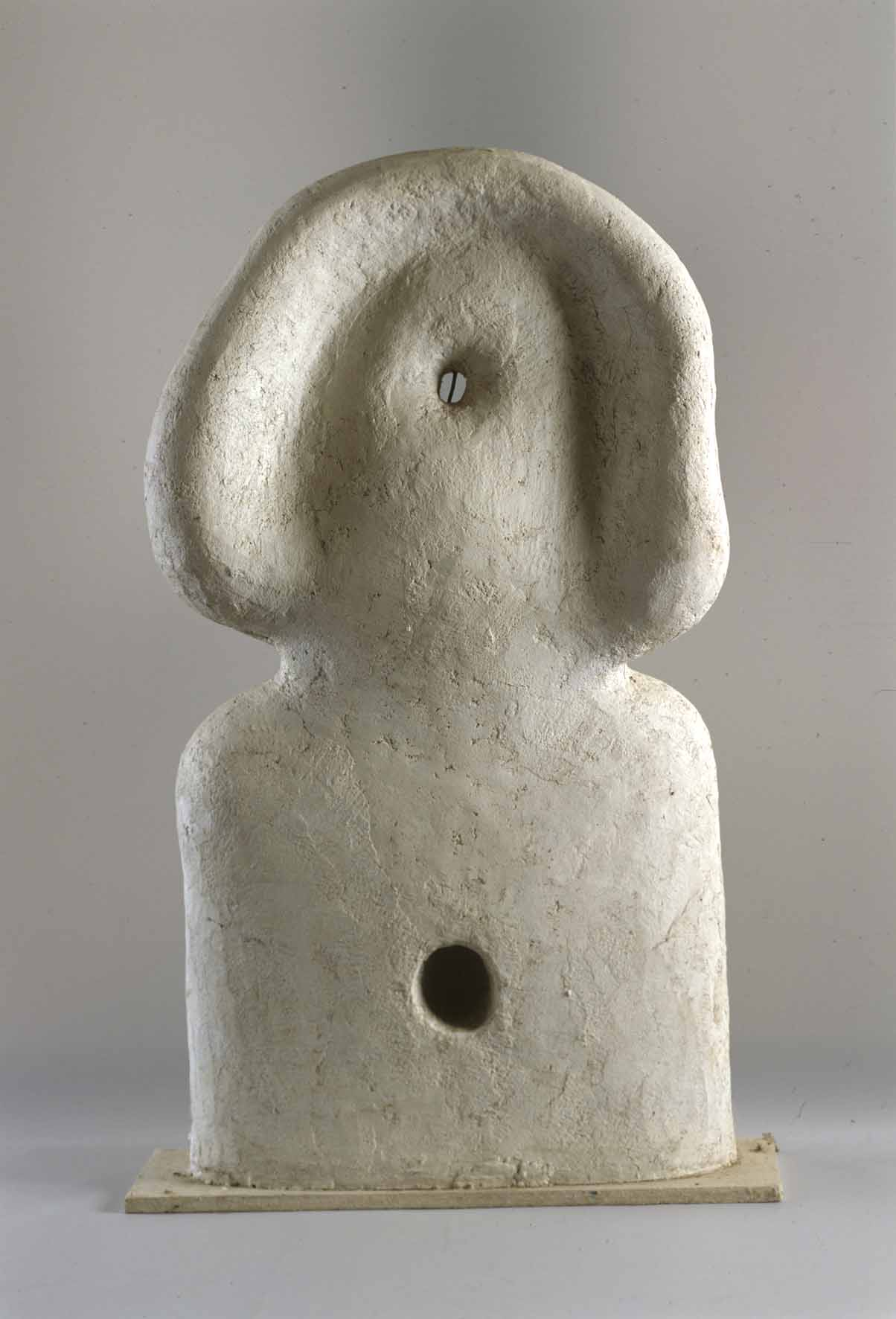
Біла фігура (1978), азбестоцемент ч. 86 см
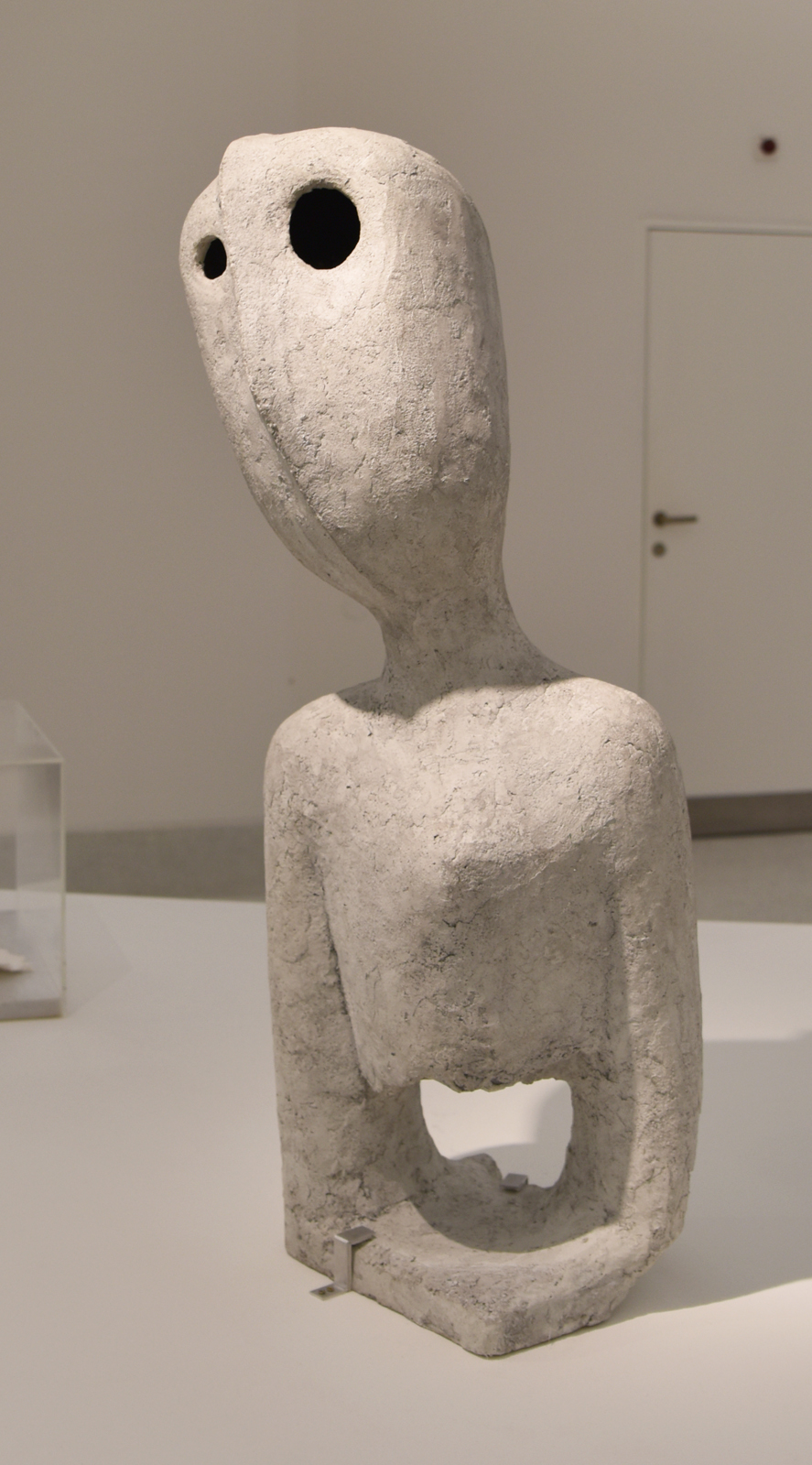
Сіра фігура, 1986, Національна галерея Праги
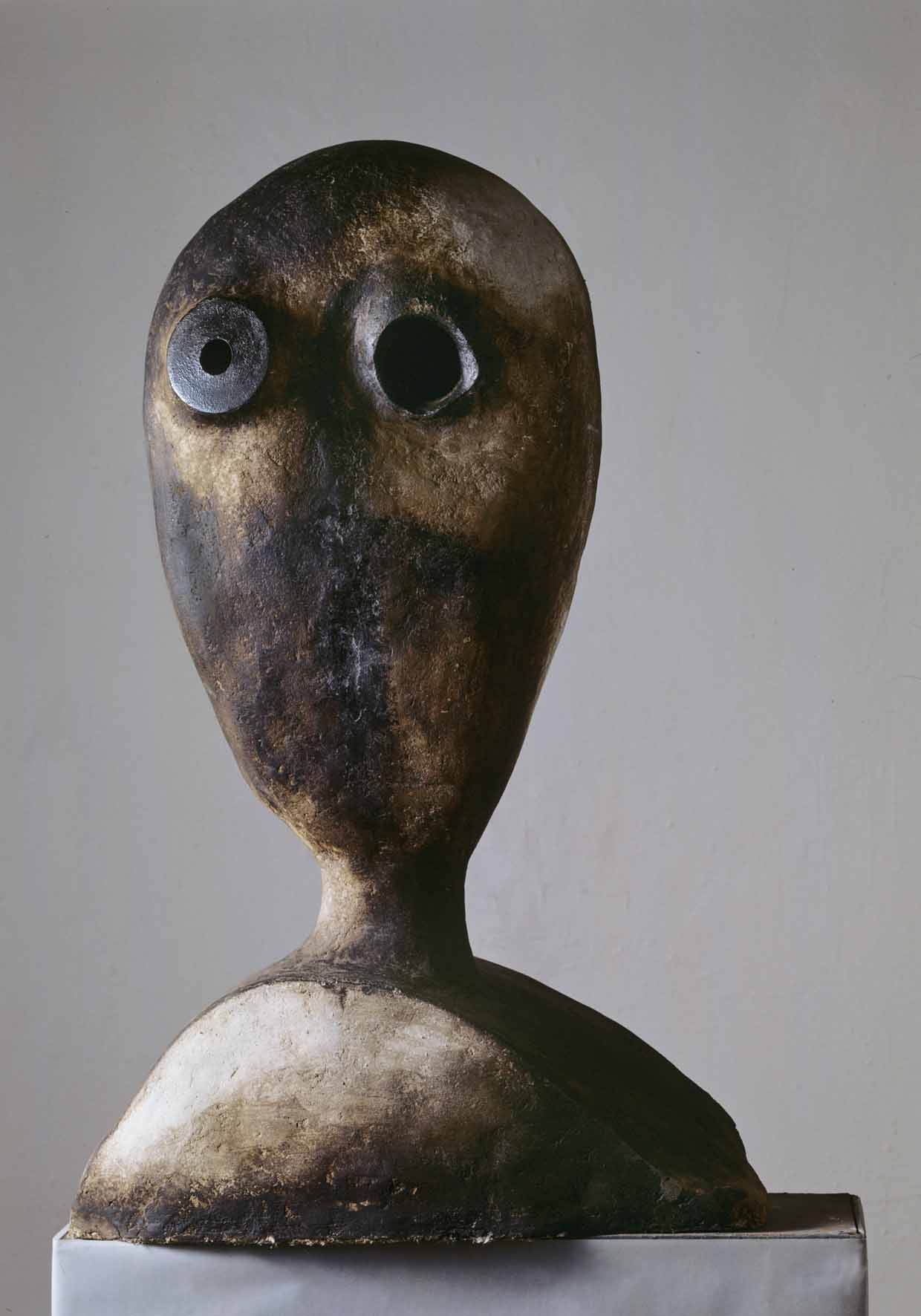
Голова (1990-ті)

З 1963 року Яноушкову привабив характерний колір емальованого листового металу, і спочатку вона використовувала менші фрагменти як частину поверхні плоских підвісних фігур і тотемів, виготовлених з гіпсу або азбестоцементу. Частий мотив хреста не патетизований і, зважаючи на використаний матеріал, позбавлений трагізму.  

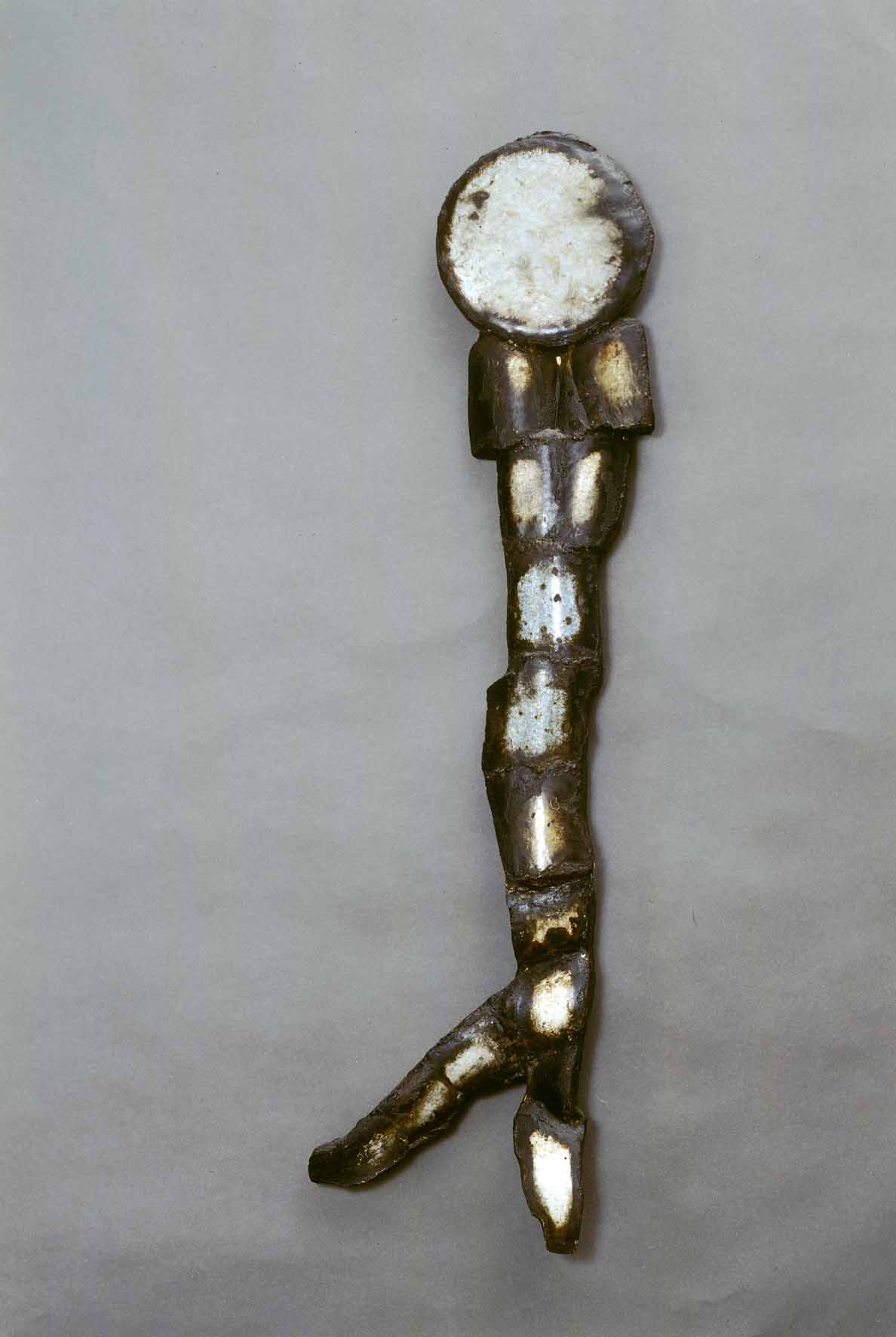
Сіра емаль (1963-1964)
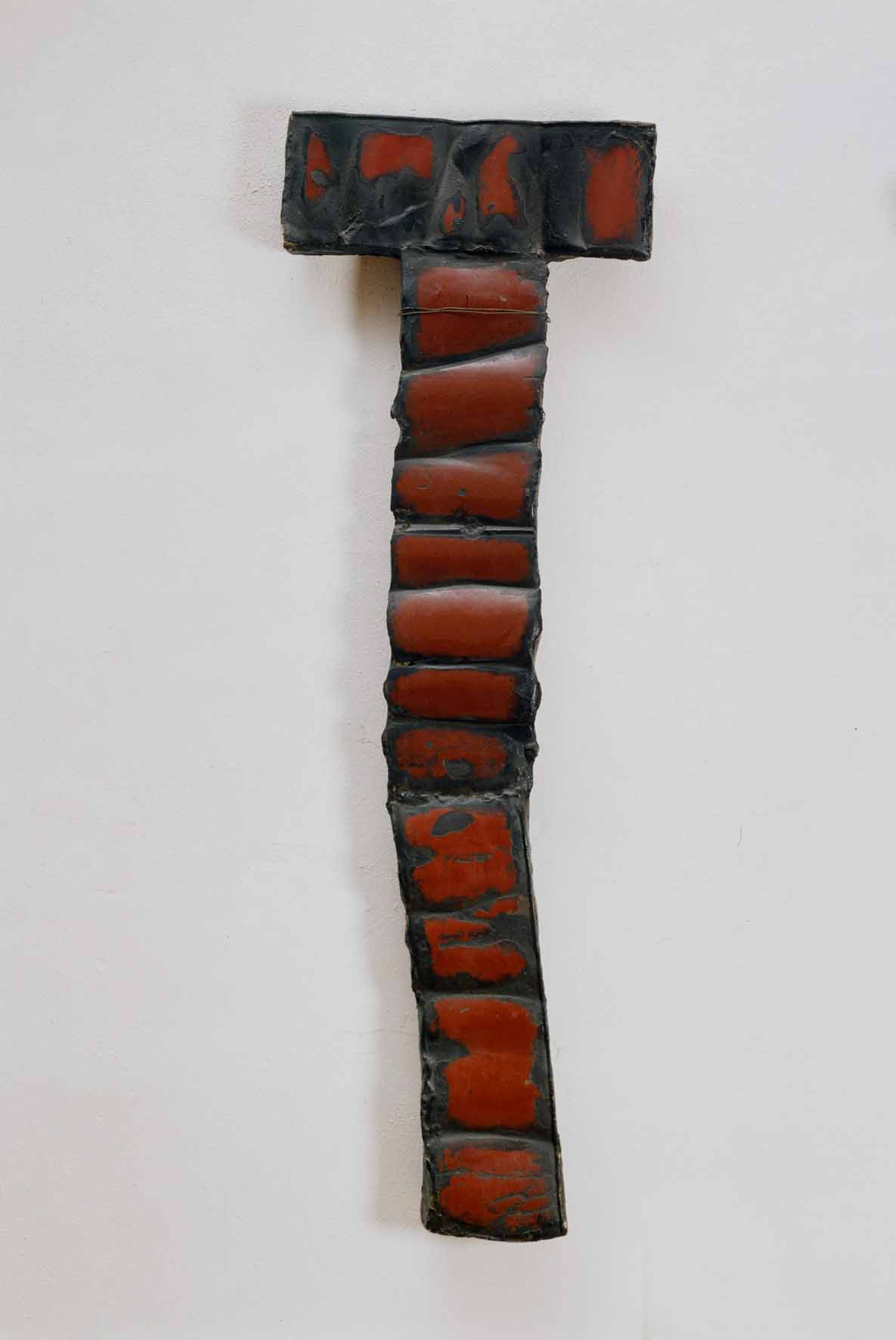
Хрест (1965), емаль, азбестоцемент, в. 112 см
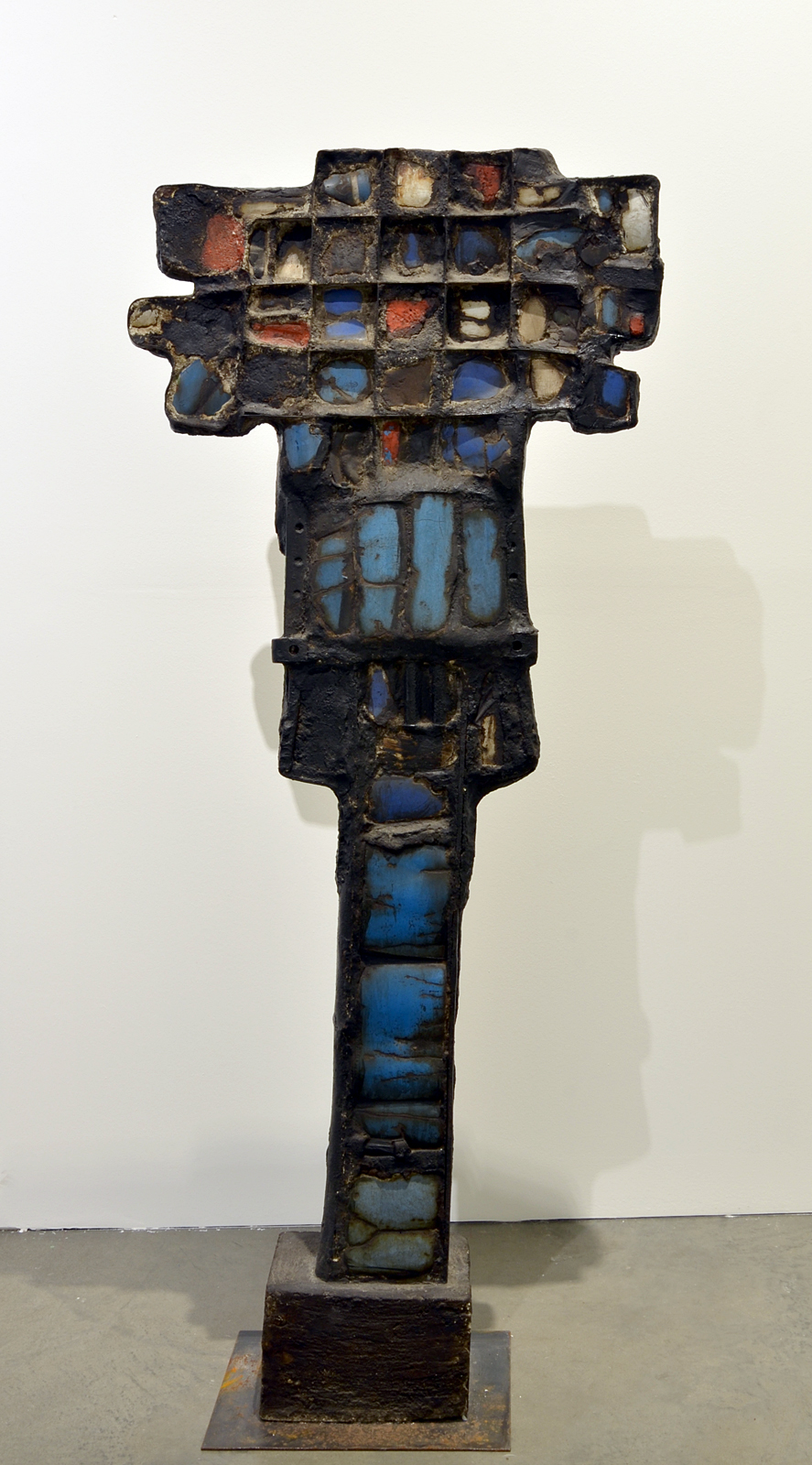
Тотем (1960-ті), Музей Кампа
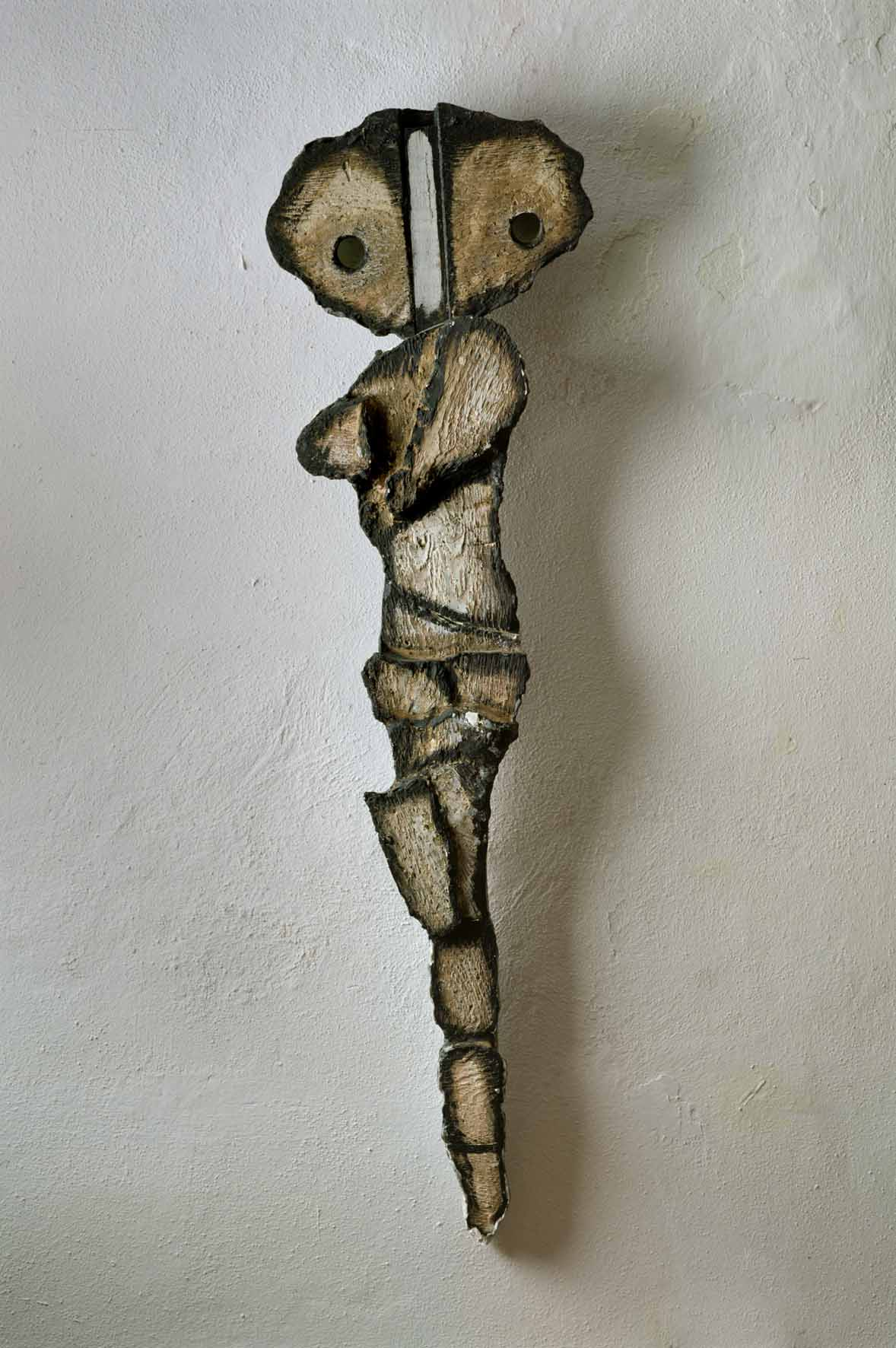
Людський пуголовок (1967-1968), відбиток дерева, поліхромний гіпс, 120 см
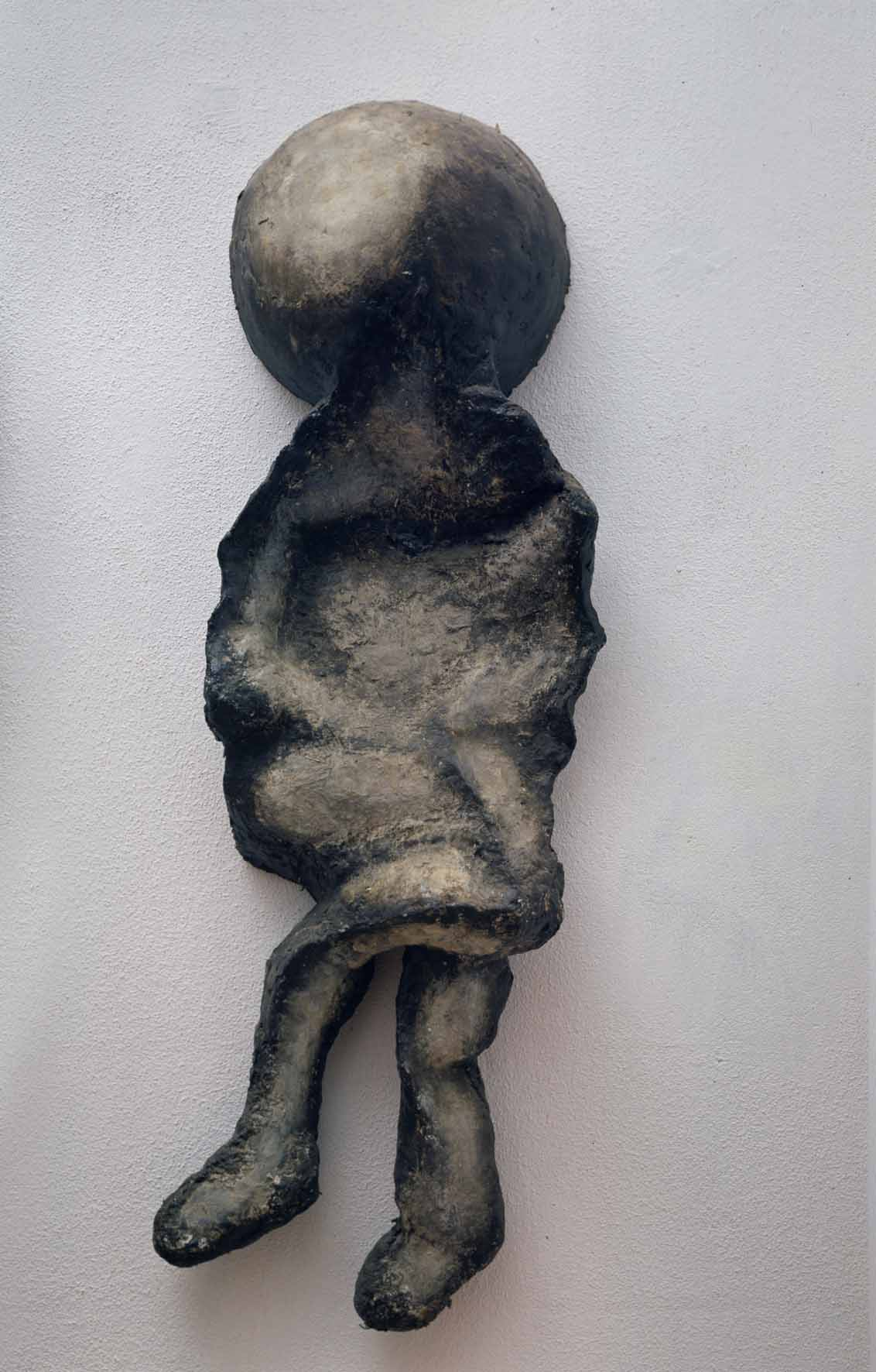
Чужа дитина (1982-1984), азбестоцемент, в. 122 см

Далі вона навчилася різати листовий метал полум’ям і ручним дуговим зварюванням і створила серію різнокольорових фігур, з’єднаних у вигляді просторових колажів за допомогою зварювального дроту з частин використаних і викинутих емальованих предметів. Яноушкова творить за допомогою методу taille directe і з винятковим відчуттям колористки, поєднуючи червоний і синій кольори з білим, чорним або сірим.  Яноушкова одночасно поважає та використовує специфічні властивості незвичайного матеріалу, колірні акценти, шорсткість поверхні або подряпини, витягування полум’ям та сполучення, втілюповторне зшивання дроту за допомогою дугового зварювання. Кольорові емалі зберігають банальність потертих предметів, що влаштовує скульпторку і створює необхідну напругу. Дивний вигляд деяких скульптур нагадує про народні морани, які діти вивозять із села наприкінці зими як символи своєї радості та страху. Вона завжди захоплюється своїми знахідками, магія матеріалу ніколи не втрачає для неї своєї привабливості. Вона пробуджує від сну, здавалося б, мертву, непотрібну, викинуту, розкладену, зруйновану, пошрамовану та пошарпану матерію, і в творчому процесі, поєднуючи реальне з уявним, створює нову якість.

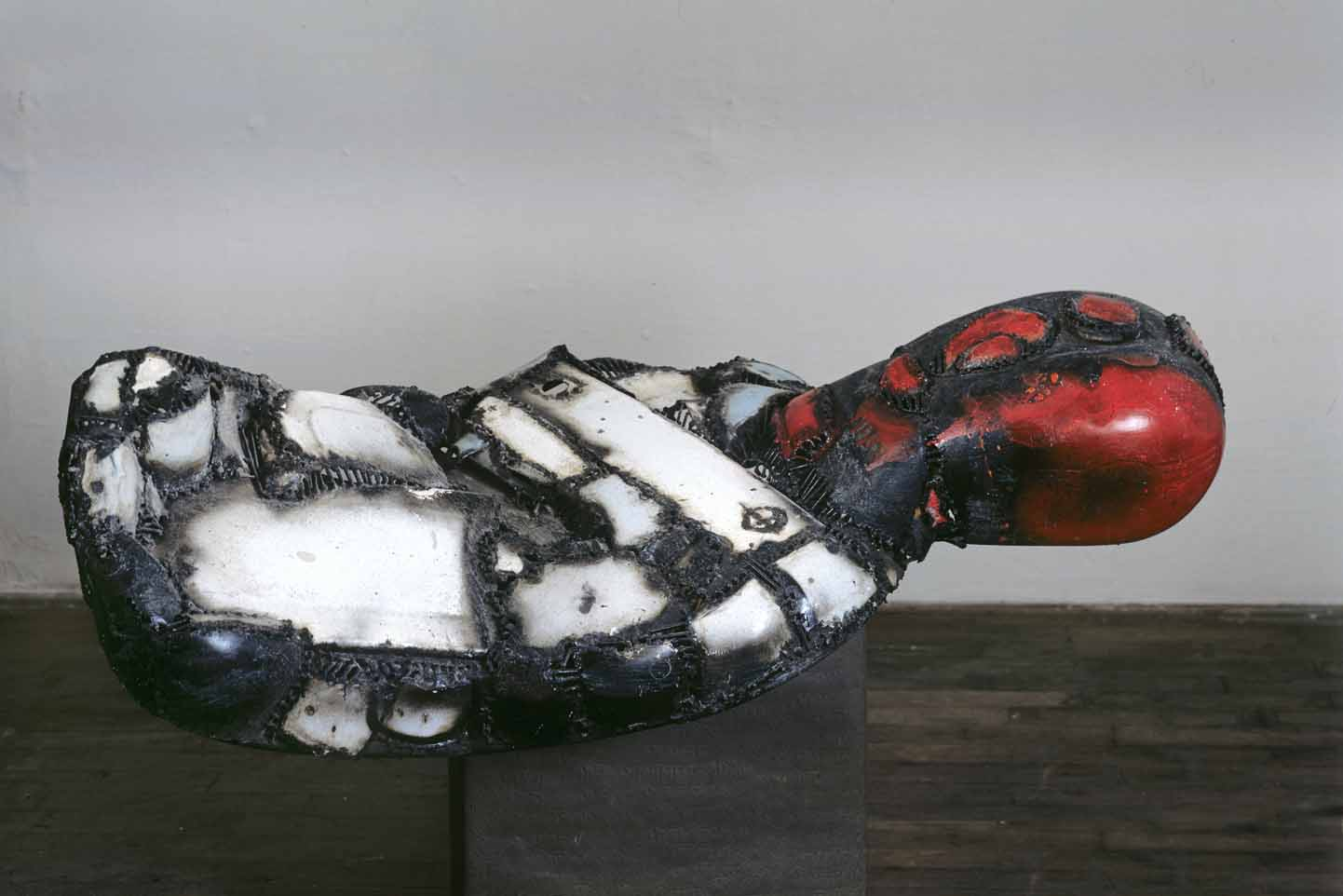
Згорблена фігура (1972), наплавлена емаль
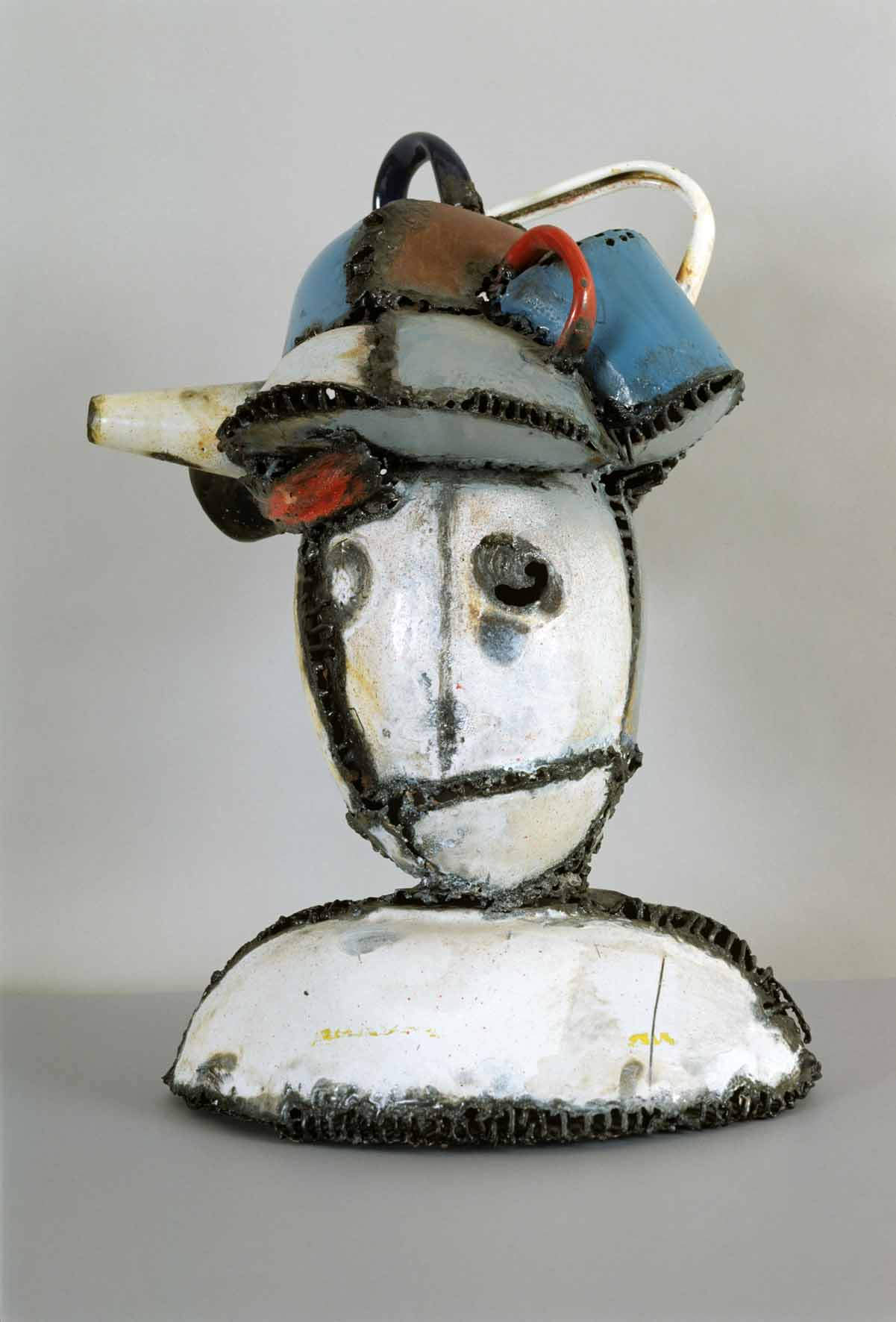
Голова вухата (1975), наплавлена емаль, в. 48 см
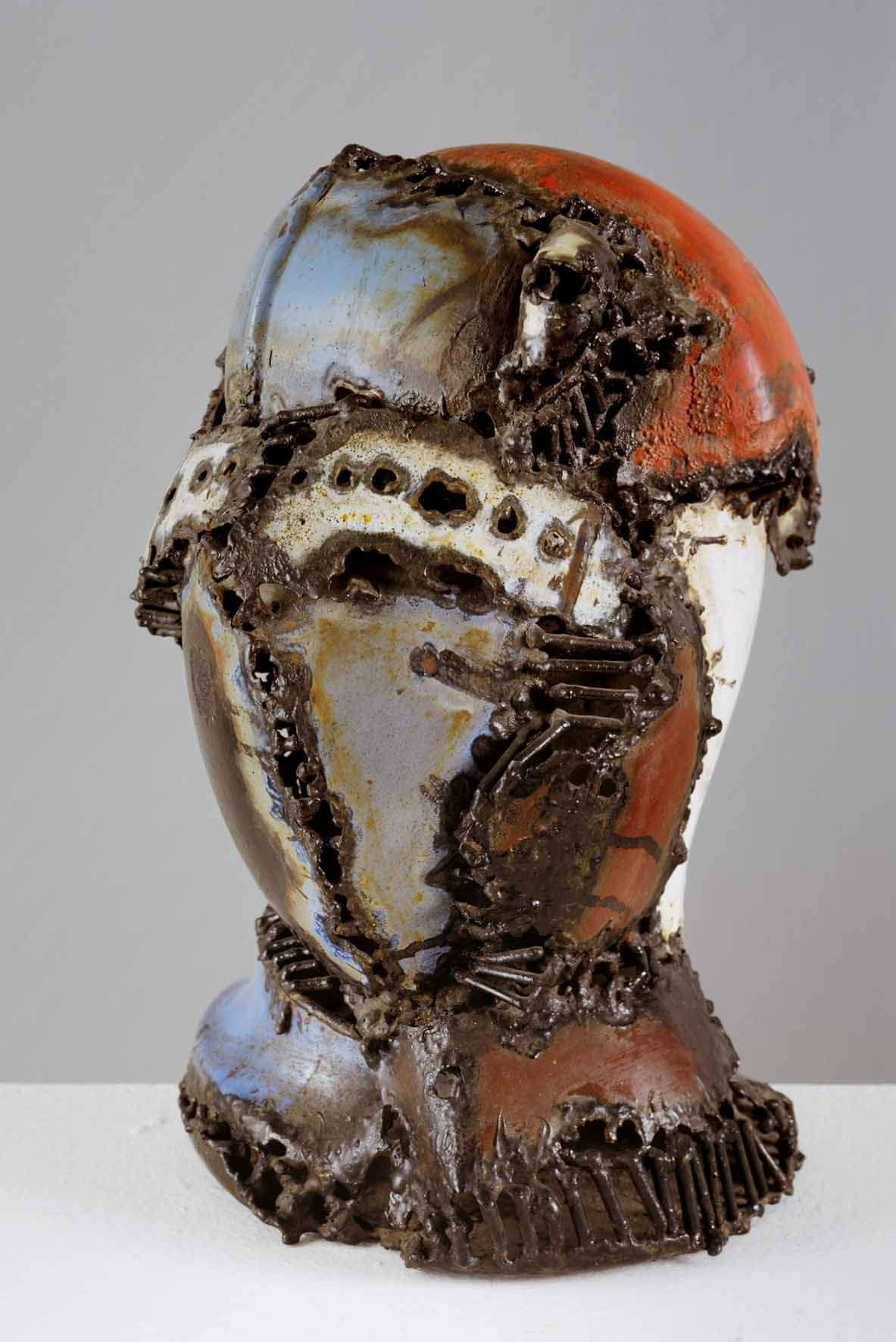
Голова (1986), наплавлена емаль, в. 30 см
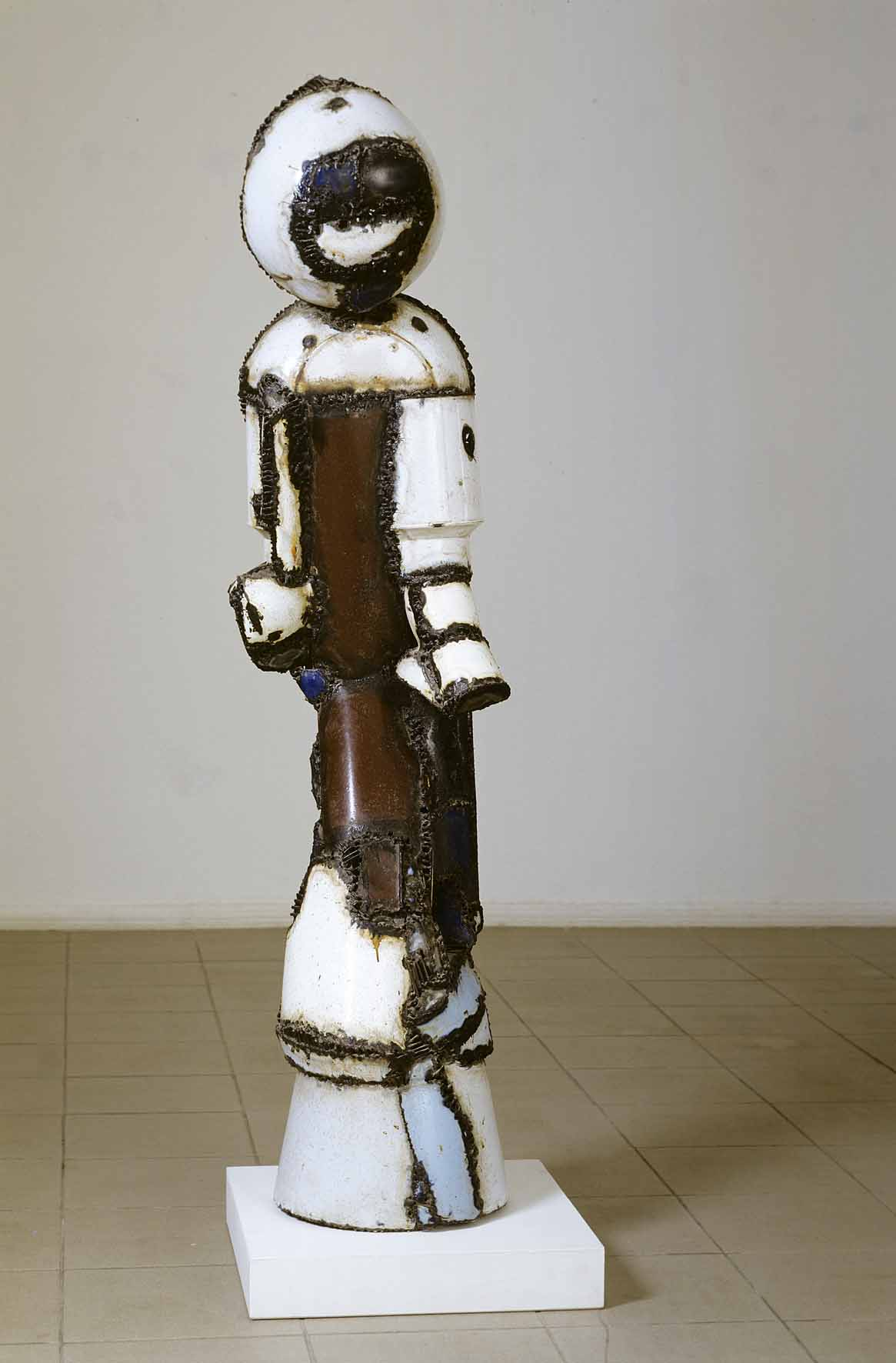
Фігура (1978), наплавлена емаль
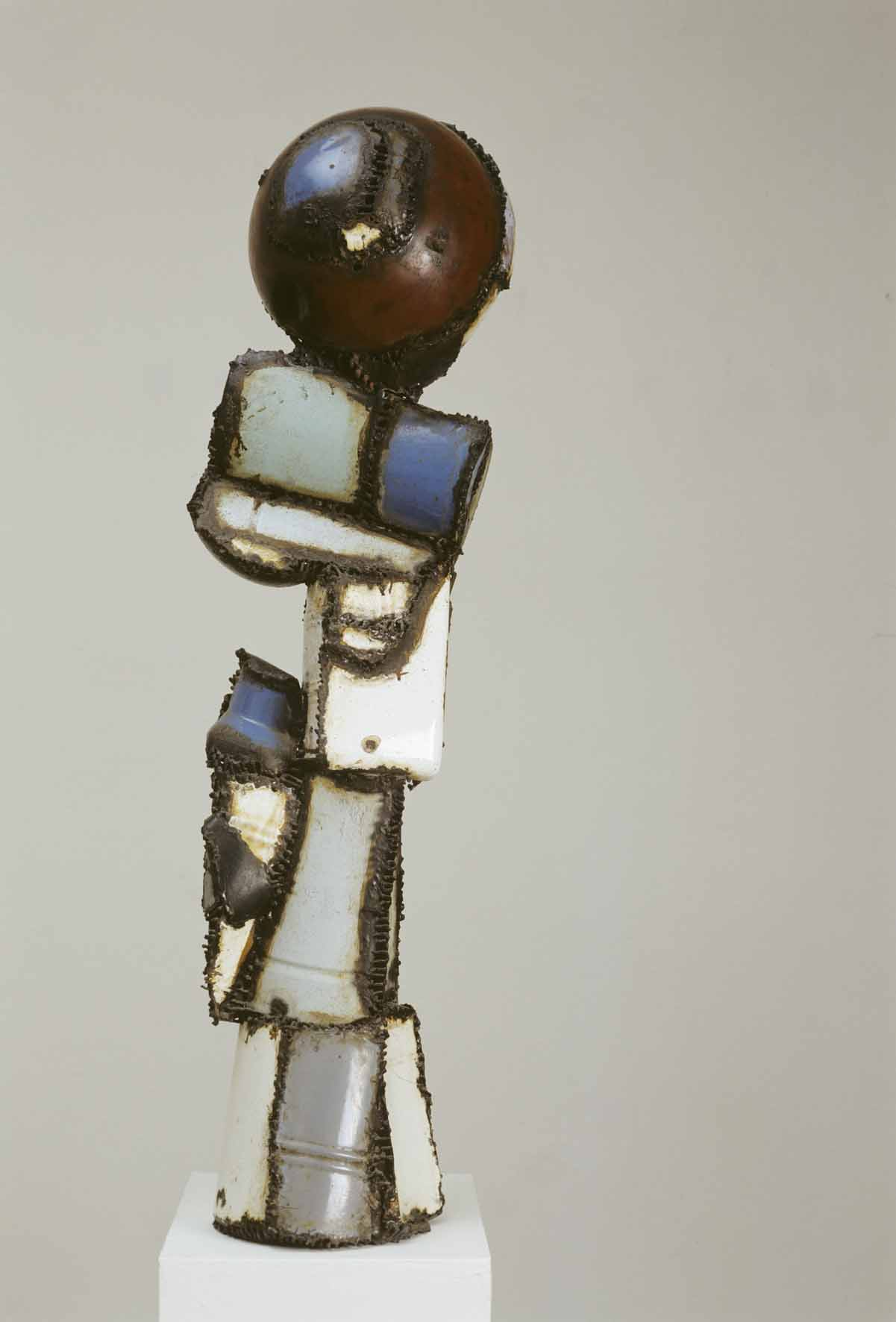
Фігура (1980), зварна емаль, в. 107 см

Фігури не переобтяжені доленосним змістом і зберігають людський, негероїчний вимір. Отримана голова, бюст або фігура побудовані з легкою іронією, але гротескний вигляд несе серйозне повідомлення. Банальний матеріал зі смітника використовується в дивовижний спосіб, зберігаючи сильну фізичну присутність і створюючи несподіваний зв’язок між оригінальним і новим значенням речей. Остаточна збірка, яка піднімає використаний матеріал на найвищий естетичний рівень, створює враження дорогоцінності. Її скульптури гротескні і життєрадісні, але також гідні і, з певної точки зору, трагічні, їм властива абсурдна й дещо іронічна монументальність. Яноушковій вдається накласти на монументальну форму дуже особистий і навіть інтимний зміст. Некласичне з’єднання матеріалу, в якому шви не розгладжуються, а акцентуються й тематизуються, є відсиланням до традиційного жіночого заняття лагодженням і пропонує глибше значення як метафора загоєння ран і тріщин на тілі та душі. Найвідоміший і найбільш цінований образний твір Віри Яноушкової є відображенням її важкого соціального становища та особистих емоцій у 1970-х і 1980-х, коли значна частина її покоління жила в ізоляції, не маючи можливості виставлятися (Чорний ангел, азбестоцемент, 1969). На початку 1970-х вона створила унікальні, але емоційно сильні фігуративні скульптури з листів емалі («Згорблена фігура», 1972). Скульптуру «Янгол» для Вітіка (1972) почала зварювати під час тяжкої хвороби чоловіка і завершила після його смерті. Фігури огорнуті смутком, шви нагадують про поранення, але, попри нахиленість постаті, вони стоять і вселяють певну надію. Із середини 1970-х її зварні скульптури мають тривимірний об’єм, динамічну конструкцію та суверенні скульптурні якості. Сам матеріал, з якого вони зібрані, надає їм певної невагомості, зберігаючи при цьому їх об’єм. Стійке положення торсальних скульптур урівноважується контравансом. Фігури нерівні і непрямі, затягнуті в себе, але зберігають людську гідність і стійкість. Поряд зі скульптурами в натуральну величину було створено низку менших скульптур, у яких переважає більш грайлива та спокійна якість.

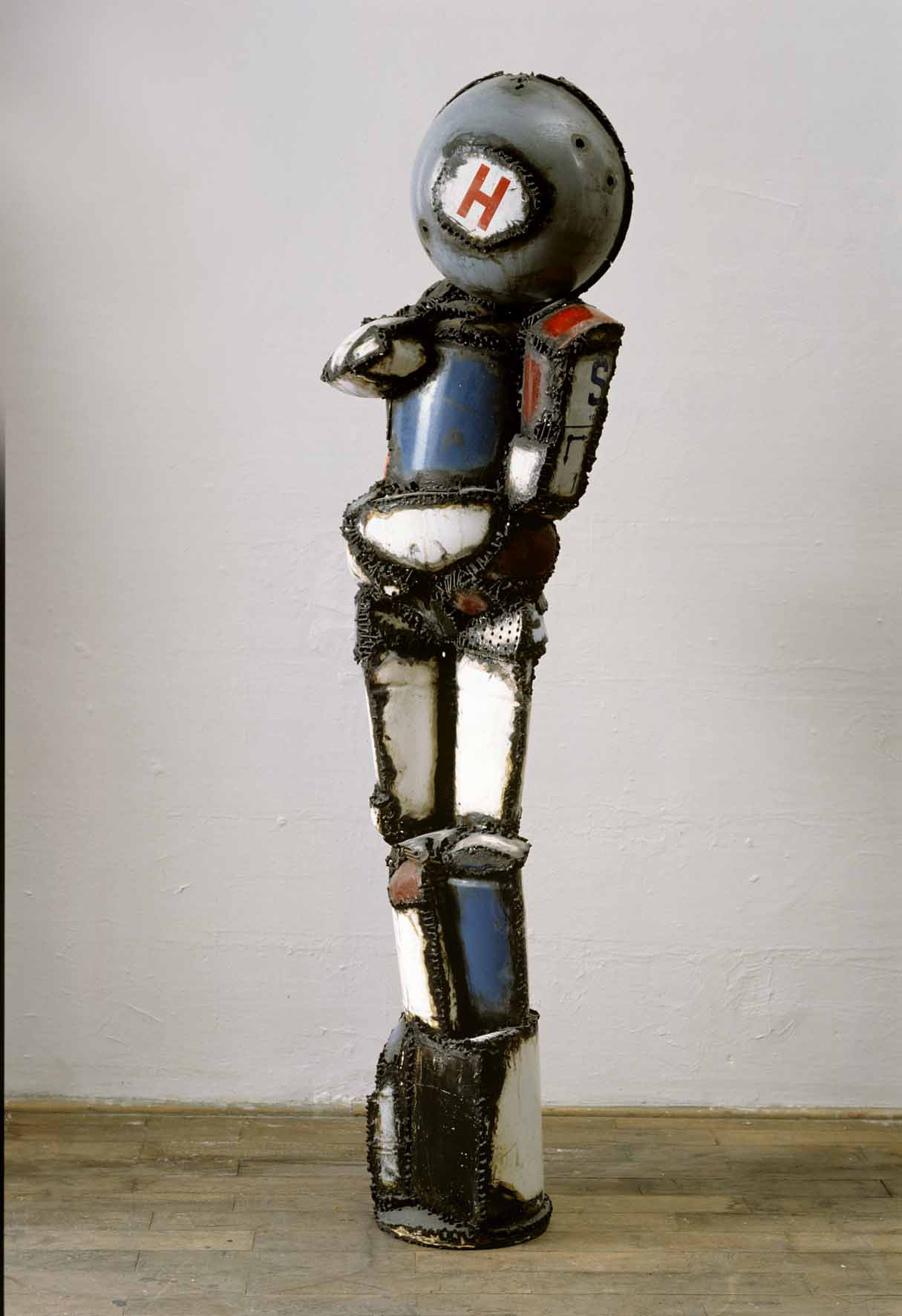
Фігура з літерами (1984)
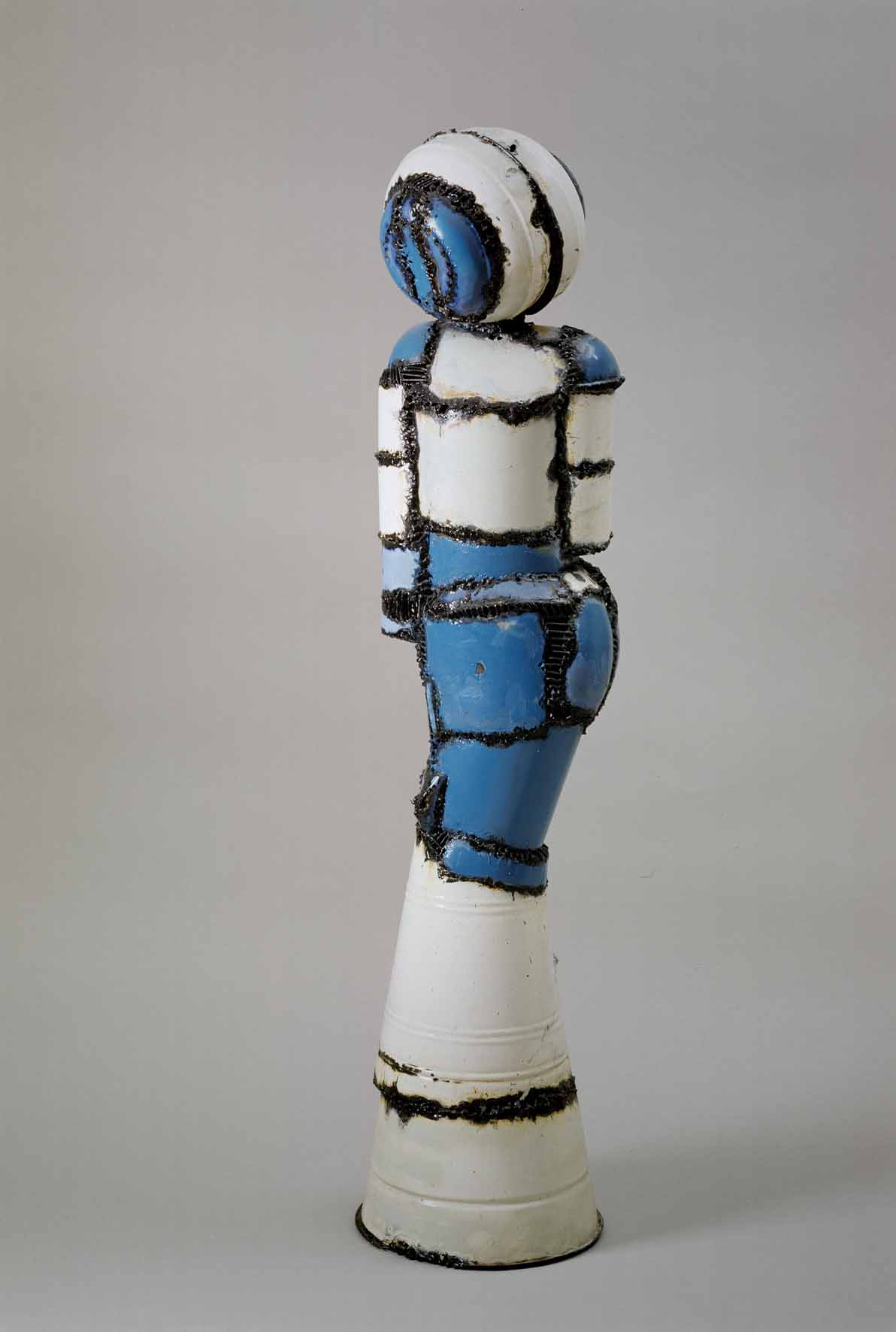
Струнка фігура (1985), зварна емаль, в. 139 см
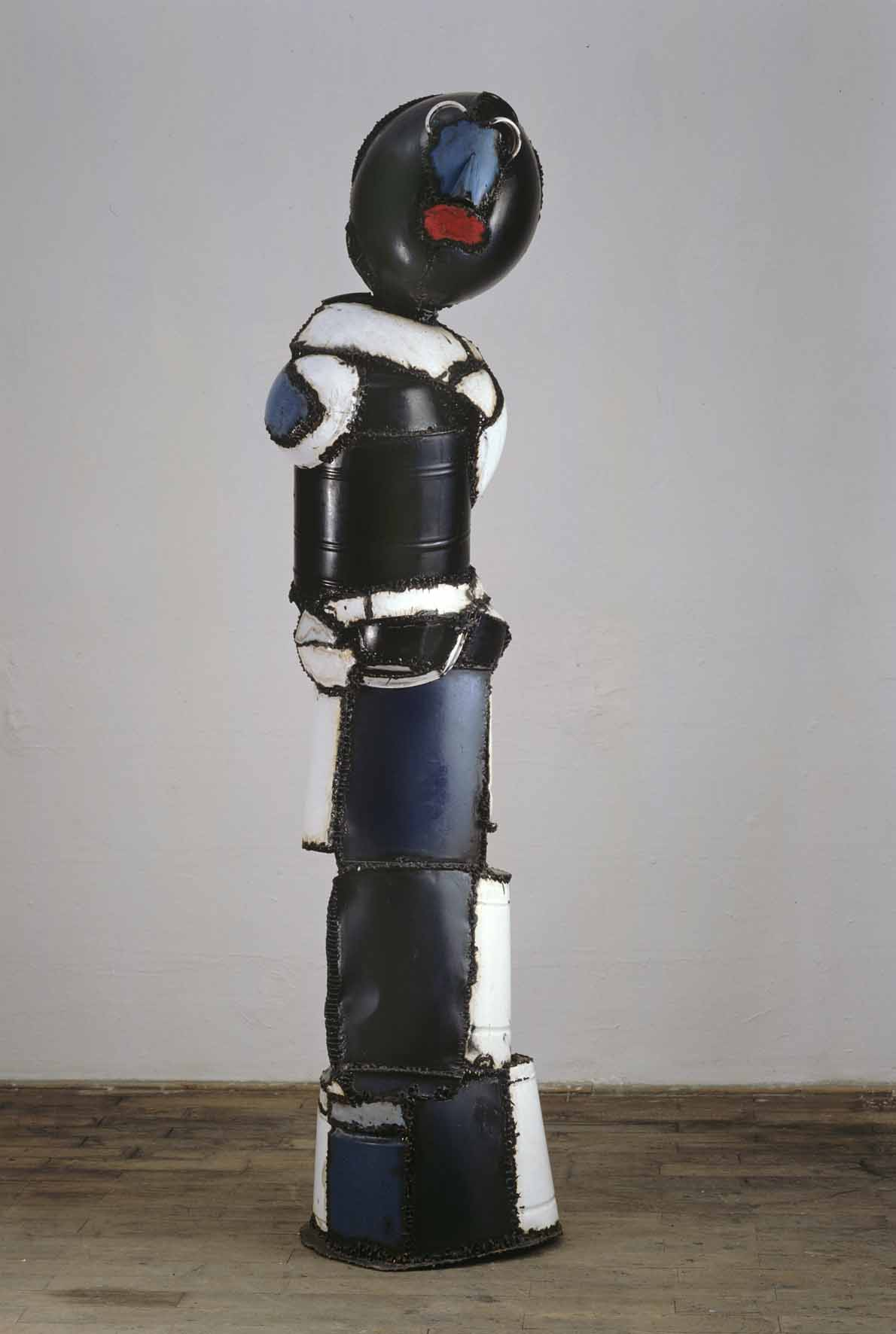
S-подібна фігура (1988), наплавлена емаль, в. 175 см
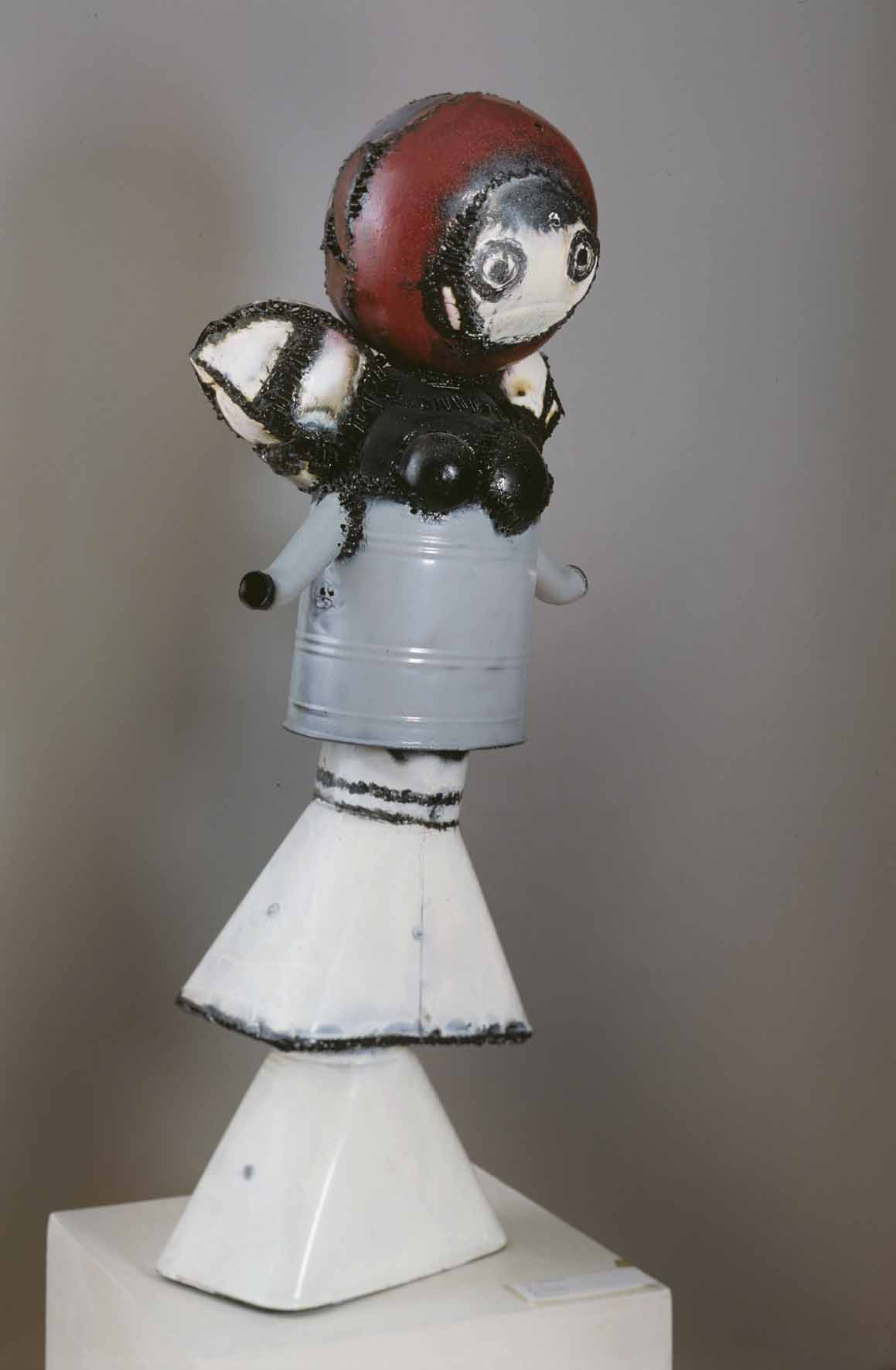
Здивований херувим (1989-1990), наплавлена емаль, в. 120 см
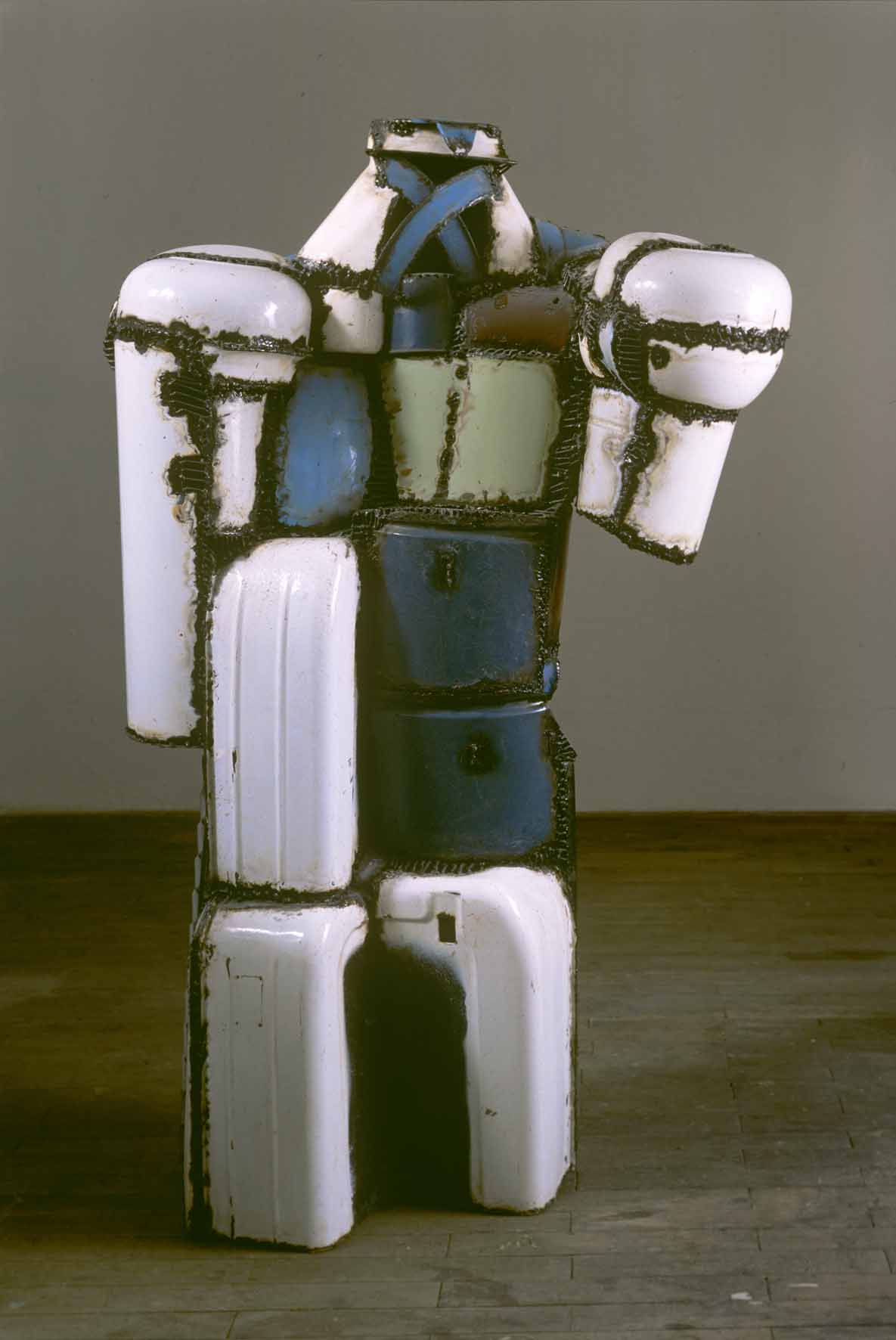
Одяг (1990 р.), емаль зварна, х. 130 см

Попри те, що самі скульптури відрізняються випадковістю та грайливістю, імпровізацією із застосованим матеріалом і часто певною незавершеністю, що залишає простір для фантазії, це завжди серйозні роботи, і мисткиня однозначно відмовилася від свідомого створення гротескних чи жартівливих речей. У 1980-х її скульптури відображають відчуття життєвих труднощів і страждань, і замість того, щоб злитися, з’єднання частин є шрамами – дедалі чіткішими та тривожними слідами спроби повернути життя, повноту та єдність із мертвих. Таким чином повертається екзистенційне відчуття, характерне для життя під комуністичним режимом кінця 1950-х – початку 1960-х. 
Особливу частину її творчості становлять зварні об’єкти з білого емальованого листового металу, де більші неструктуровані поверхні без підкреслених деталей виступають як плоский рельєф і є аналогом її колажів (Білий рельєф, 1984, Сорочка, 1988, У ванній кімнаті). 

Рідкісні в її творчості металеві скульптури, оброблені яскравою червоною фарбою та зібрані з металобрухту, іноді зміцнені гіпсом і бинтом (Red Head, 1970, Country Boy, 1980, Woman at the Machine, 1986, Winged Figure, 1986, Red Figure, 1994). 

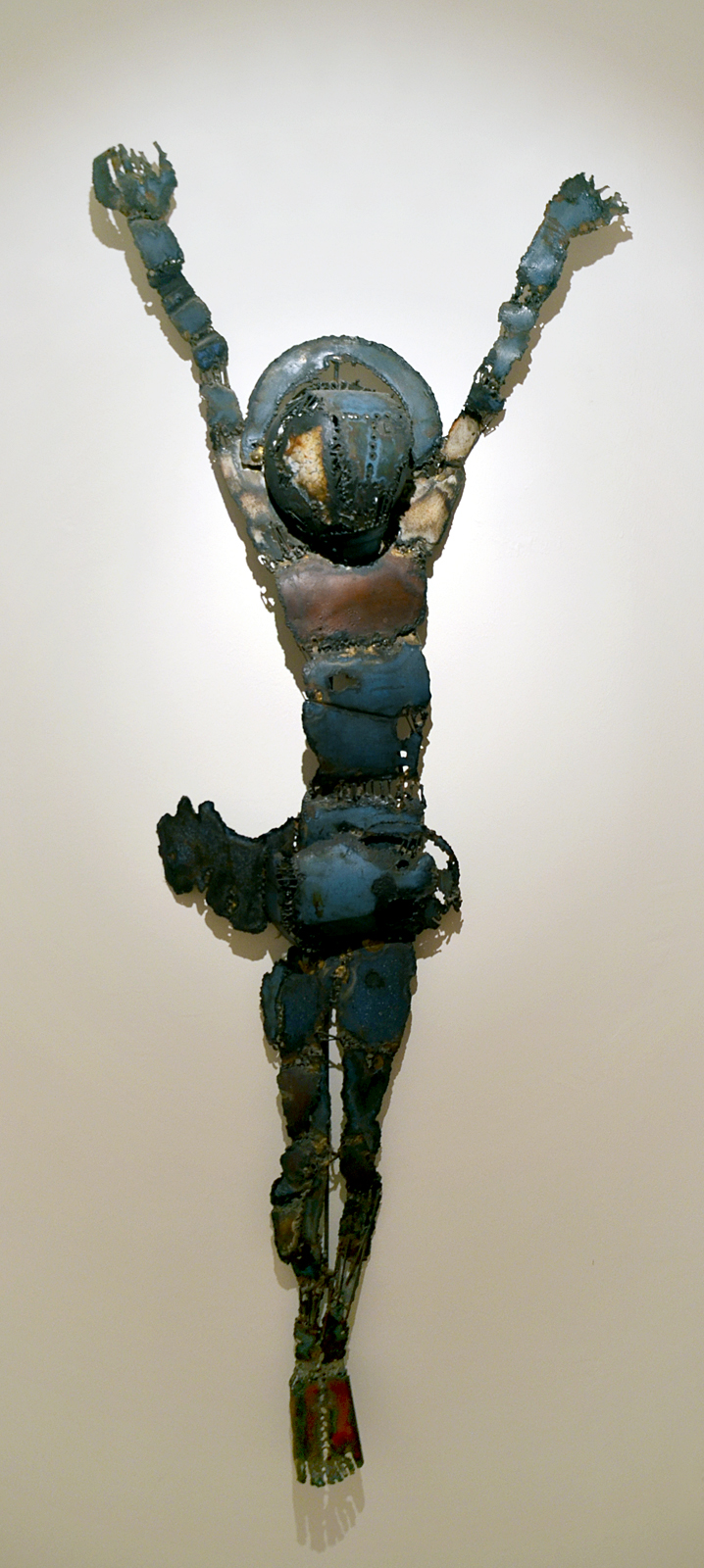
Розп'яття, Музей Кампа
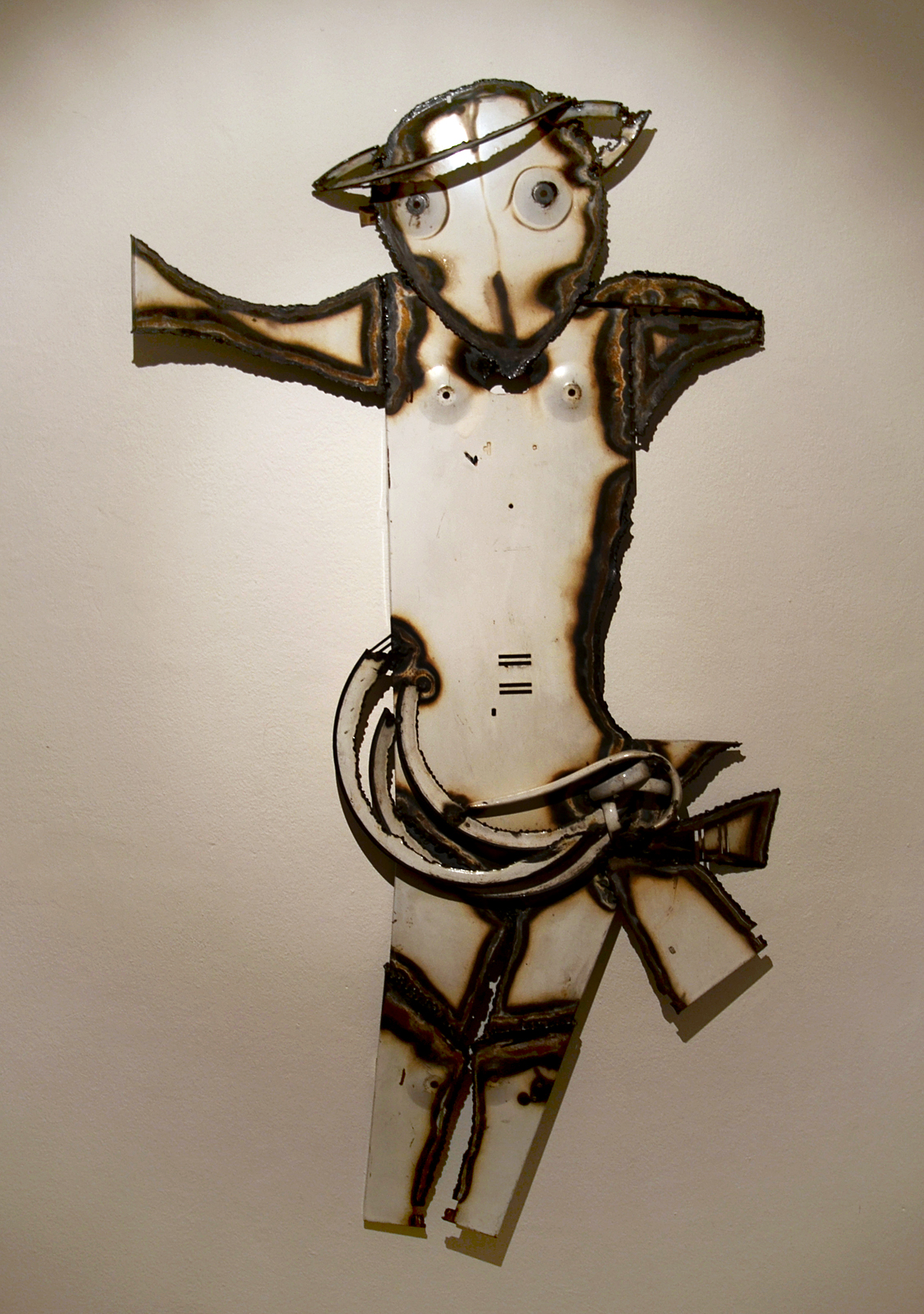
Христос з Карлової площі (1989-1990), Музей Кампа
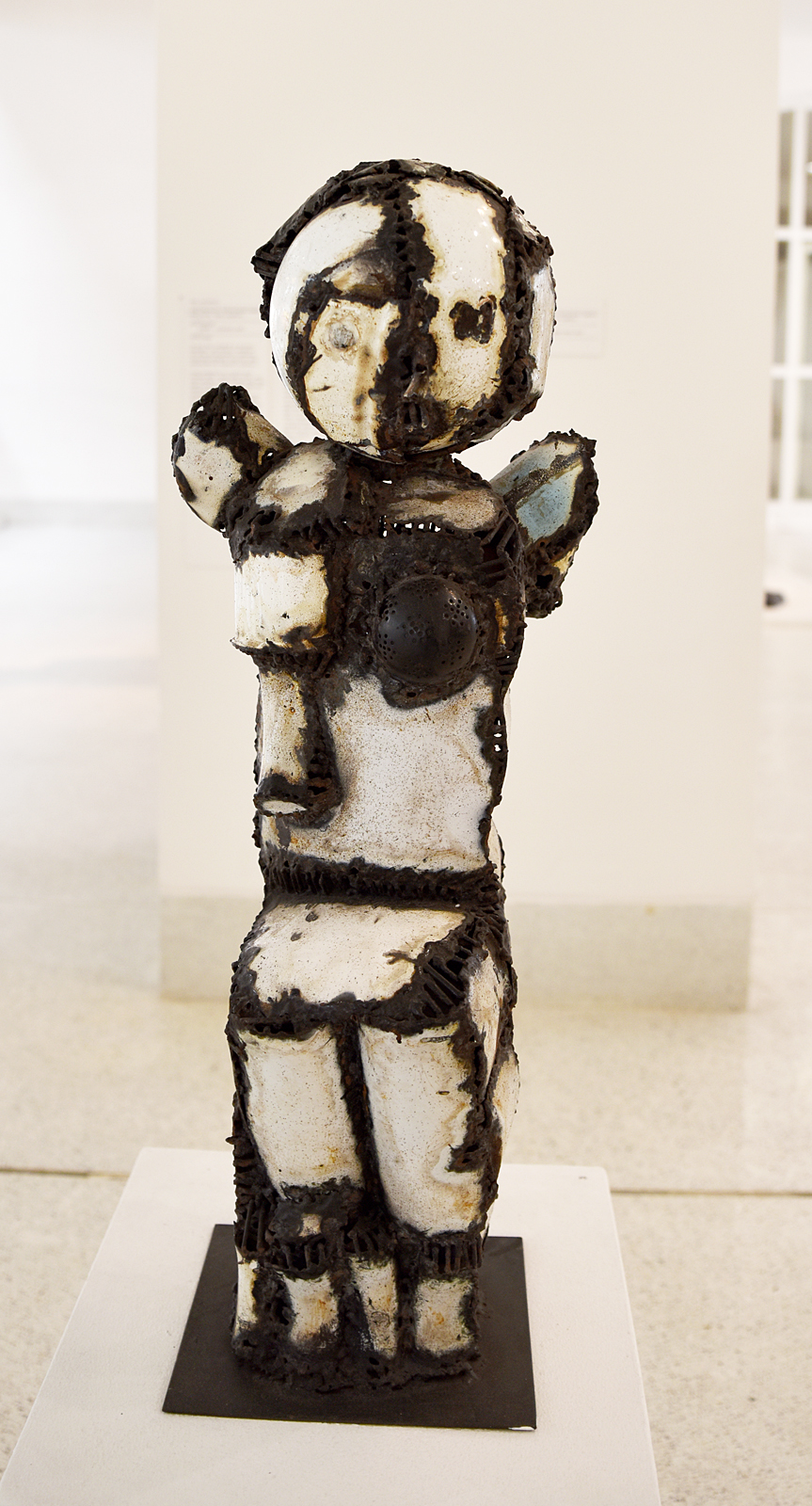
Ангел (1976), Національна галерея Праги
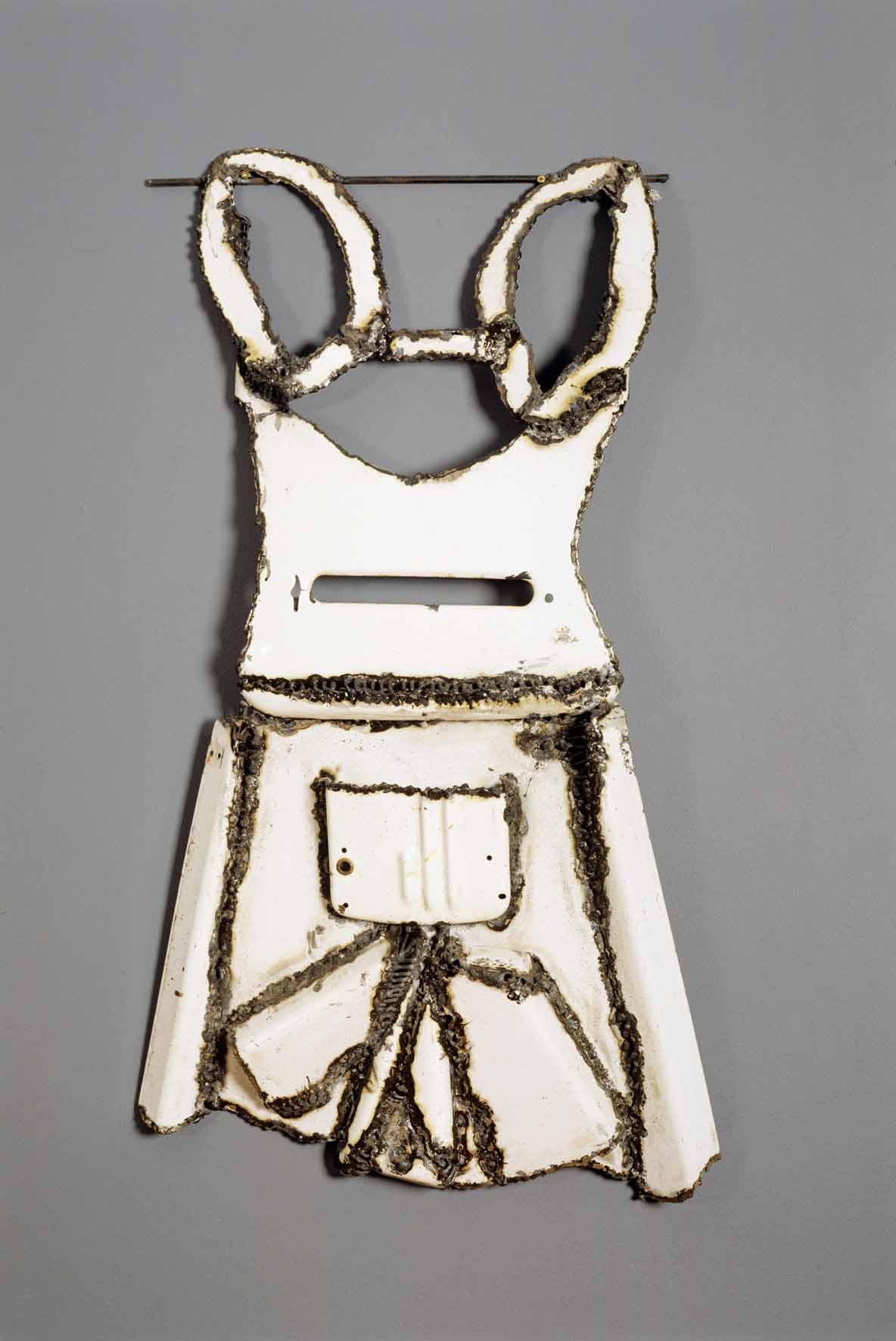
Сорочка 2 (1988, 1995), наплавлена емаль, в. 95 см
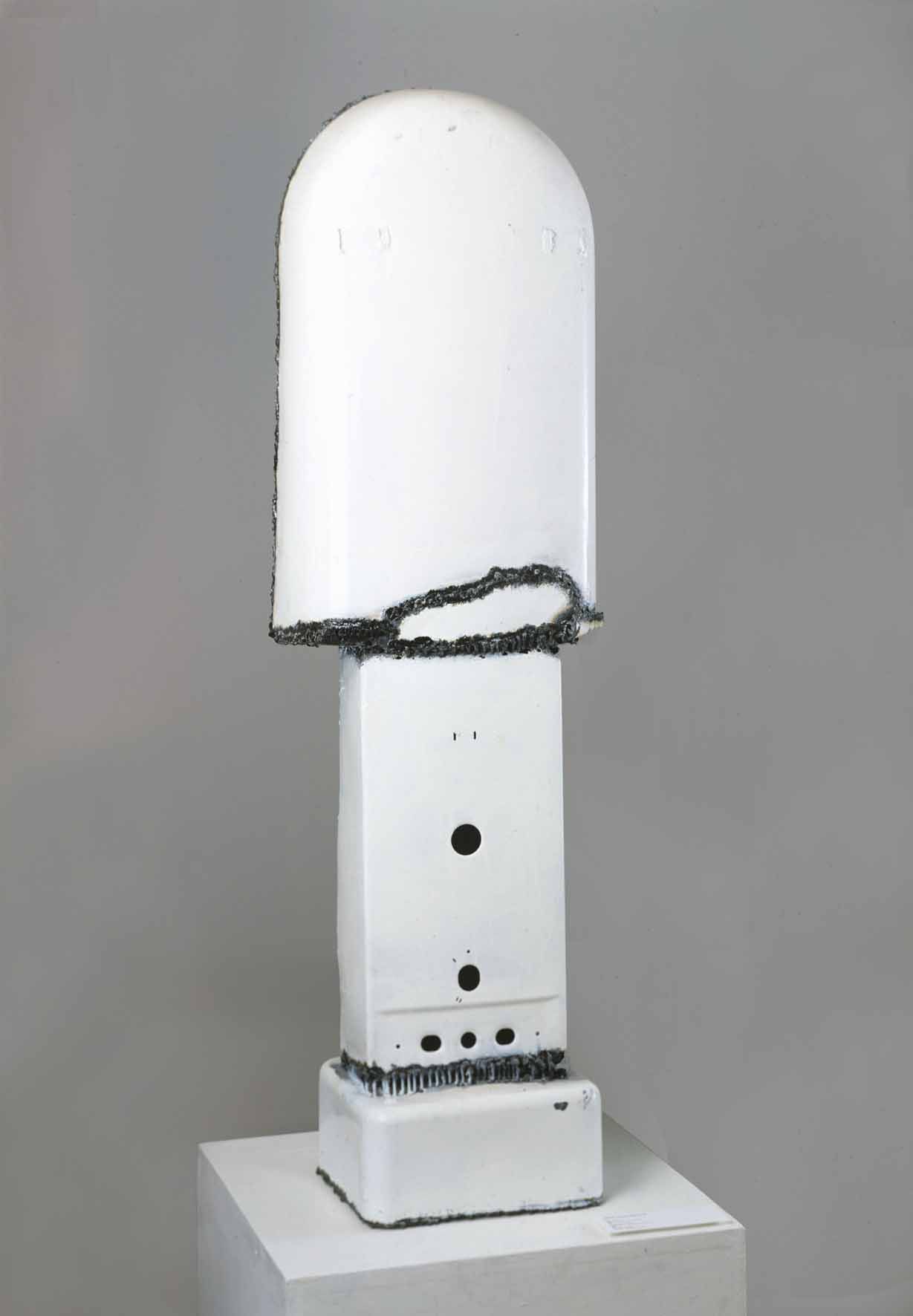
Білий тотем (1980-ті рр.), наплавлена емаль, в. 124 см
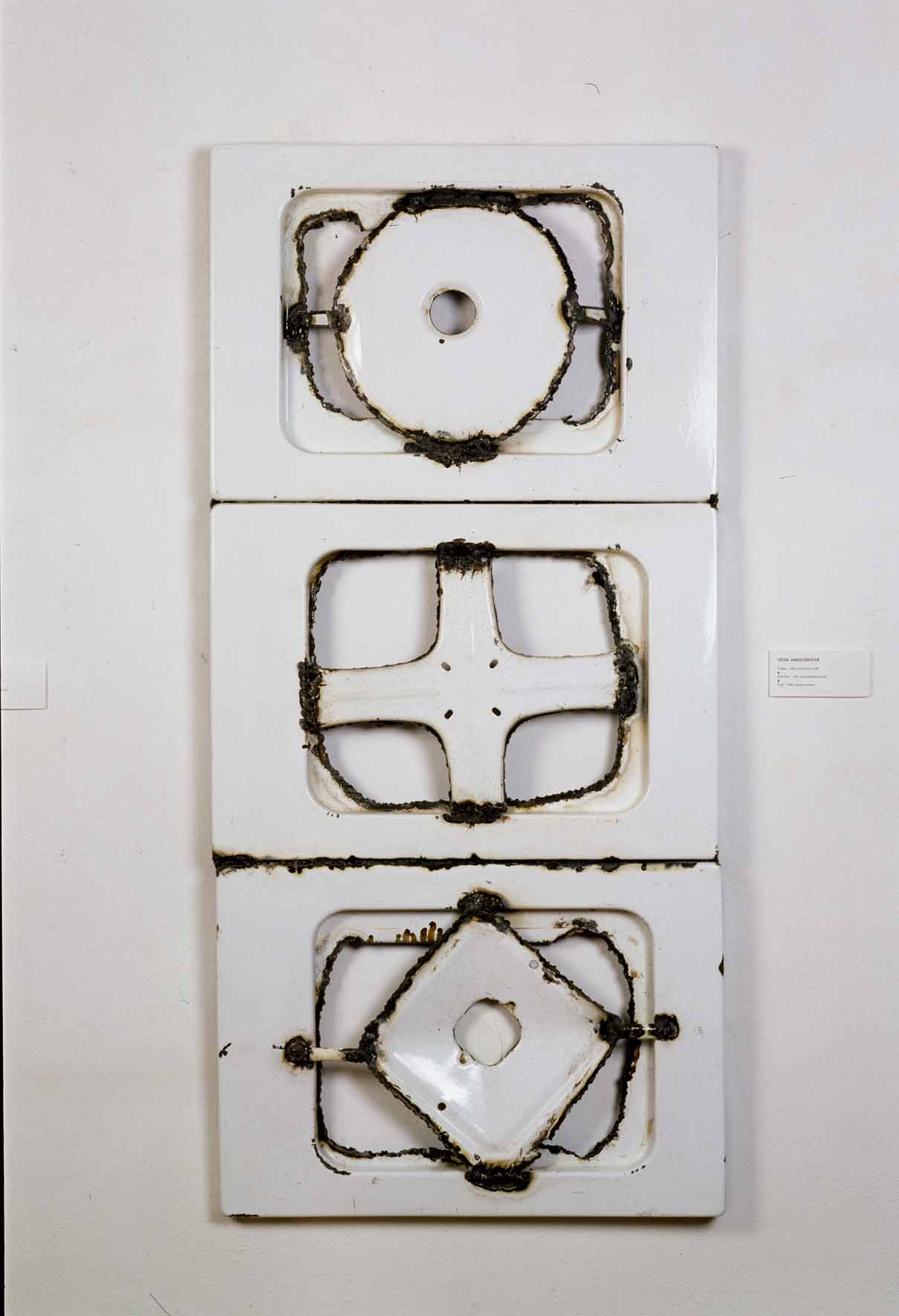
Знаки (1989), емаль зварна, в. 127 см
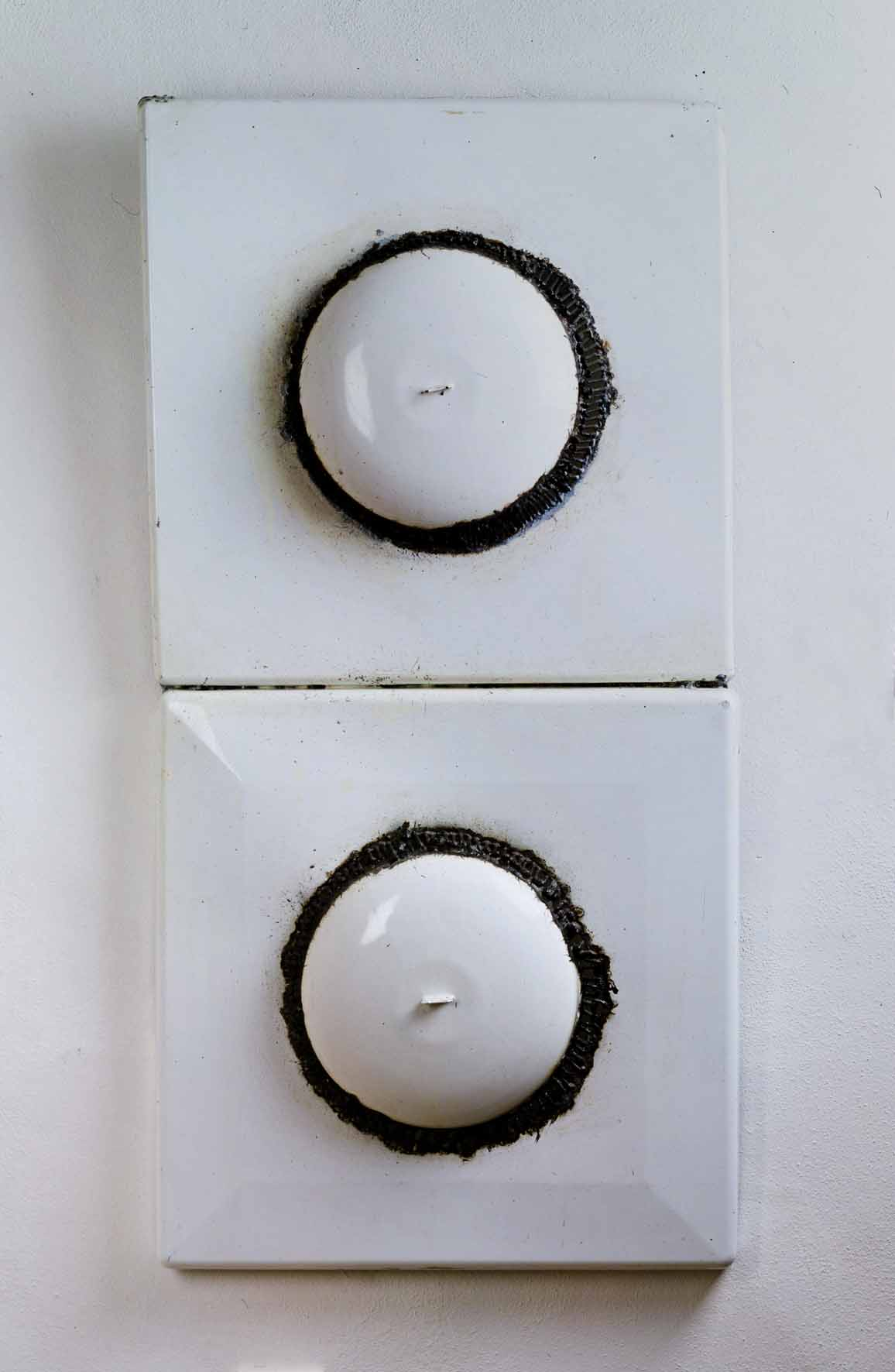
Секрет (1991), емаль зварна, х. 102 см
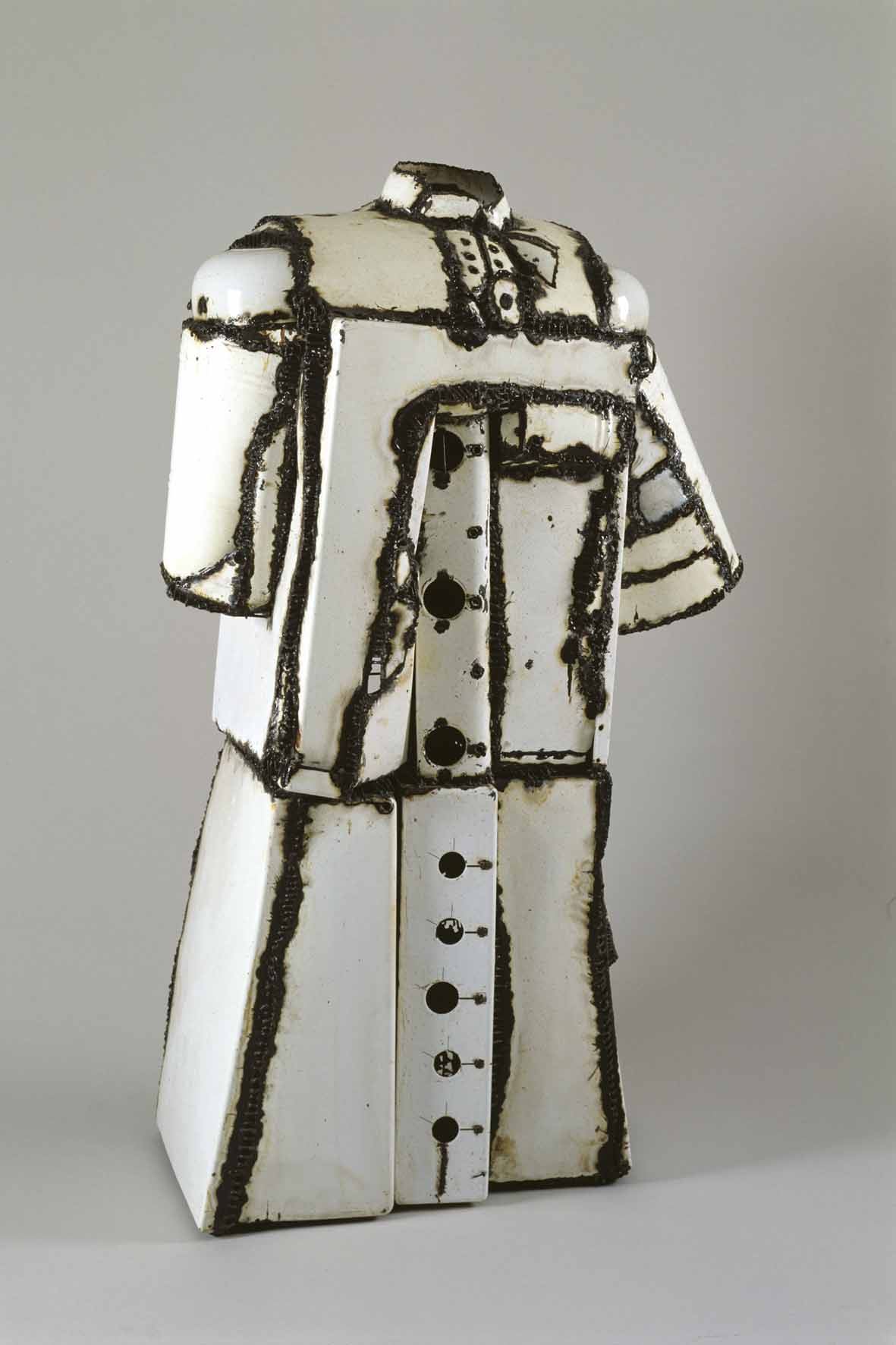
Біле пальто (1990-1992), наварна емаль, в. 127 см
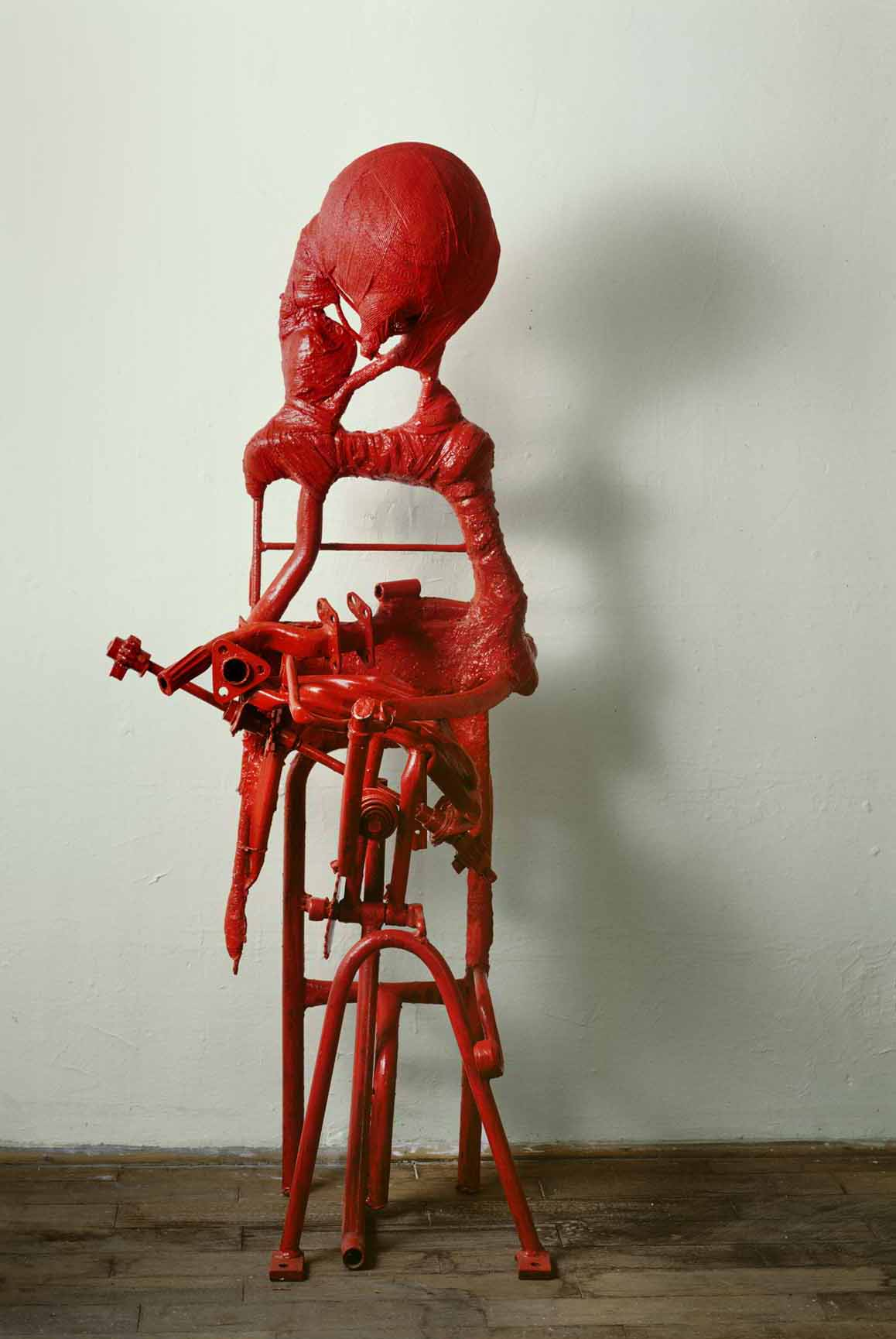
Жінка біля машини (1986)
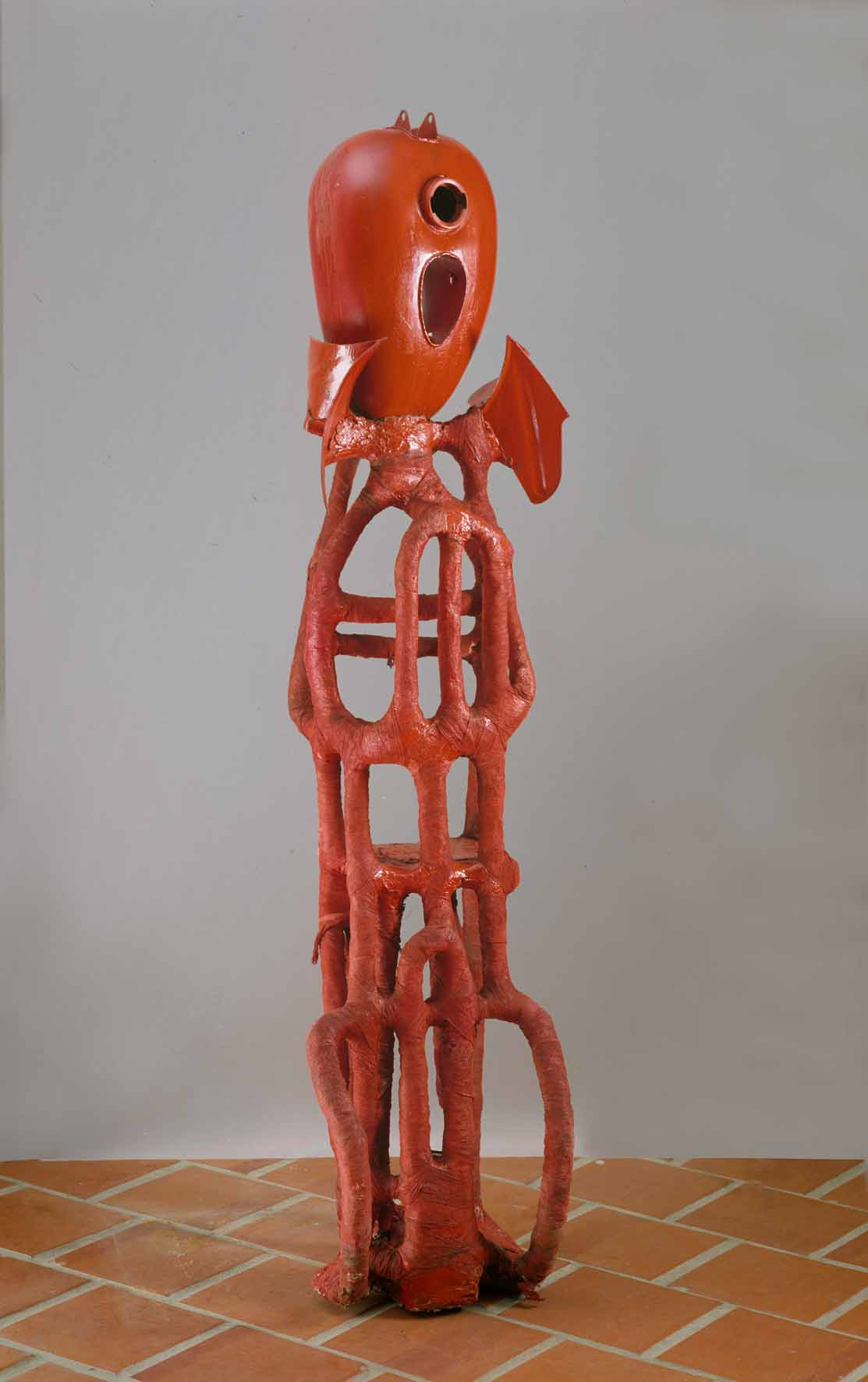
Червона фігура (1994), змішана техніка, год. 178 см

Вера Яноушкова залишила один із найоригінальніших слідів у чеській скульптурі другої половини ХХ століття, її роботи є унікальними не тільки в чеському контексті. Значне місце Яноушкової в історії сучасної скульптури сприймають і за кордоном. 

### Картини та колажі
Перші масштабні фігуративні колажі, зібрані з клаптиків паперу, належать до кінця 1950-х («Фігура, Силует», 1959). Колажні зображення представляють собою відмінну частину творчості Віри Яноушкової, але вони, ймовірно, були створені через брак відповідного скульптурного матеріалу чи часу, як пластичні плісировані скульптури, фронтальність яких доведена до кінця. Після радянської окупації в 1968 році, втрати можливостей для виставок і вимушеного відходу подружжя в усамітнення, Вера Яноушкова тимчасово присвятила себе переважно роботам на папері.  

З 1970-х до 2010 року фігуративні паперові колажі були оригінальною та важливою частиною творчості Віри Яноушкової. Їм передувала надихаюча виставка «Колаж у чеському мистецтві» (галерея у Гавлічкув-Броді, 1969) та знайомство з роботами Курта Швіттерса, але безпосереднім приводом стала втома та бажання відірватися від скульптури та спробувати щось інше. Її потреба в скульптурній формі зберігалася, і Яноушкова використовувала комбінацію різних технік у створенні таких форм, включаючи пінистість, випалювання, розривання та малювання, накладання або зминання клаптиків паперу для формування низького рельєфу. За словами художниці, «технічно це колаж, але проєкт — скульптура». Хоча вона на деякий час відмовляється від малювання, вона втручається в колажі олівцем і пензлем, щоб підкреслити нове значення. Барвистість колажів уособлює підсвідоме бажання малювати. У цей час було виготовлено кілька азбестоцементних фігурних скульптур із поверхнею, вкритою паперовим колажем і малюнком («Наклеєний торс», 1971, «Наклеєне тіло», 1972). Яноушкова моделювала фігури не як самостійні роботи, а лише як структурну основу для колажів. Частини, намальовані або вирізані з паперу, виглядають як те, що насправді залишилося від фігури, тоді як основа залишається лише свого роду ілюзією справжнього тіла. 

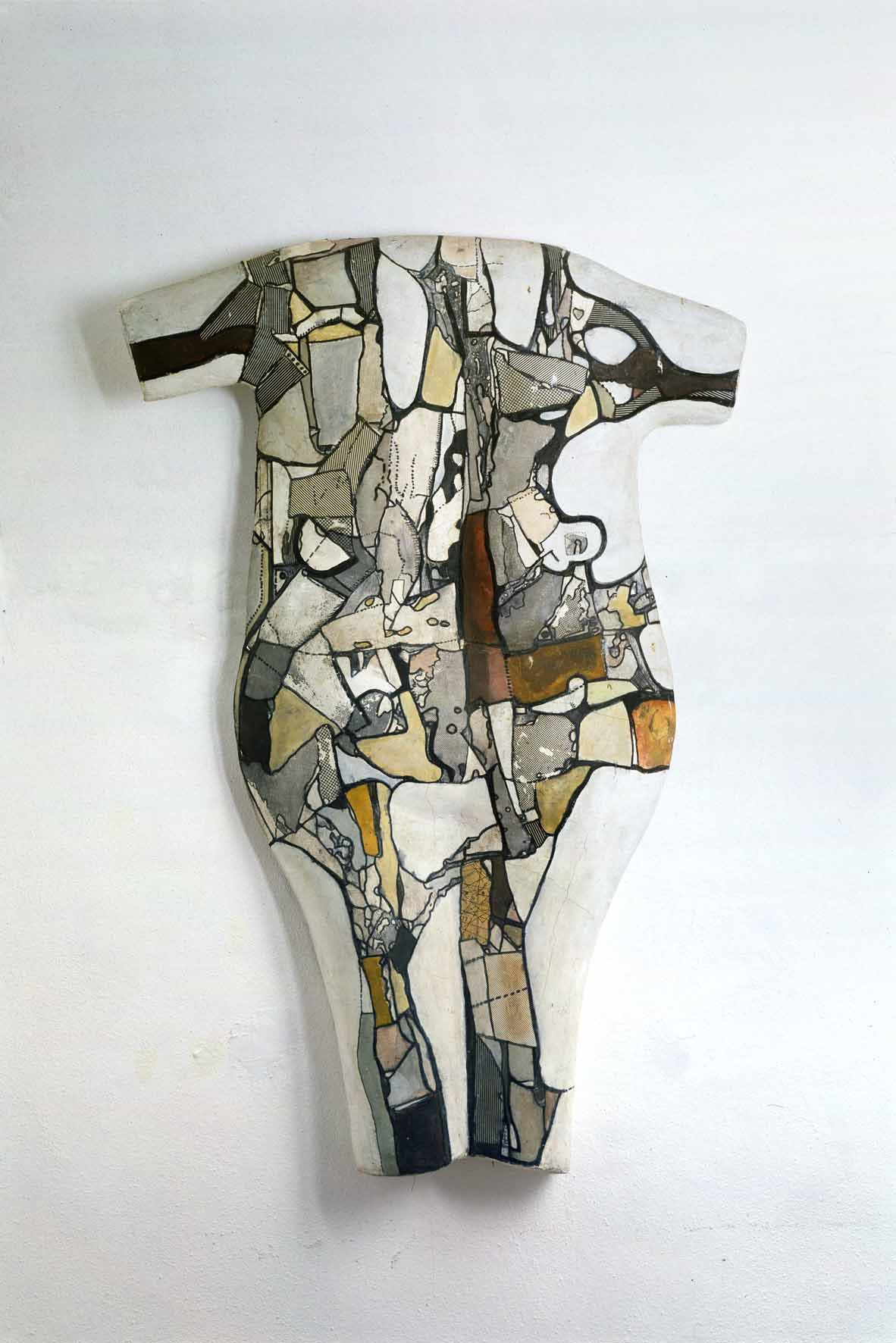
Вклеєне тіло (1972), змішана техніка, в. 111 см
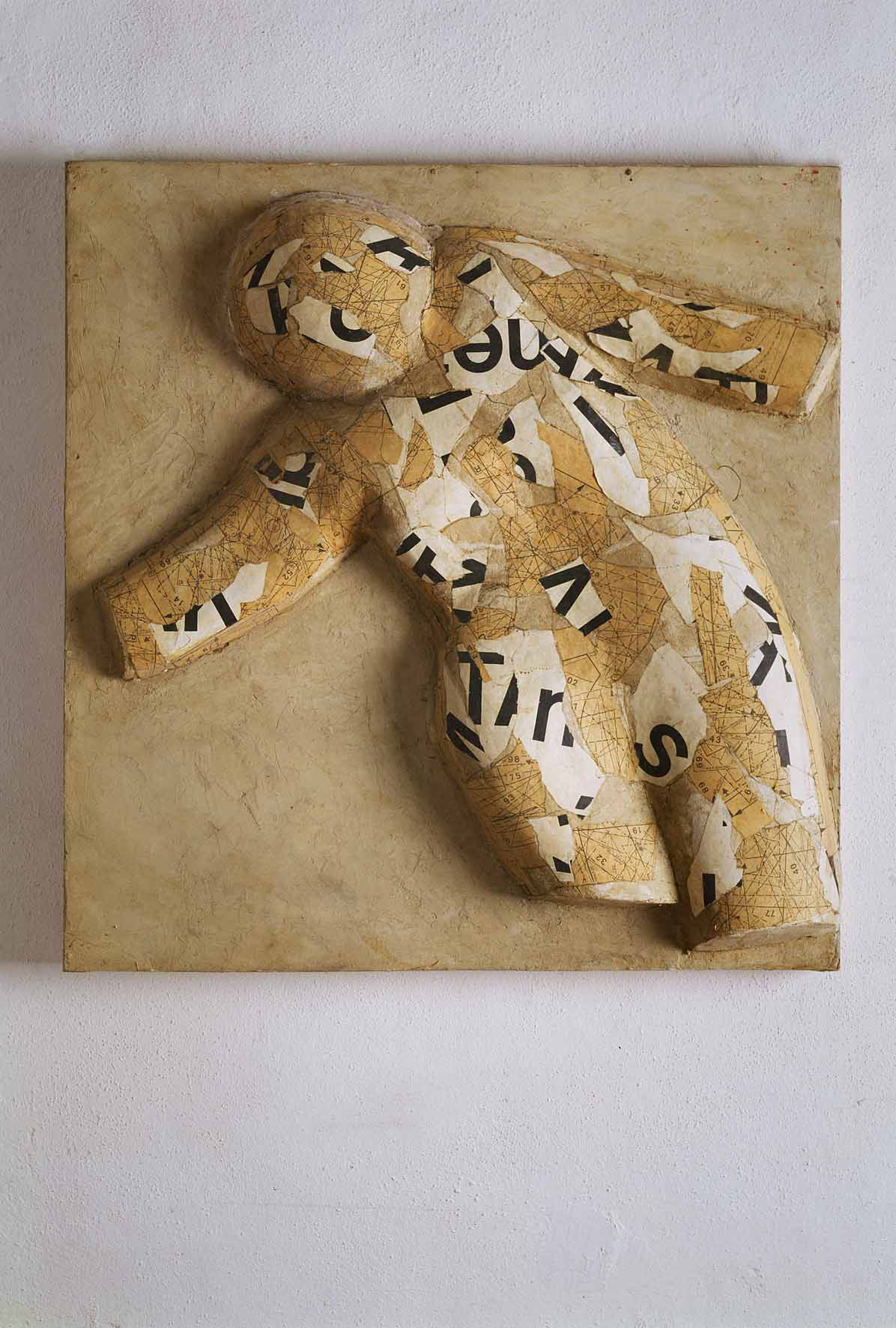
Вклеєне тіло 3 (1972-1974), змішана техніка 63 x 63 см
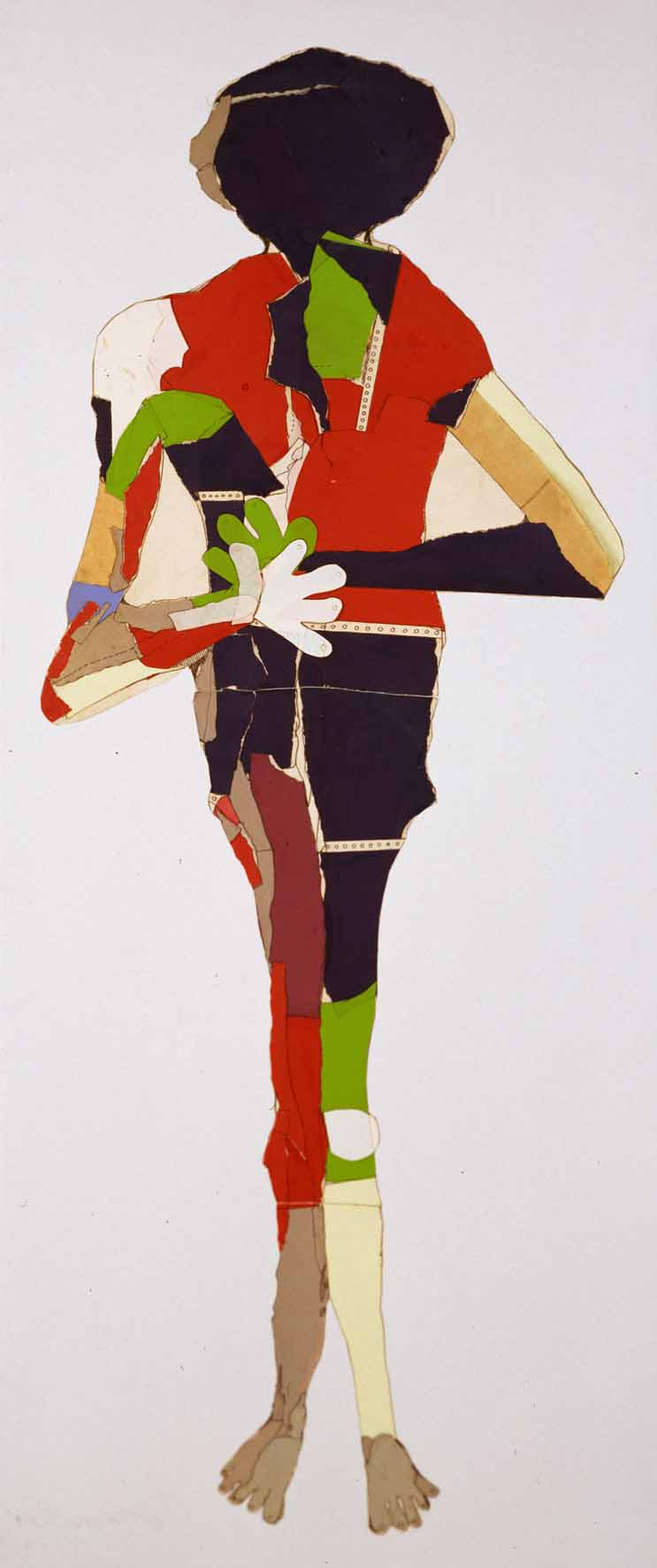
Фігура (1974), колаж на полотні, ч. 220 см
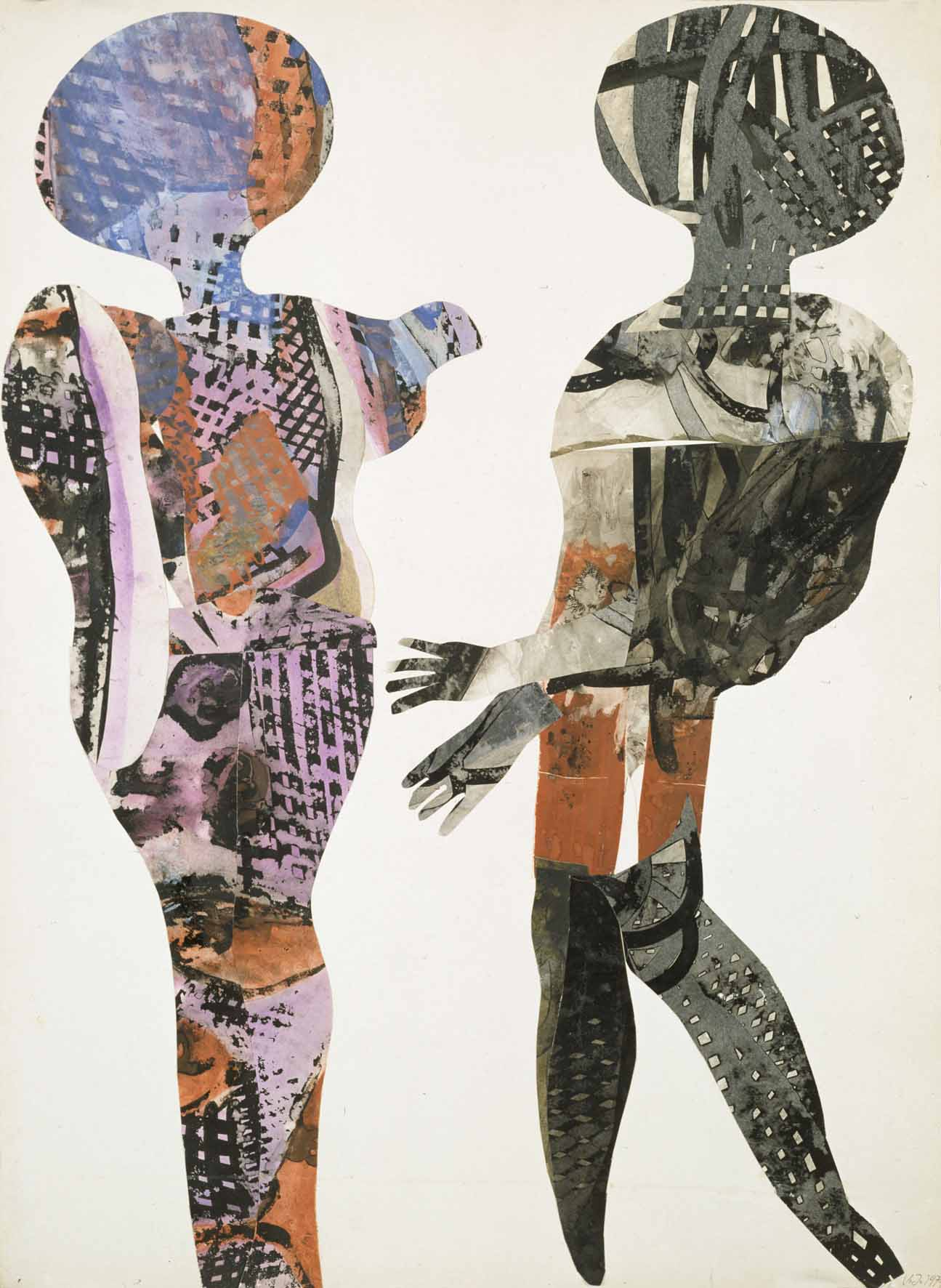
Колаж (1977), 90 х 66 см
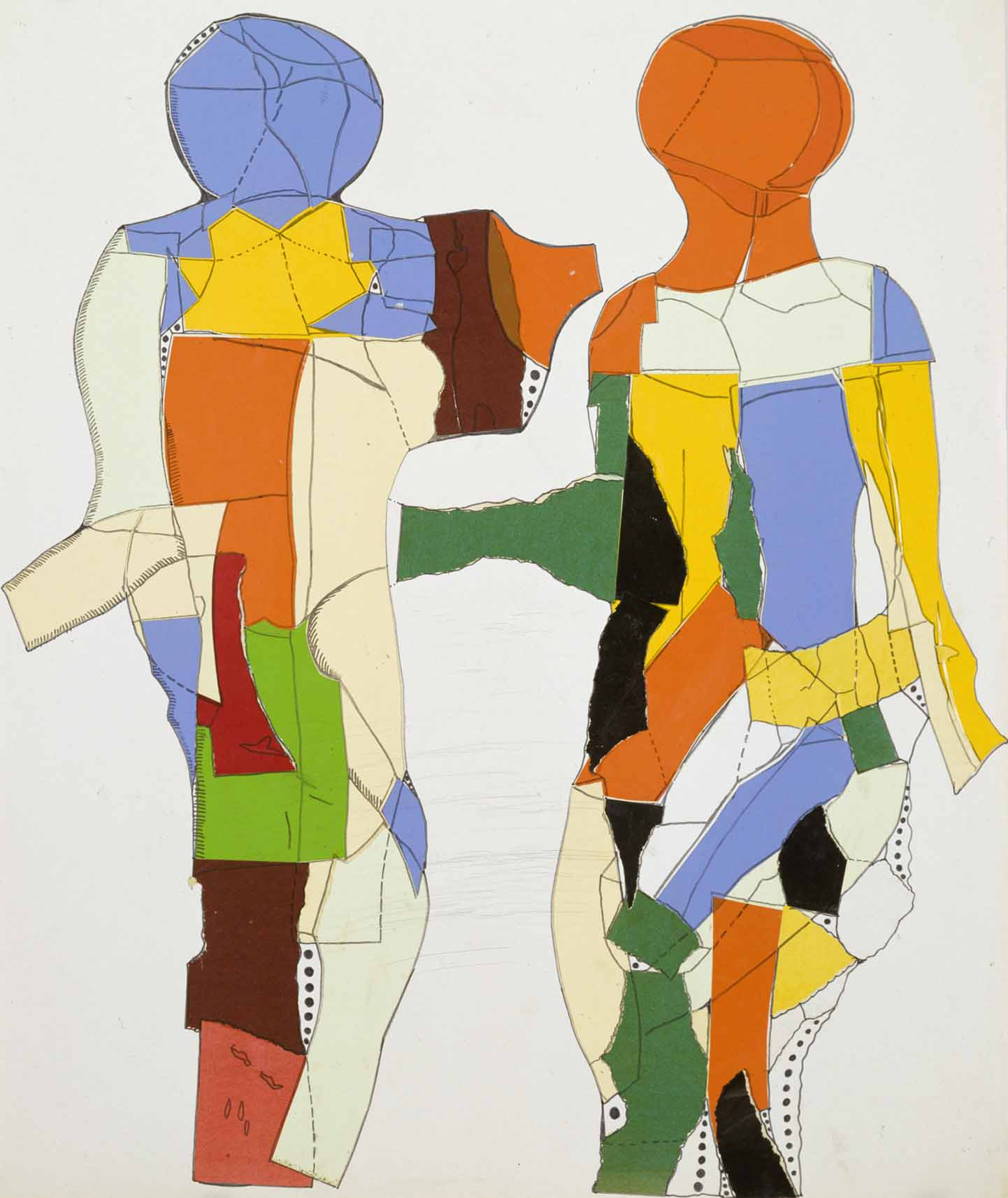
Колаж (1977), 90 х 75 см
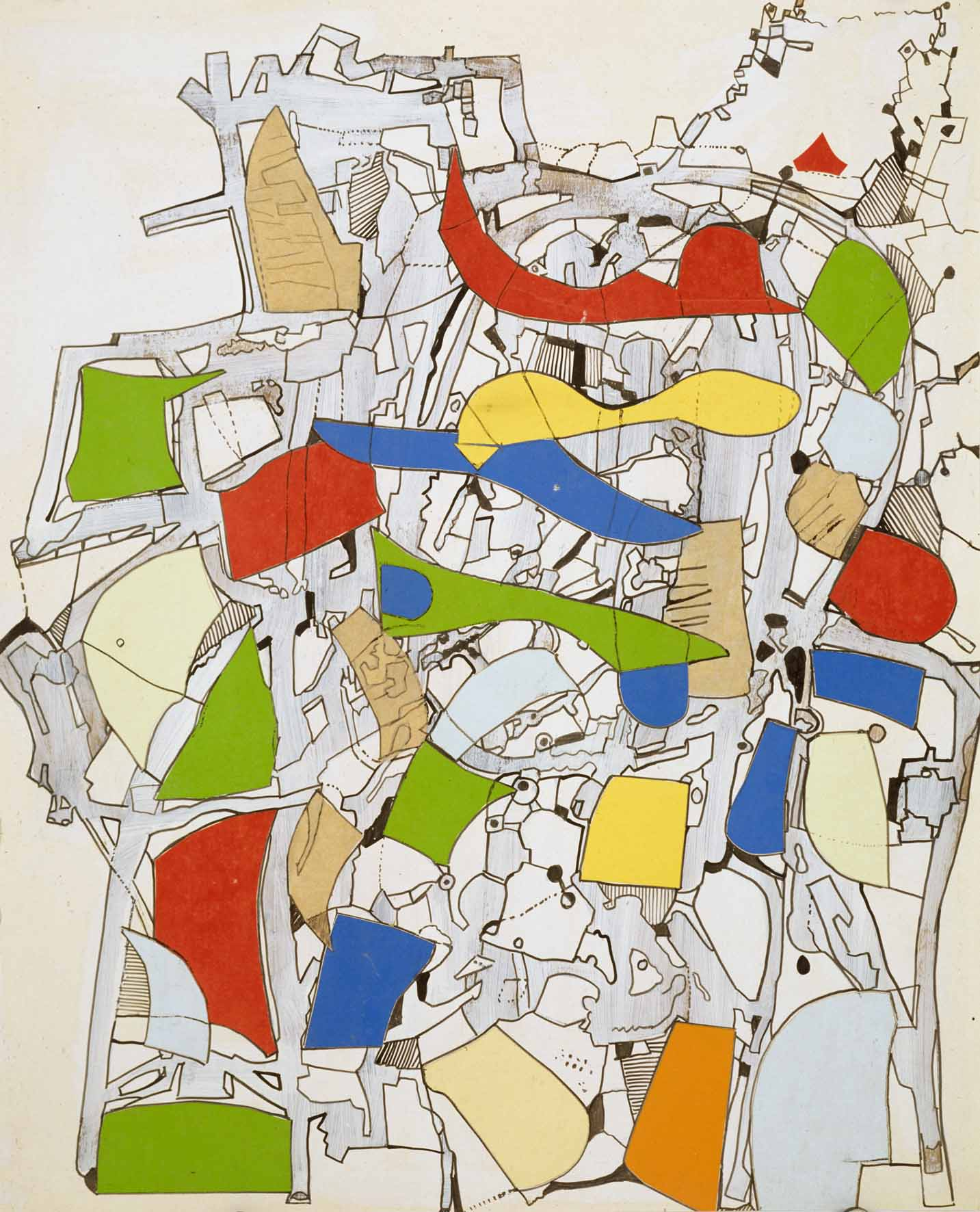
Колаж (1978), 85 х 70 см
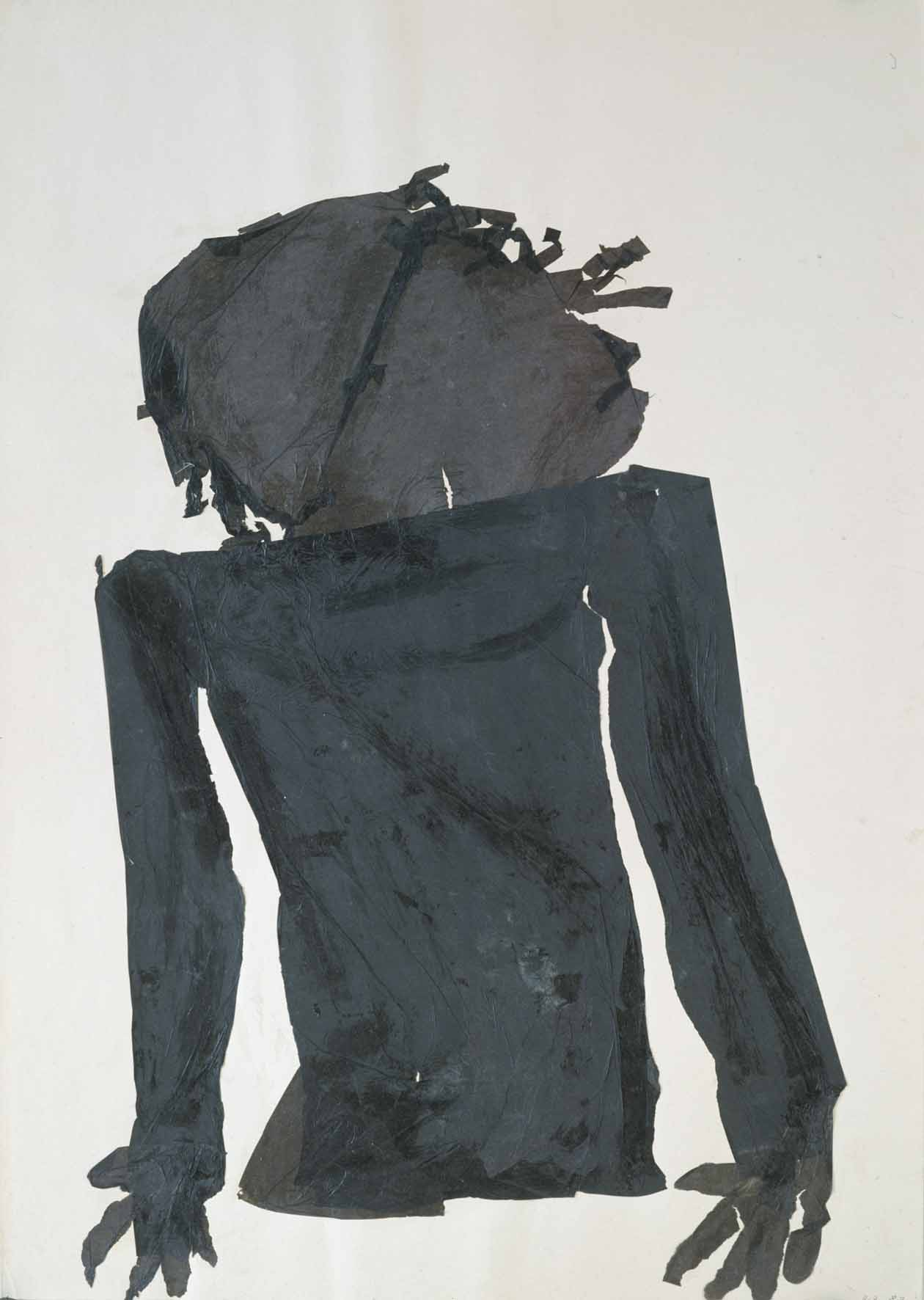
Колаж (1982), 84 х 59 см
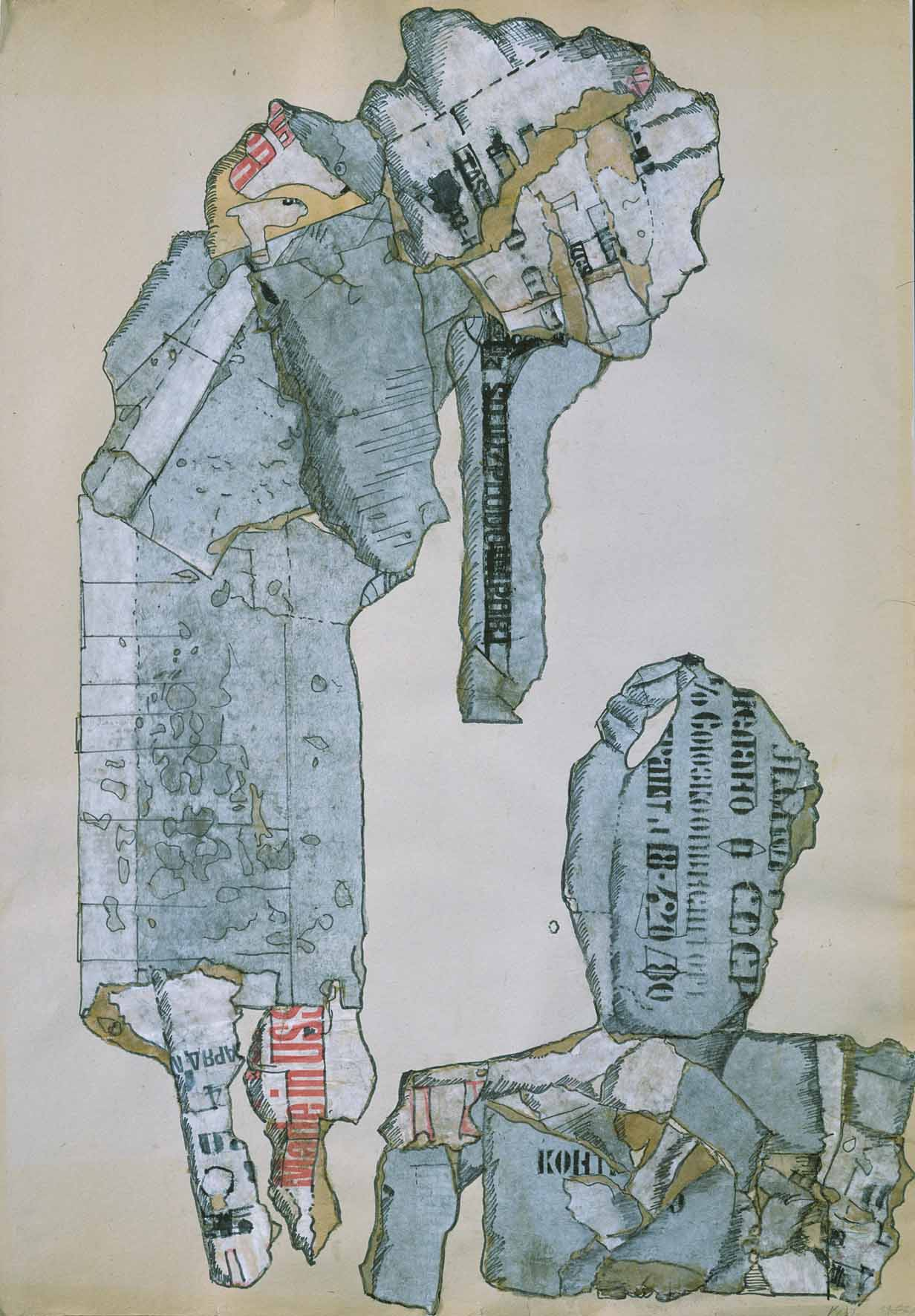
Колаж (1982)
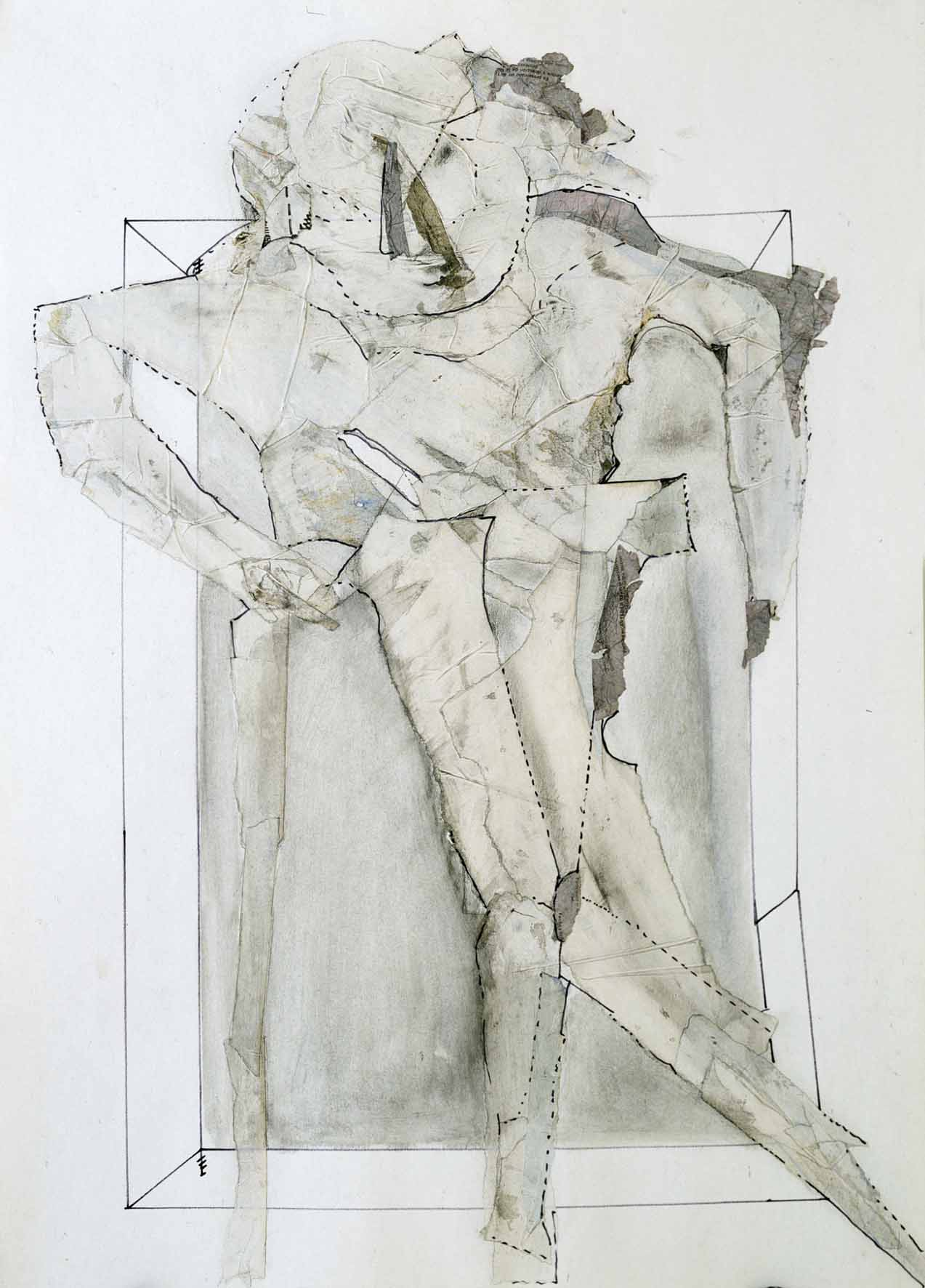
Колаж (1982), 84 х 60 см
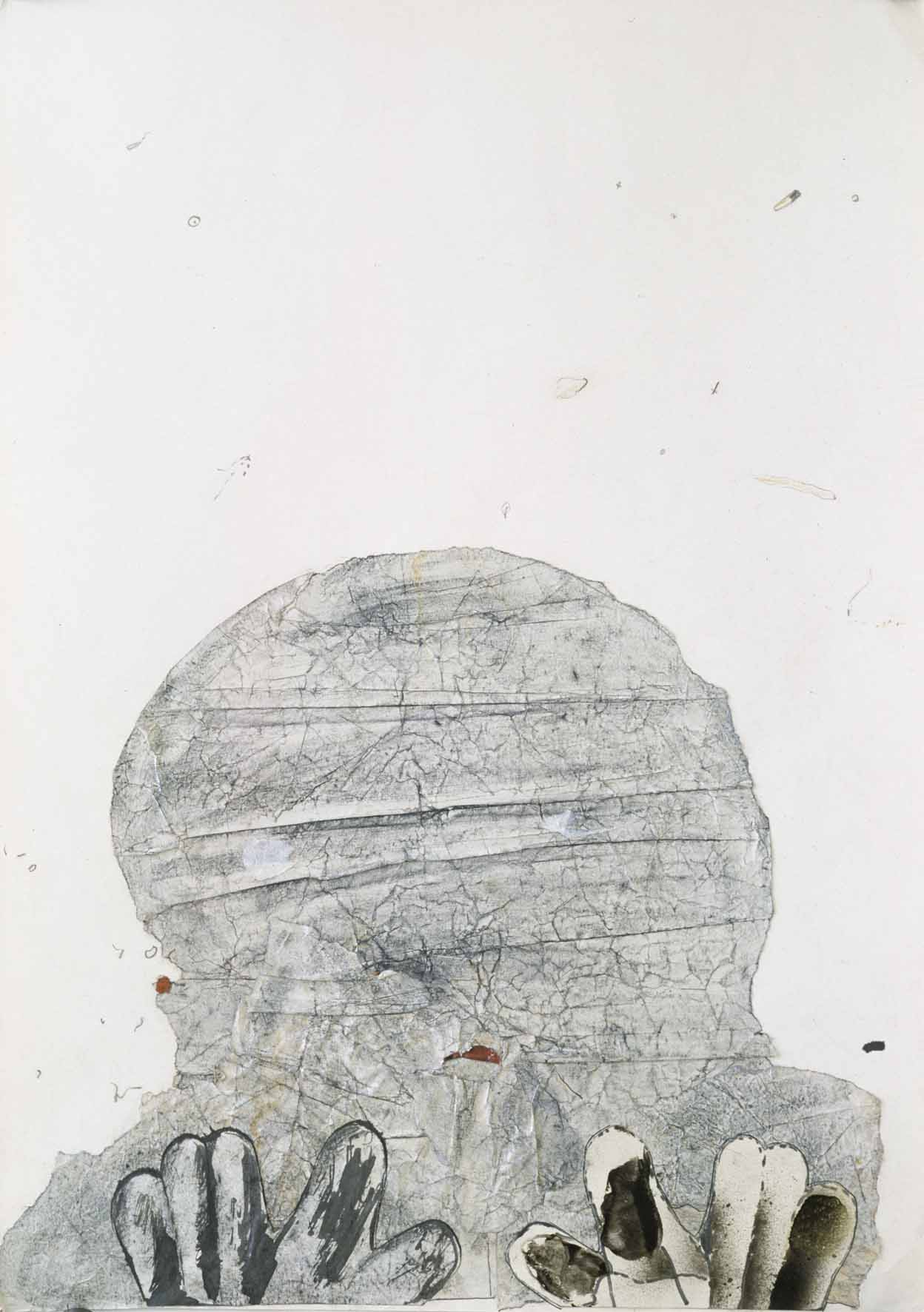
Колаж (1984), 60 х 40 см

Вона шукає натхнення у знайдених матеріалах і покладається на елемент випадковості, але її темою є майже виключно людська історія в її різноманітних формах. Часто це трагікомічні персонажі, які стають своєрідною суспільною мораллю. Для своїх колажів вона використовує аркуші, вирвані з плакатів у Празі або раніше в Парижі, де вона часто стикалася з різкою критикою з боку перехожих, кольорові журнали, старі кравецькі лекала та прозорий цигарковий папір або шкільні дошки та репродукції, що зберігаються на горищі школи у Відоніцах, де подружжя Яноушеків створило свою студію. Більшість її колажів характеризуються сильним кольором, як і її емалеві скульптури, але в особистій кризі після смерті чоловіка вона робила лише похмурі монохромні колажі – сірі тіні (Тінь, 1986). До колишньої колоритності вона повернулася в 1990-х. 

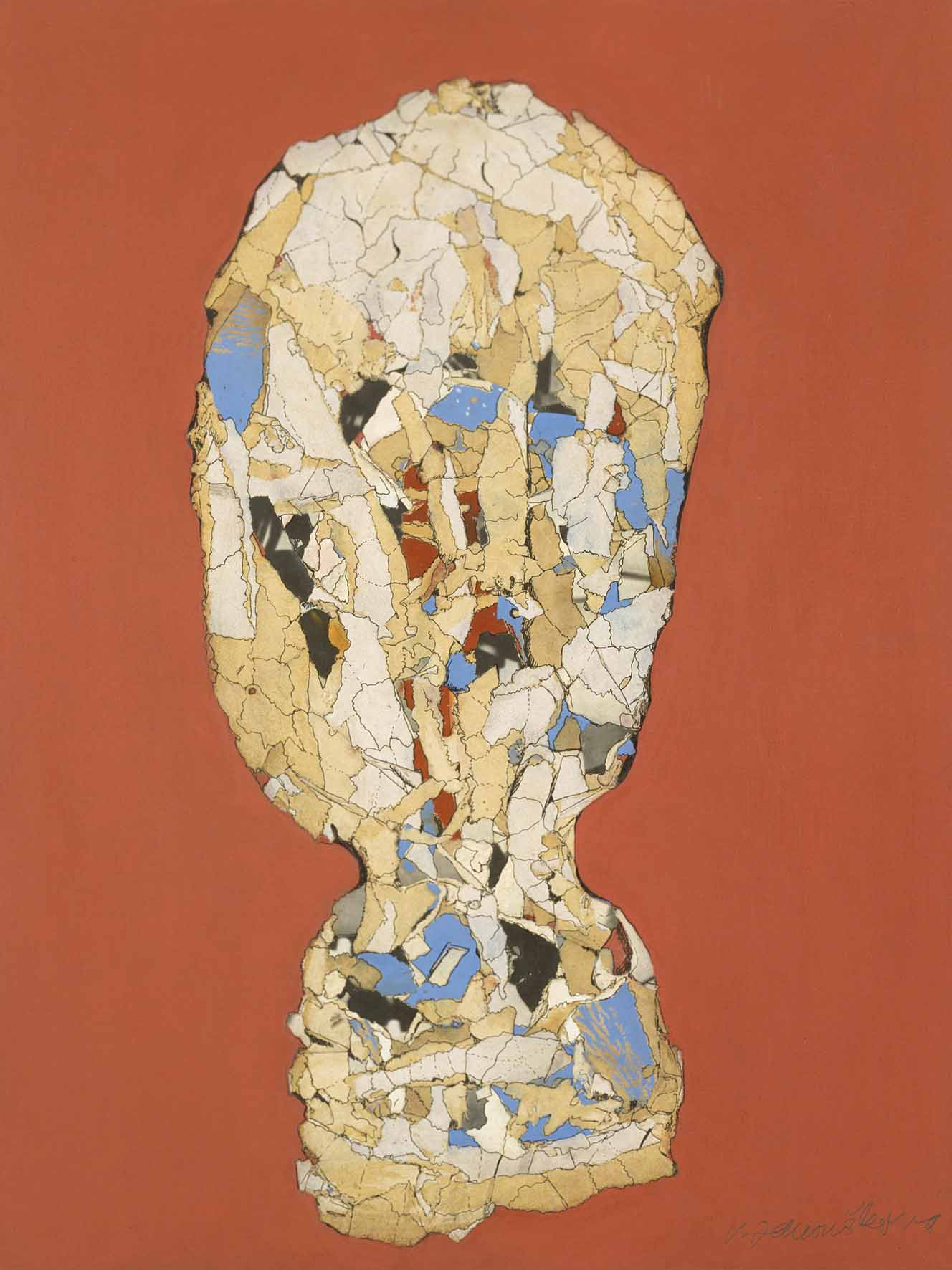
Голова (1962), змішана техніка, 61 х 45
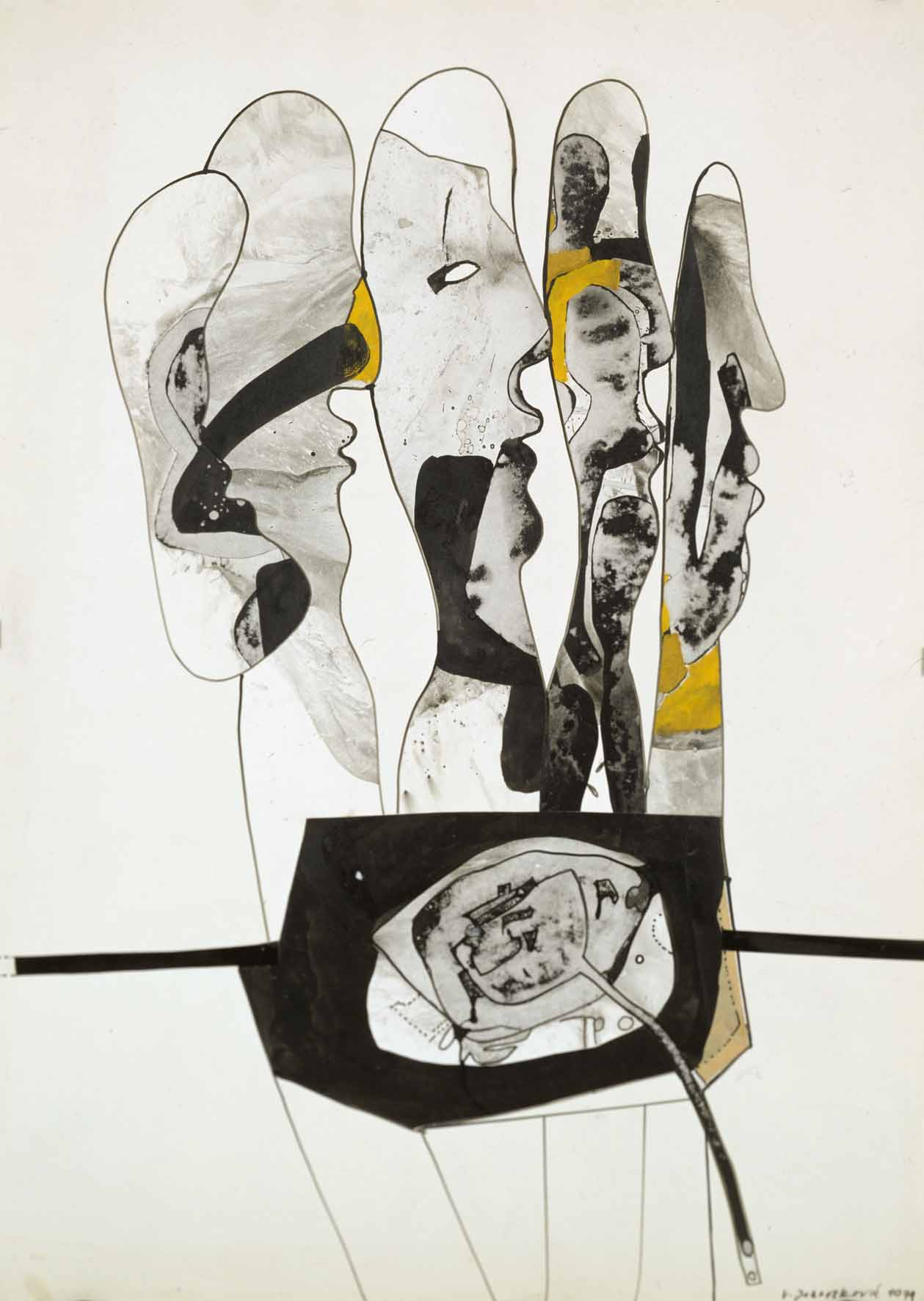
Колаж (1971), 88 х 62 см
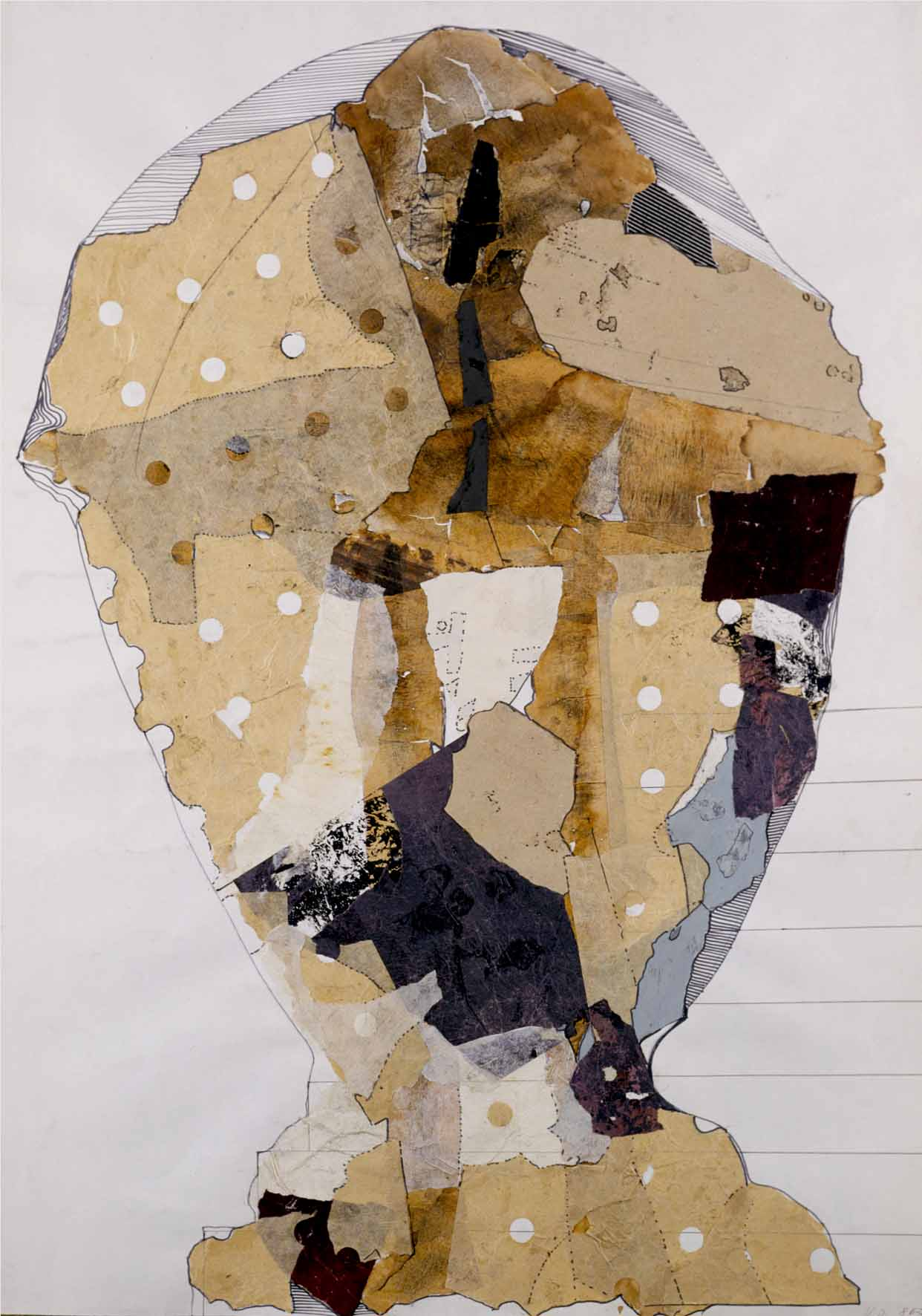
Голова (1986-1987), колаж 88 х 62 см
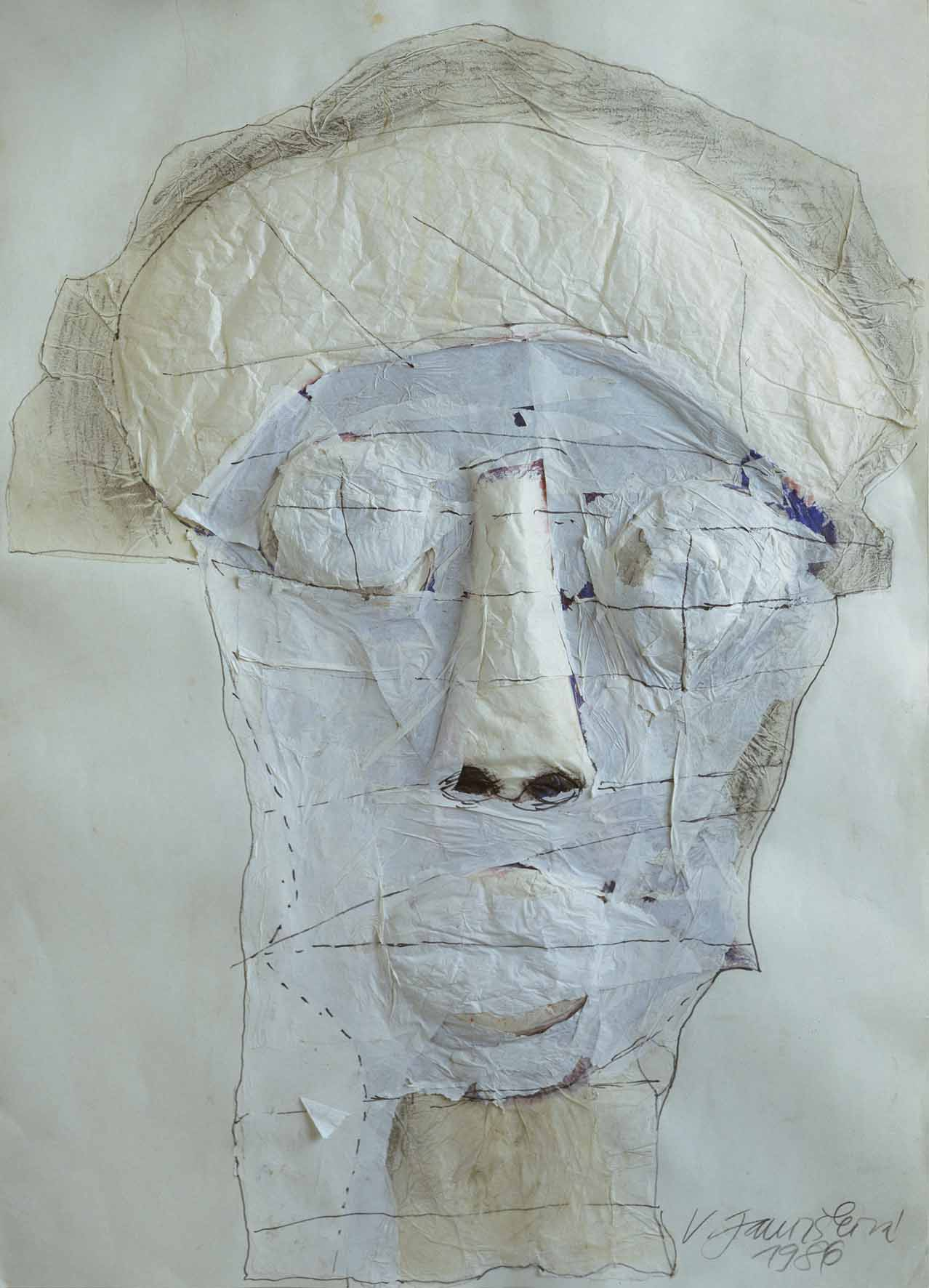
Голова (1986), колаж 60 х 40 см
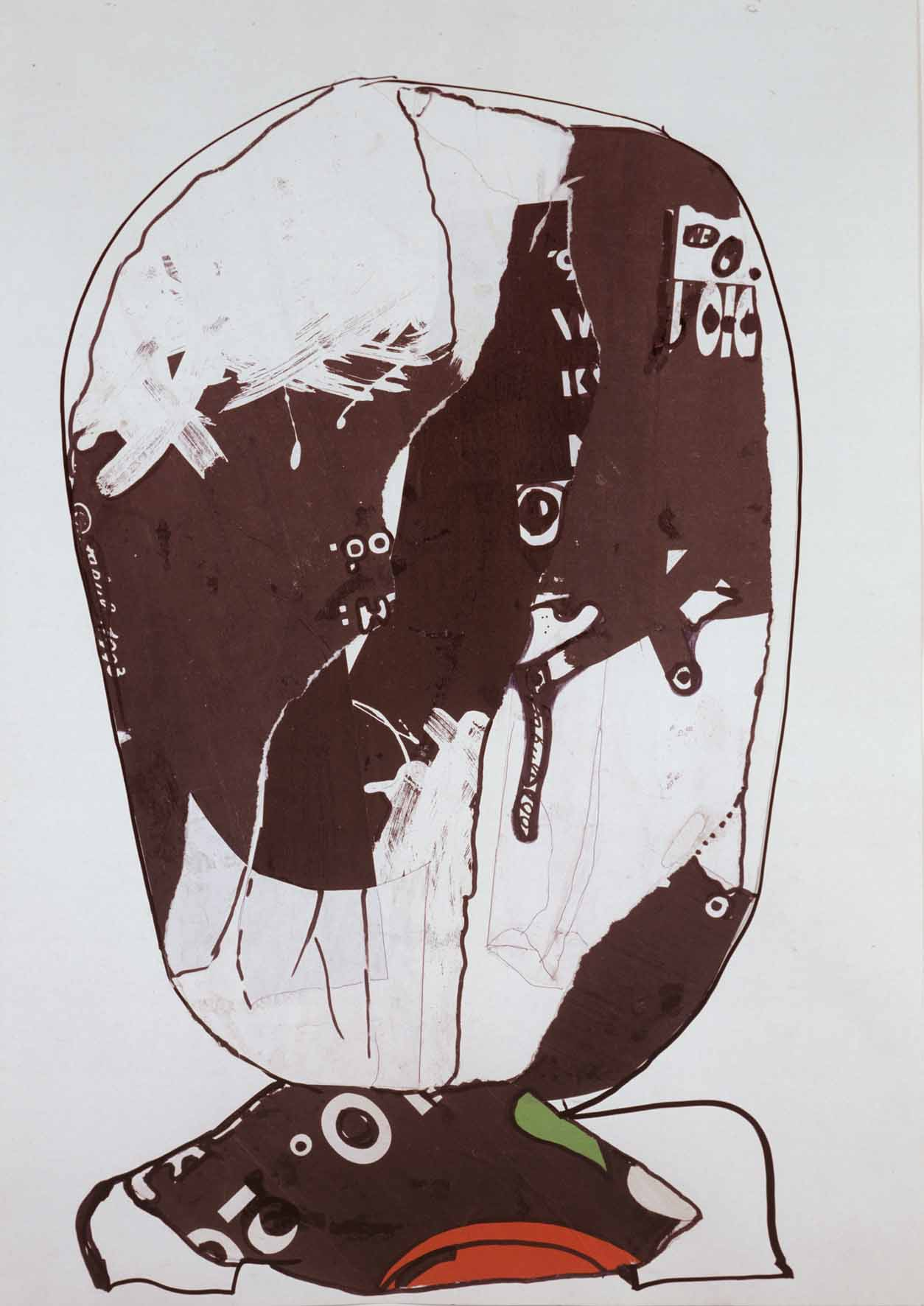
Колаж (1993), 68 х 48 см
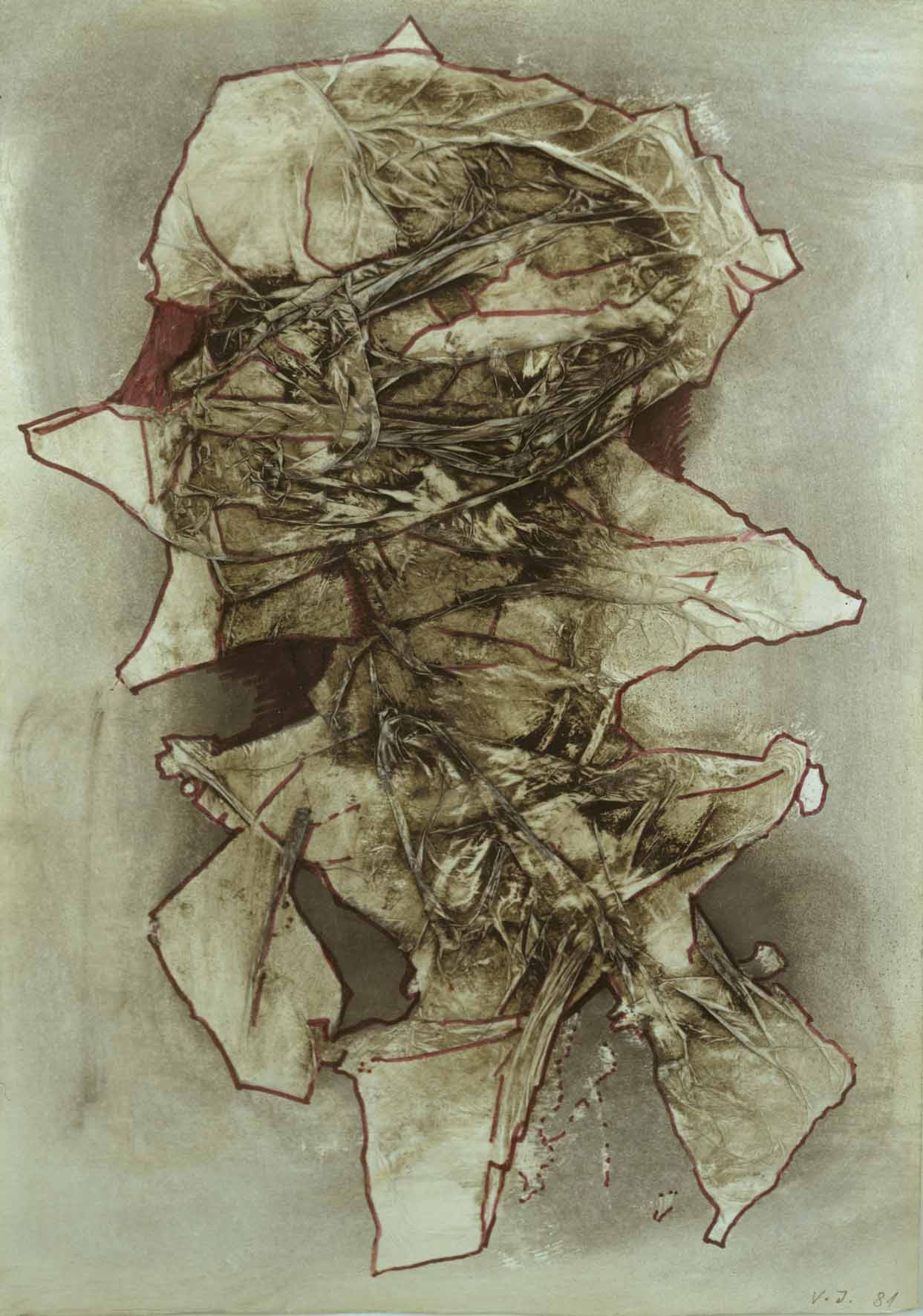
Колаж (1981), 42 х 30 см
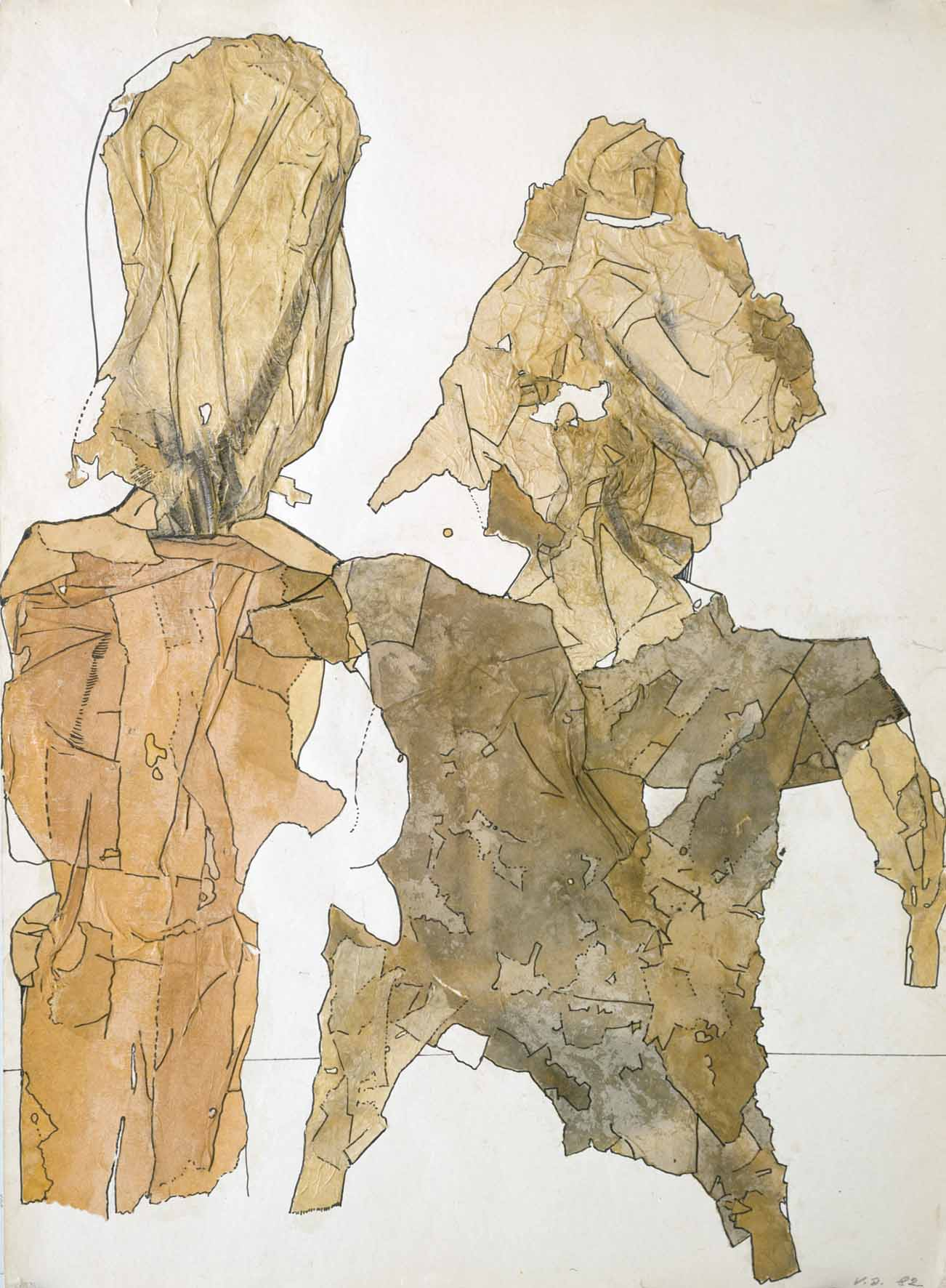
Колаж (1982), 90 х 60 см
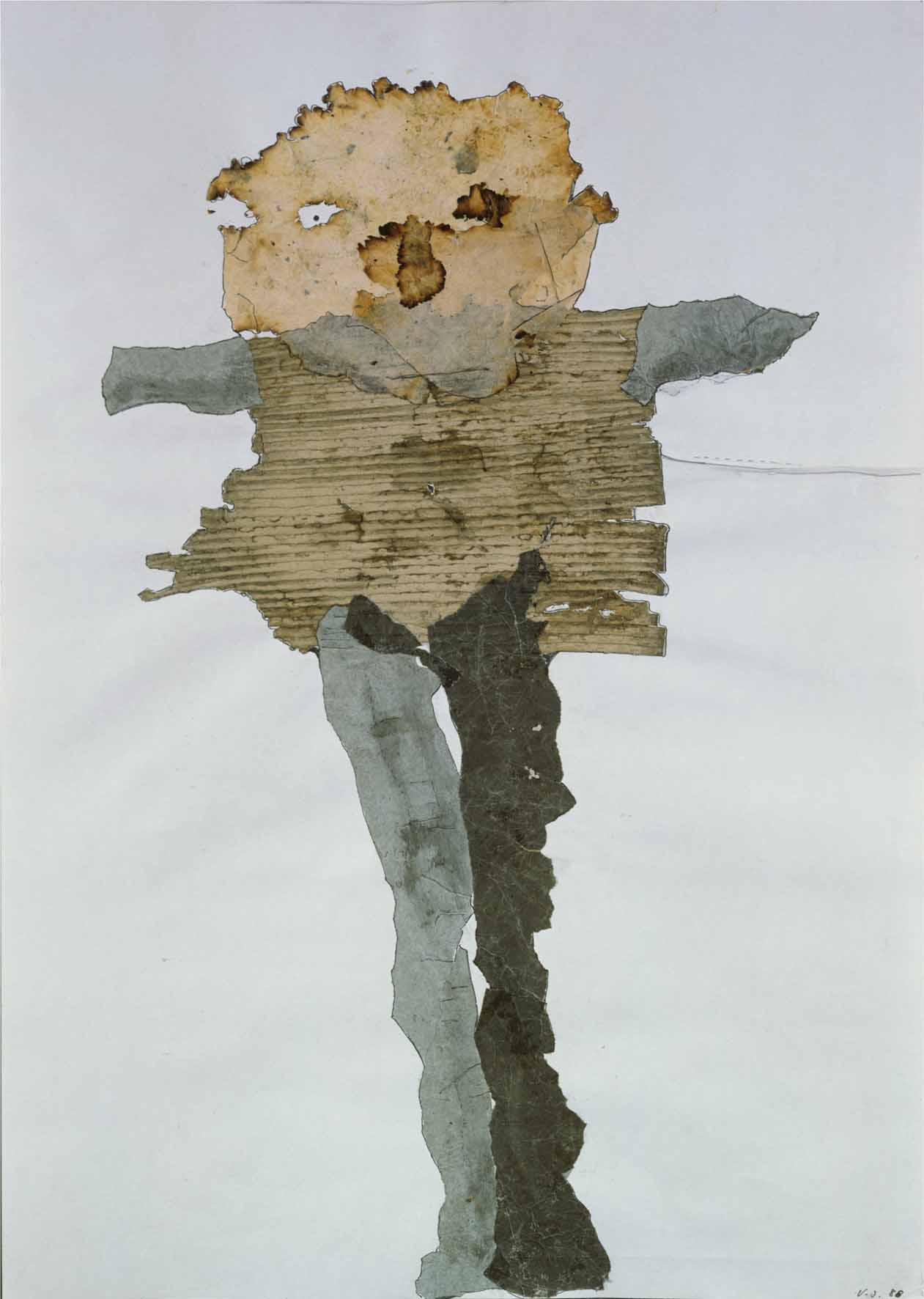
Фігура (1986), колаж з малюнком і випалюванням, 88 х 62 см
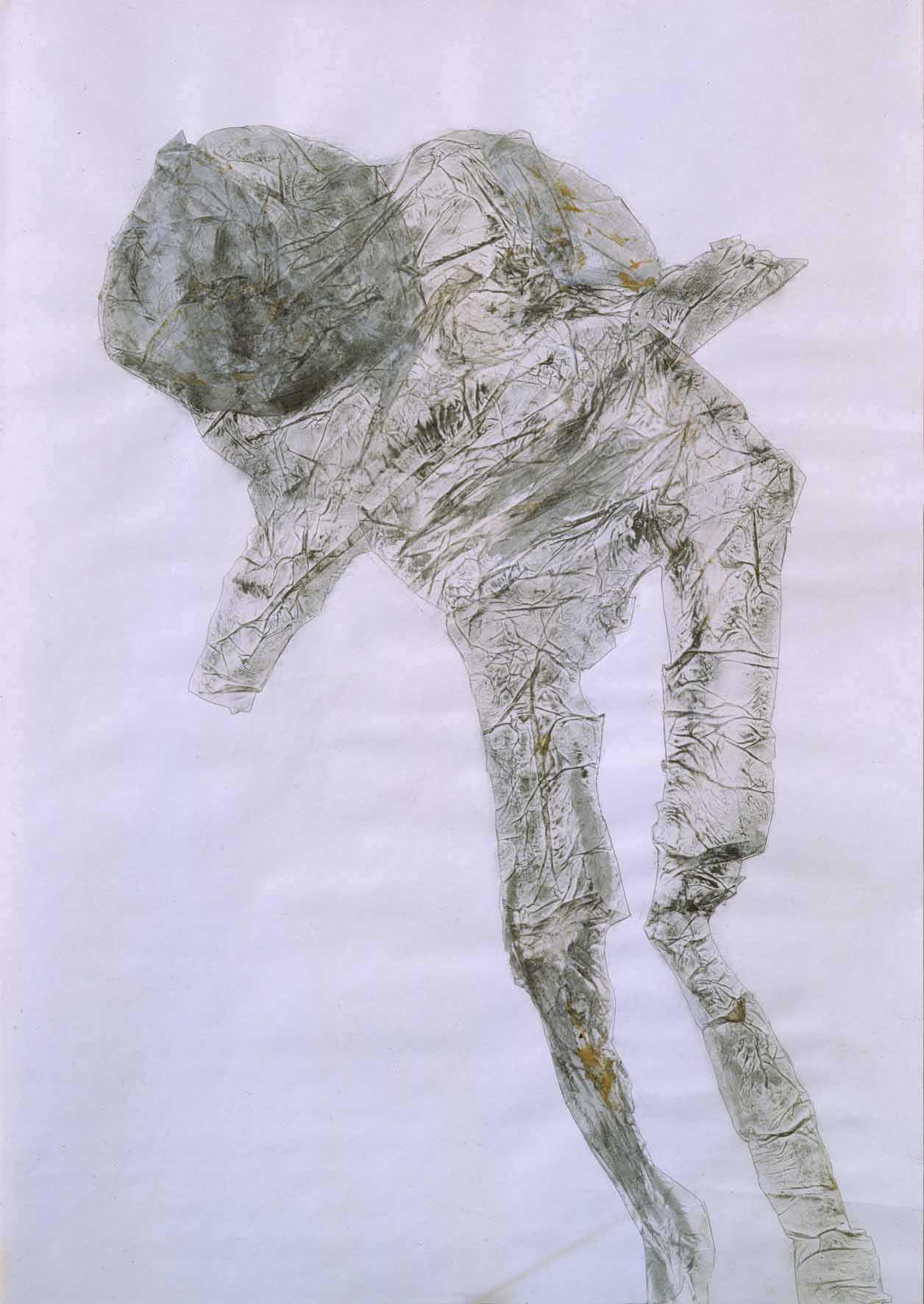
Фігура (1986), колаж із малюнком, цигарковий папір, 88 х 62 см
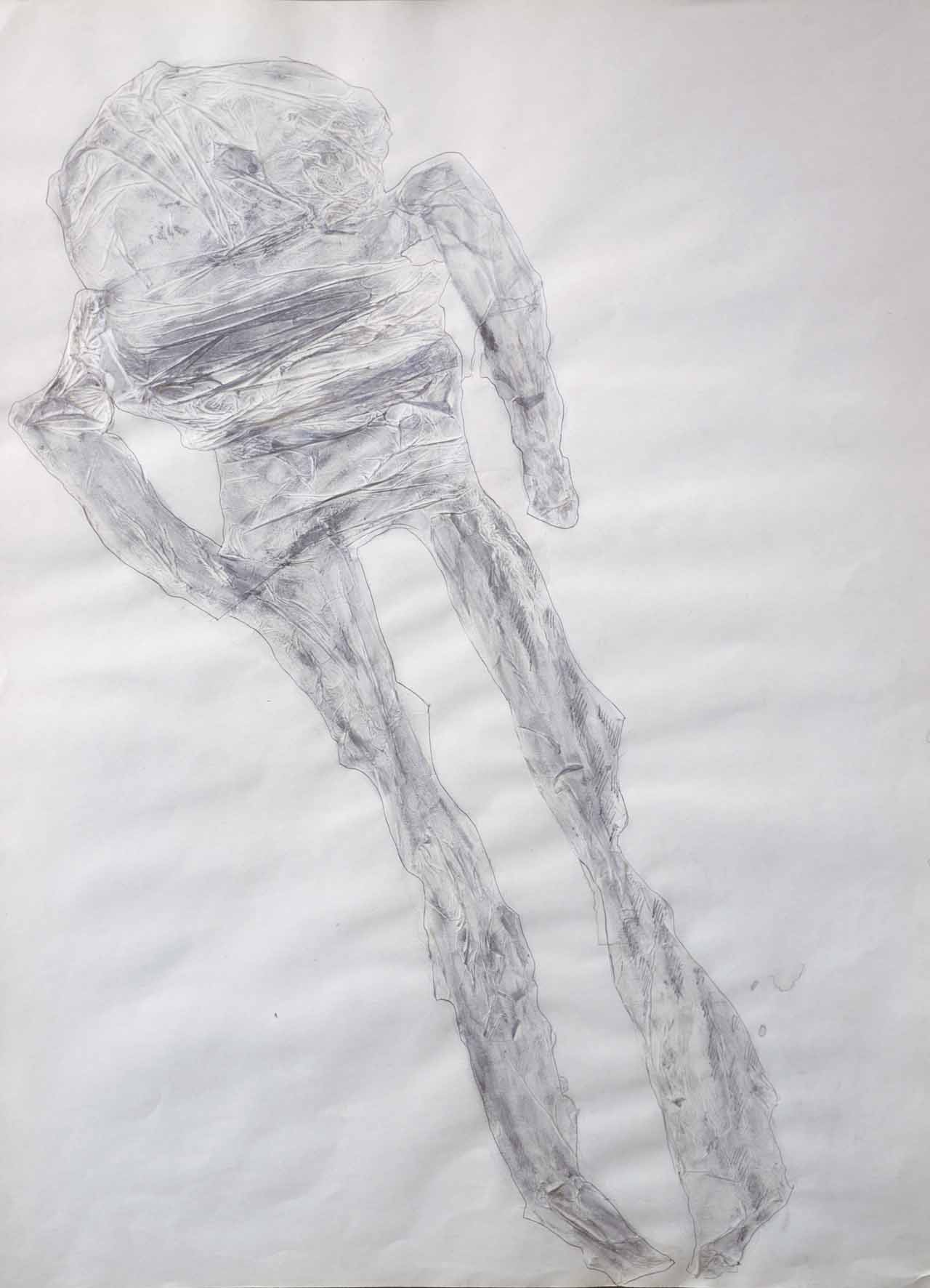
Тінь (1986), колаж 88 х 62 см

Віра Яноушкова створила кілька скульптурних малюнків, а її графічні роботи теж добре відомі.

### Скульптури в публічному просторі

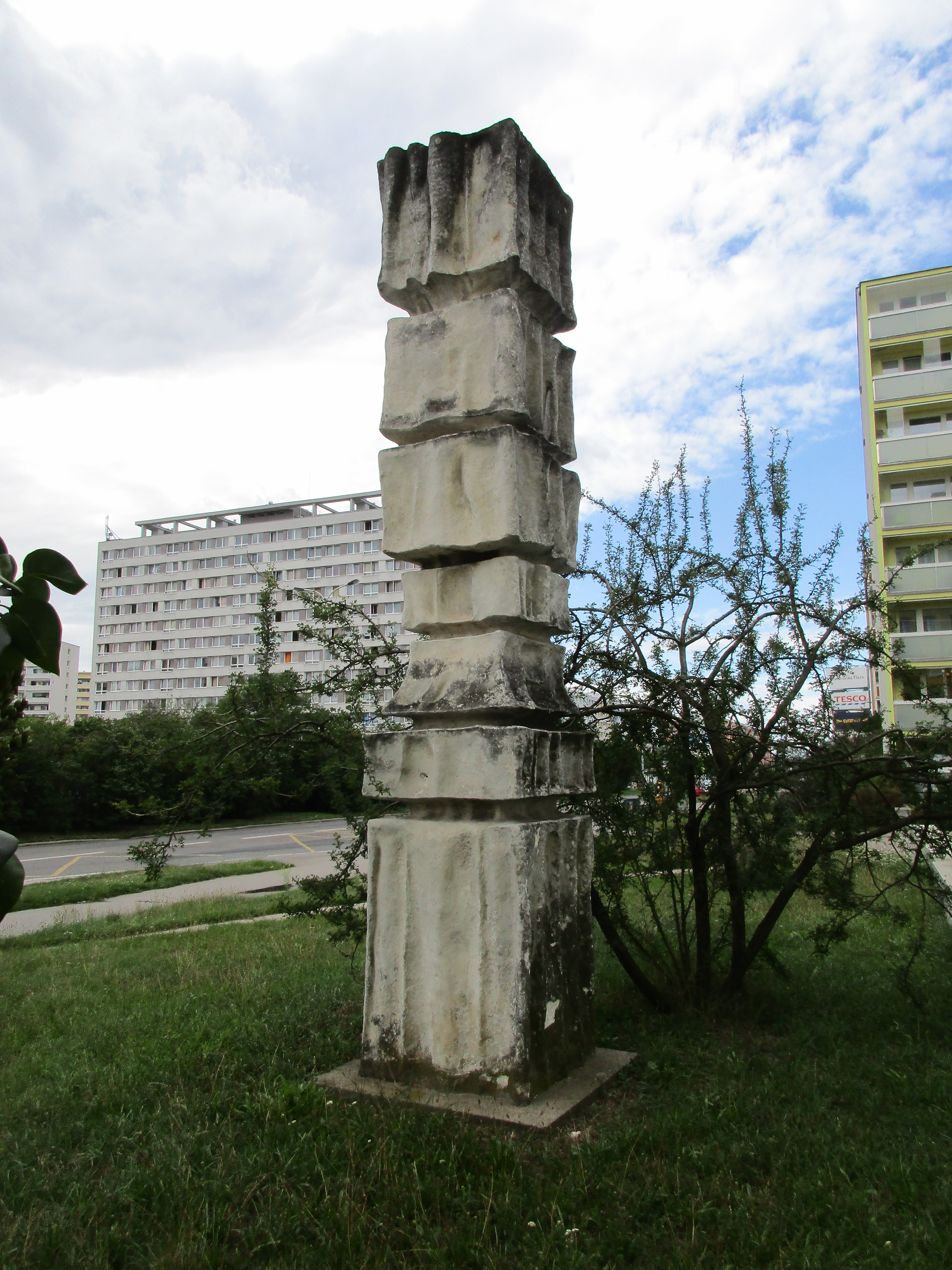
Стовп, Бранік, Прага 4

- Скульптура перед школою в Пршибрамі
- 1969 – Стовп, Прага 4
- Керамічні рельєфи Гірнича промисловість  і курортна промисловість,  Залізнична станція Карвіна
- Фонтан, атріум, будівля колишнього Чемаполя (знищено під час реконструкції)
- 1980 – Crystal, Прага 11, Háje, видалено в 2010

### Колекції
- Національна галерея Праги
- Моравська галерея в Брно
- Офіс президента
- Музей Кампа
- Празька міська галерея
- Чеський музей образотворчого мистецтва в Празі, нині Галерея Центральночеського краю Кутна Гора
- Карлів університет
- Художній музей в Оломоуці
- Музей мистецтва та дизайну в Бенешові
- Південночеська галерея Алеша в Глубоці над Влтавою
- Галерея образотворчого мистецтва в Остраві
- Художня галерея в Карлових Варах
- Галерея сучасного мистецтва в Рудніце-над-Лабем
- Галерея сучасного мистецтва в Градец Кралове
- Регіональна галерея в Ліберці
- Північночеська галерея образотворчого мистецтва в Літомержіце
- Східночеська галерея в Пардубіце
- Klatovy / Klenová Gallery
- Регіональна галерея високогір'я в Їглаві
- Приватні колекції в країні та за кордоном.

### Виставки (вибірка)

#### Авторські

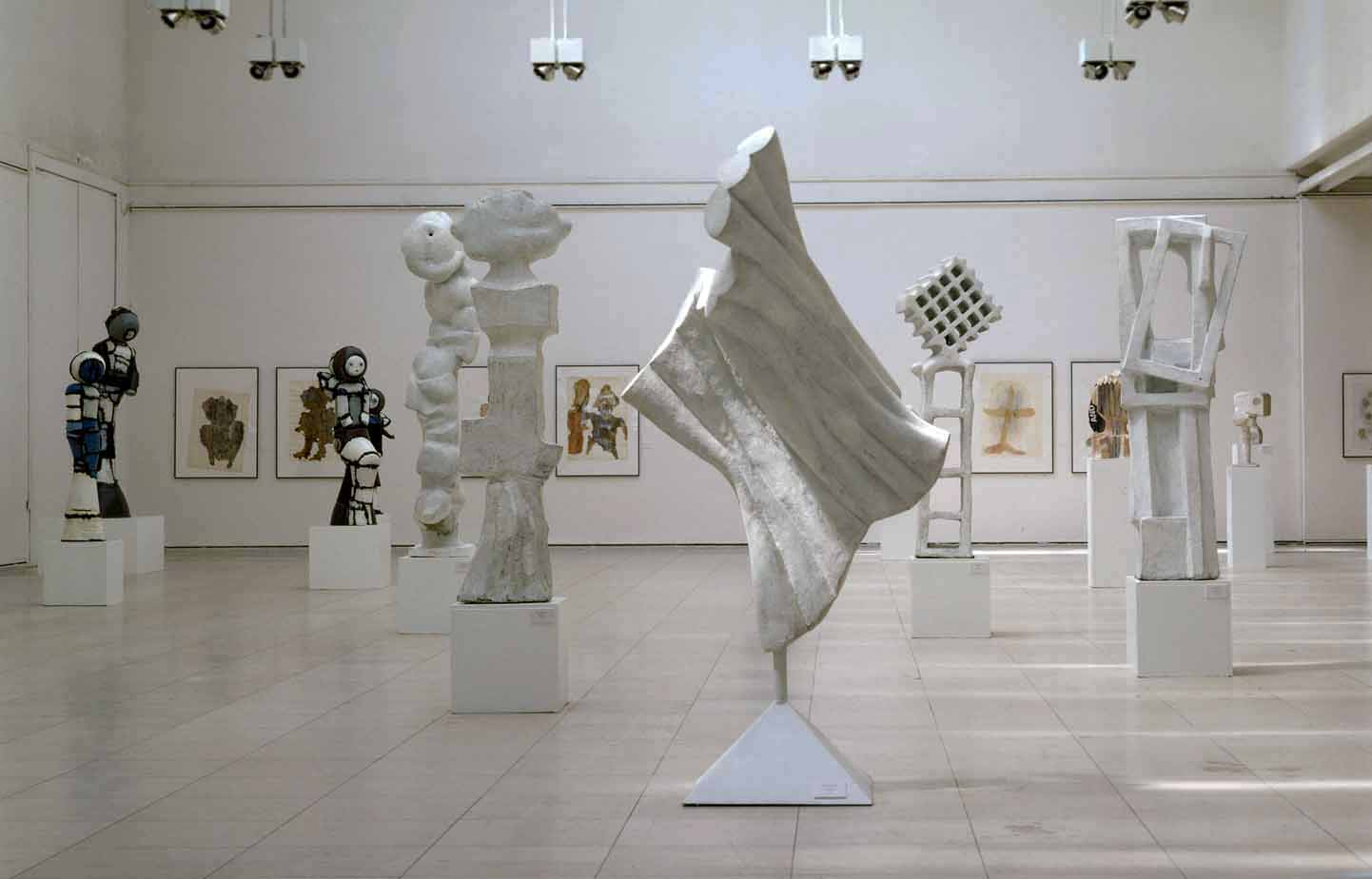
Погляд на виставку Віри Яноушкової, Галерея Манес, Прага 2002

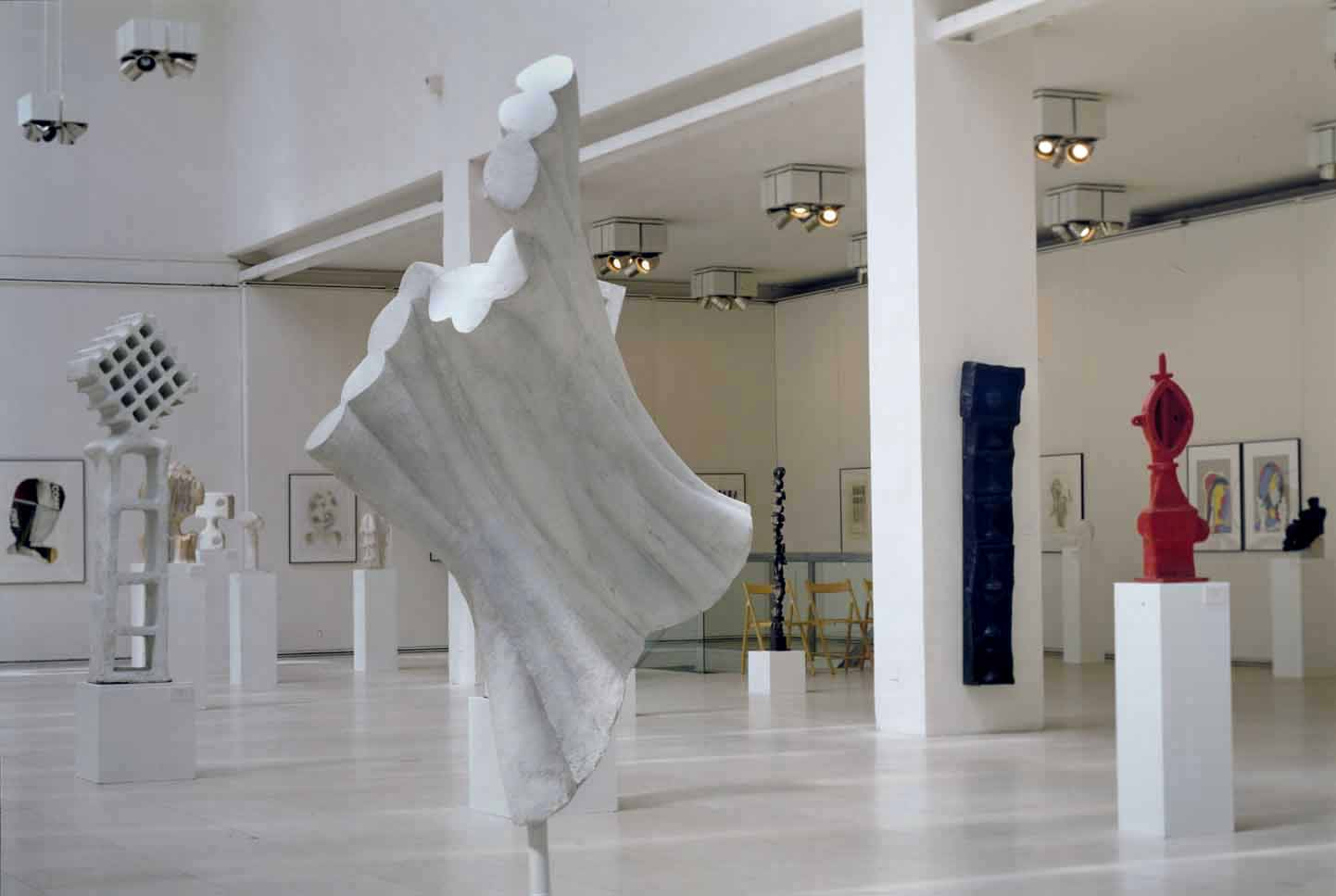
Погляд на виставку Вери Яноушкової, галерея Манес, Прага 2002 (2)

- 1960 – Plastiky / Sculptures, Síň Lidové demokracie Prague (разом з А. Шимотовою )
- 1965 – Intuice a řád / Інтуїція та порядок, Галерея Вацлава Шпали, Прага
- 1967 – Věra Janoušková, Vladimir Janoušek : Sochy / Sculptures, Regional Gallery in Liberec (єдина спільна виставка подружжя Яноушеків)
- 1982 – Koláže, smalty / Колажі, емалі, Виставковий зал на горищі та Театр Тешин, Чеський Тешін (виставка 60-річчя)
- 1992 – Koláže, plastiky / Колажі, скульптури, галерея Gerulata, Братислава
- 1992 – Sochy a koláže z let 1960/1992 / Скульптури та колажі 1960/1992 років, Національна галерея Праги
- 1995/96 – Osinky, smalty, koláže / Азбестоцементи, Емалі, Колажі, Галерея образотворчого мистецтва Карлові Вари, Північночеська галерея в Літомержіце, Східночеська галерея Пардубіце, Регіональна галерея Їглава Стодола Чеський Крумлов, Galerie U Bílého jednorožce,  Klatovy, Galerie ve věži, Planá
- 1998 – Plastiky a koláže / Скульптури та колажі, Synagoga, Granice, Egon Schiele Art Center Český Krumlov
- 2001 – Ретроспектива, Egon Schiele Art Center, Чеський Крумлов
- 2002 – Tvorba z let 1954–2000, Plastiky, reliéfy, koláže / Роботи з 1954 по 2000 рік, скульптури, рельєфи, колажі, галерея Trigon, Пльзень
- 2002 – Výběr z díla 1948–2002 / Вибрані твори 1948–2002, Манес, Прага
- 2002 – Věra Janoušková: Koláže a smalty / Колажі та емалі, Палата депутатів Чеської Республіки
- 2002 – Сочі / Скульптури, виставковий зал Sokolská 26, Острава
- 2007 – Nové koláže / Нові колажі, Galerie U Bílého jednorožce, Клатови
- 2010 – Věra Janoušková, Vladimir Janoušek: Odkaz / Legacy, Замок Небіловий
- 2011 – Věra Janoušková: Intuice a řád / Інтуїція та порядок, Museum Kampa, Прага

#### Колективний
- 1950, 1953 – Members' Exhibition Umělecká beseda, Prague
- 1965 – Nuove realta nell´arte della Cecoslovacchia contemporanea, Sampierdarena, Genova
- 1965 – Objekt / Object, Václav Špála Gallery, Prague
- 1965 – La transfiguration de l'art tchéque: Peinture – sculpture – verre – collages, Liège
- 1966 – Aktuální tendence českého umění. Obrazy, sochy, grafika / Current trends in Czech art. Paintings, sculptures, graphics, Prague, Berlin, Liège
- 1966 – Tschechoslowakische Kunst der Gegenwart, Akademie der Künste, Berlin
- 1967 – Mostra d'arte contemporanea cecoslovacca, Torino, Haag, Middelheim, Montréal
- 1967 – Expo 67 Montréal
- 1968 – Sculpture tchècoslovaque de Myslbek à nos jours, Musée Rodin (Hôtel Biron), Paris
- 1969 – New Figuration, Mánes, Prague
- 1970 – Sodobna češkoslovaška umetnost, Ljubljana, Piran, Zagreb
- 1970 – Tschechische Skulptur des 20. Jahrhunderts, von Myslbek bis zur Gegenwart, Berlin
- 1984 – Papier wird Kunst, Zeitgenössische Kunst der ČSSR, Galerie Dialog e. V., Berlin
- 1989 – Czech Sculpture 1948–1988, Regional Museum of Local History, Olomouc
- 1990 – Nová skupina: Členská výstava / New Group: Members' Exhibition, Municipal Library, Prague, House of Art in Opava
- 1991 – Tradition und Avantgarde in Prag, Osnabrück, Bonn
- 1993–2003 – Minisalon, Mons, Hollywood, Cincinnati, New York City, Indianapolis, Rapids, Albuquerque, Chicago, Columbia, Nord Dartmouth, St. Petersburg, Fort Myers, Prague, Brussels, Jakarta, Ubud, Surabaja, Paris
- 1993/94 – New Figuration, North Bohemian Gallery Litoměřice, East Bohemian Gallery Pardubice, Moravian Gallery in Brno, House of Art Opava, Regional Gallery of Highlands Jihlava
- 1994 – Foci of Rebirth, Municipal Library, Prague
- 1997 – Czech Collage, Kinsky Palace, Prague
- 1999 – Umění zrychleného času. Česká výtvarná scéna 1958–1968 / The Art of Accelerated Time. Czech Art Scene 1958–1968, Prague
- 2004/2006 – Šedesátá / The sixties, From the collection of Zlatá husa Gallery, House of Art Brno, Gallery of Art Karlovy Vary
- 2008 – 3 Female Sculptors (Janoušková, Kmentová, Szapocznikow), Queen Anne's Summer Palace, Prague
- 2017 – Generation One: The First Generation of Czech Postmodernism, Castle Brewery Litomyšl

### Каталоги
- Їржі Шетлік: Адріена Шимотова, Pastely a tempery / Pastels and Temperas, Věra Janoušková, Sochy / Sculptures (cat. 12 p.), SČVU Prague 1960
- Jindřich Chalupecký: Věra Janoušková – Intuice a řád / Intuition and Order, (cat. 12 p.), SČSVU Prague 1965
- Людмила Вахтова: Вера Яноушкова – Сочі / Скульптури (кат. 22 с.), Прага 1967
- Jaromír Zemina: Věra Janoušková, (кат. 20 с.), Český Těšín 1982
- Jiří Šetlík: Svět sochařky Věry Janouškové / Світ скульптора Věra Janoušková, 1984, самвидав
- Jiří Šetlík: Věra Janoušková – Hlavy a těla / Голови та тіла, ÚMCH, Прага, 1986
- Mahulena Nešlehová: Věra Janoušková – Kresby a koláže / Малюнки та колажі, Брно 1986
- Marcela Pánková: Věra Janoušková – Smalty / Enamels, ÚKDŽ, Прага 1987
- Ivo Janoušek: Věra Janoušková, KS Opatov, Прага 1987
- Mahulena Nešlehová: Věra Janoušková, OKVS Atrium, Прага 1988
- Václav Erben: Věra Janoušková – Sochy a koláže z let 1960/1992 / Скульптури та колажі 1960/1992 (кат. 36 с.), Національна галерея Прага 1992
- Marcela Pánková: Věra Janoušková – Škvárovky a koláže / Шлакові скульптури та колажі, галерея Pallas, Прага 1993
- Йозеф Главачек: Věra Janoušková – Rané koláže a plastiky / Ранні колажі та скульптури, Галерея 60/70, Прага 1993
- Václav Erben: Věra Janoušková, Caesar Gallery, Оломоуц 1993
- Jaromír Zemina: Věra Janoušková – Osinky, smalty, koláže / Азбестоцементи, емалі та колажі (кат. 64 стор.), GU Карлові Вари 1995ISBN 80-85014-23-8
- Jindřich Chalupecký et al., Věra Janoušková, Aspekt Gallery, (кат., 40 с.), 1998
- Jaromír Zemina: Věra Janoušková – Plastiky a koláže / Скульптури та колажі, Галерея Синагога, Граніце 1998
- Jaromír Zemina: Věra Janoušková – Smalty a koláže / Емалі та колажі, Міський музей у Новій Паці 1998
- Miloslav Chlupáč et al., Věra Janoušková – Retrospektiva / Retrospectiva (cat. 92 p.), Egon Schiele Art Center, Český Krumlov 2001
- Jaromír Zemina: Věra Janoušková – Já to dělám takhle / Я роблю це так (162 стор., cs., en.), Torst, Прага 2001ISBN 80-7215-162-2
- Мілан Вебер: Вера Яноушкова, Виставковий зал Sokolská 26, Острава 2002
- Řeháková N (ed.), Věra Janoušková, Vladimir Janoušek: Výběr z díla / Вибрані праці, (кат. 80 с.), Західночеський університет у Пльзені 2004,ISBN 80-86415-27-9
- Machalický J., Šašek J., Věra Janoušková: Intuice a řád / Intuition and Order (cat. 6 p.), Museum Kampa, Прага 2011
- Olga Malá, Věra Janoušková: Šedá figura II / Gray Figure II, (кат. 12 с.), Празька міська галерея 2017

### Збірні каталоги
- Tvůrčí skupina / Творча група UB 12 (кат. Шетлік Я., 16 с.), 1962 р.
- УБ 12 (кат. Земіна Я., 6 с.), 1964
- Aktuální tendence českého umění / Актуальні тенденції чеського мистецтва (кат. Míčko M., 162 с.), 1966
- Socha a město / Скульптура і місто (кат. Moulis J. et al., 114 p.), 1969
- Devět / Nine, (кат. Křížová K.), Галерея у вежі, Мельник 1981
- Obraz a object / Picture and Object (Janoušková, Kopecký, Svobodová, Judl), кат. Judlová M, Tábor 1984
- Nová skupina / Нова група (кат. Hlaváček J. et al., 84 p.), 1990ISBN 80-900051-9-5
- Minisalon (cat. Skalník J., 220 p., en., cz.), Jazzová sekce, Unie výtvarných umělců České republiky, Прага 1992
- Nová figurace / Нова фігура (кат. Petrová E., 104 с.), 1993
- UB 12 (кат. Шетлік Я., Земіна Я., 28 с.), Галерея сучасного мистецтва, Рудніце-над-Лабем 1994
- 3 Sochařky / 3 жінки-скульптори (кат. Primusová A), Art D, Адміністрація Празького Граду 2008,ISBN 978-80-903876-3-8

### Енциклопедії та загальні джерела
- Philippe J., La transfiguration de l'art tcheque (кат. 16 с.), 1965
- Cherchi LCS, Zemina J., Mostra d'arte contemporanea Cecoslovacca (кат. 60 с.), 1967
- Фернан Хазан (ред.), Nouveau dictionnaire de la sculpture moderne, Paris 1970, p. 145-146
- Коталік Й.Т. , Procházka V., Tschechische Skulptur des 20. Jahrhunderts (кат. 84 с.), 1970
- Bénamou G, L'art aujourd´hui en Tchecoslovaquie (190 стор., фр.), 1979
- Gruša J. et al., Tradition und Avantgarde in Prag (cat. 220 p.), 1991
- Beran Z. et al., Umění zastaveného času / Мистецтво, коли час зупинився (268 с., cs, en.), 1996ISBN 80-7056-050-9
- Драйє Ф. та ін., Česká koláž / Чеський колаж (165 с.), 1997ISBN 80-86010-04-X
- Nešlehová M., Poselství jiného výrazu / Повідомлення іншого вираження (286 с., cs., en.), 1997ISBN 80-902481-0-1
- Juříková M., Železný V., Šedesátá /The Sixties (414 p., cs., en.), 2004ISBN 80-239-3406-6
- Брозман Д. та ін., České ateliéry / Czech Studios (519 p., cz., en.), ed. МИСТЕЦТВО cz, 2005ISBN 80-239-5528-4
- Славицька М., Шетлік Я., УБ 12, Дослідження, розховори, документи / УБ 12, Дослідження, інтерв’ю, документи (337 с.), 2006ISBN 80-86990-07-9
- Machalický J., Česká koláž / Чеський колаж (254 с.) вид. Gallery sro, Прага 2010

### Статті (вибірка)
- Magda Juříková, Jana Chytilová, Královna českých skládek / Королева чеських смітників (інтерв’ю з Верою Яноушковою), Мистецтво та антикваріат, 2002, стор. 72-79
- Anita Pelánová: Věra Janoušková – Já to dělám takhle / Ось як я це роблю, Revolver Revue Critical Supplement 25 / 2003, с. 84-86

### Дипломні роботи
- Мартіна Ваньова: Вера та Володимир Яноушкові. Роздуми про подружні артистичні пари, дипломна робота, ÚDKU KTF, Карлів університет, Прага

## Зовнішні посиланням
- База даних Національної бібліотеки: Věra Janoušková
- Інформаційна система abART: Věra Janoušková
- Вера Яноушкова – скульптор, телевізійний документ, режисер Я. Хітілова, 16 серпня 2005 р., чеське ТБ 2
- Мистецькі зізнання: Вера Яноушкова, телевізійний документ, режисер П. Скала, 26 січня 2011 р., чеське ТБ 2
- Творчість: Вера Яноушкова
- Google Arts and Culture: Figure, Museum Kampa
- Art for Good – Ateliery členů UB 12 a jejich portréty / Студії художників UB 12 та їхні портрети
- Slavné vily / Відомі вілли: Socharřský ateliér Vladimira a Věry Janouškových / Скульптурна майстерня Володимира та Вери Яноушків